# Quartiers de Saint-Étienne
 (septembre 2010).
Cet article fournit diverses informations sur les quartiers de la ville de Saint-Étienne, une ville située dans le quart sud-est de la France.

## Histoire
On sait peu de choses aujourd'hui sur les origines de Saint-Étienne. Les premières mentions du bourg au XIIe siècle le placent sous la dépendance du château de Saint-Priest.
Au XVe siècle, le village - borné à l'est par le Roannelet et à l'ouest par le Furan - protégé par des remparts, compte 3 000 habitants et se développe autour de la place Grennette.
La route de Lyon - Le Puy-en-Velay - Toulouse passant par Saint-Étienne favorise le développement de la ville et entraîne le développement des faubourgs ouest (Tarentaize et Polignais) et à l'est (le long de la rue de Lyon) le long de cet axe principal.
La ville se compose alors du noyau ancien, fortifié au siècle précédent, mais dont l’enceinte est à présent englobée dans des constructions nouvelles. Sur les bords du Furan, le Pré de la Foire (place du Peuple) est le centre marchand d'une ville qui vit principalement de l'artisanat et du commerce.
Au cours du XVIIe siècle, la cité s'étale peu, mais beaucoup de reconstructions sont réalisées dans les faubourgs dont le quartier de l'hôpital (détruit lors du percement de l'avenue de la Libération en 1905) et le quartier des armuriers (quartier St-Jacques).
Au XVIIIe siècle avec la Révolution française, la ville s'étend officiellement en absorbant ses faubourgs : Tarentaize, Polignais, La Montat (actuelle place Fourneyron).
Au XIXe siècle, l'architecte-voyer Pierre-Antoine Dalgabio projeta le nouveau plan directeur de la ville moderne. Il changea l'orientation de la ville passant d’est-ouest à un axe nord-sud suivant la route de Paris-Annonay.
Il n'hésita pas à faire passer la voie principale à travers le couvent des religieuses de Sainte-Catherine, le condamnant à la démolition. Cette nouvelle route deviendra petit à petit la Grand’rue.
Avec l’essor industriel et économique en 1855, Saint-Étienne devint le chef-lieu du département.
La ville alors restreinte dans ses limites communales décide d’annexer différentes communes limitrophes :
- 1855 : fusion de Beaubrun, Montaud, Outre-Furens et Valbenoîte (fusion simple) ;
- 23 mai 1863 : séparation des communes de Planfoy et de Saint-Genest-Malifaux ;
- 18 octobre 1969 : fusion de Saint-Victor-sur-Loire (non contiguë à Saint-Étienne, fusion simple) ; la commune est renommée alors temporairement Saint-Étienne-sur-Loire ;
- 1er janvier 1970 : fusion de Terrenoire (fusion simple) ; la commune est à nouveau appelée Saint-Étienne ;
- 1er janvier 1973 : fusion de Rochetaillée (avec le statut de commune associée, 757 habitants en 1999).

## Liste des quartiers

### Quartier de Saint-Victor

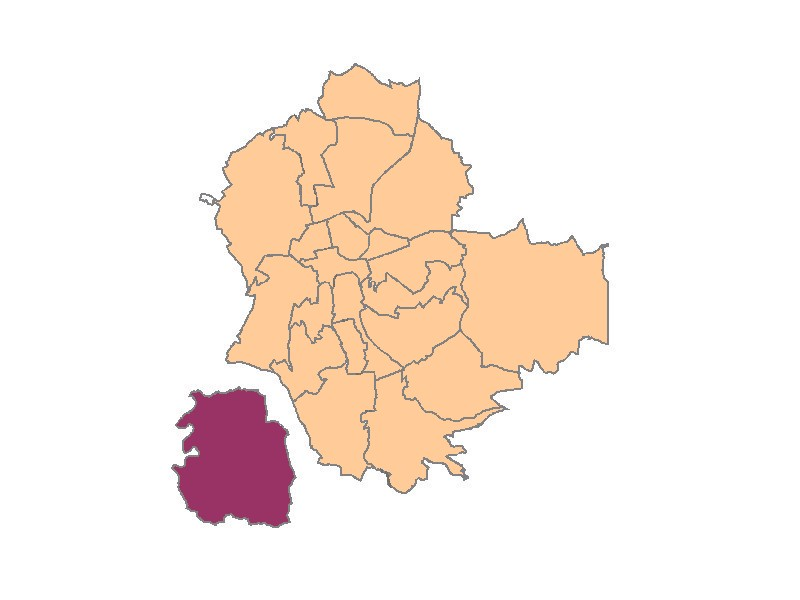
Plans des quartiers de Saint-Étienne et localisation de Saint-Victor (note : l'enclave est située à l'ouest du centre-ville et non au sud-ouest comme le laisserait penser ce plan de situation).

Bien que faisant partie de Saint-Étienne depuis le 18 octobre 1969, l'ancienne commune de Saint-Victor-sur-Loire forme une exclave à l'ouest de la commune (dont elle est séparée par la commune de Roche-la-Molière), mais elle n'a pas bénéficié (comme Rochetaillée intégrée plus tard) du statut de commune associée (créé seulement le 16 juillet 1971 et dont les premières instances sont devenues effectives en 1972).
- Situation : A l'ouest du centre-ville.
- Habitants : 3 006
- Axes routiers : 15 km du centre-ville.
- Historique :

Ce fut un petit village médiéval qui était cantonné autour de son église romane de 1070. Dès le XIIIe siècle, une châtellenie est présente dans le bourg. Pendant la guerre de Cent Ans le village se fortifia autour de son château. Aujourd’hui, les fortifications du village n’existent plus.
- Curiosité :
  - Le lac de Grangent.
  - Les gorges de la Loire qui font partie de la réserve naturelle régionale des gorges de la Loire.
  - La base nautique avec port de plaisance et une plage en sable surveillée.
  - Le bourg médiéval.
  - Un ancien presbytère.
  - La maison des passementiers.
  - Une église à colonnes du XIe siècle.
  - Un château du XIIIe siècle.
  - La roseraie du Berland.
  - La maison de la nature de la Frapna.
- Bus STAS : 107 108 109
- Ligne estivale : 36

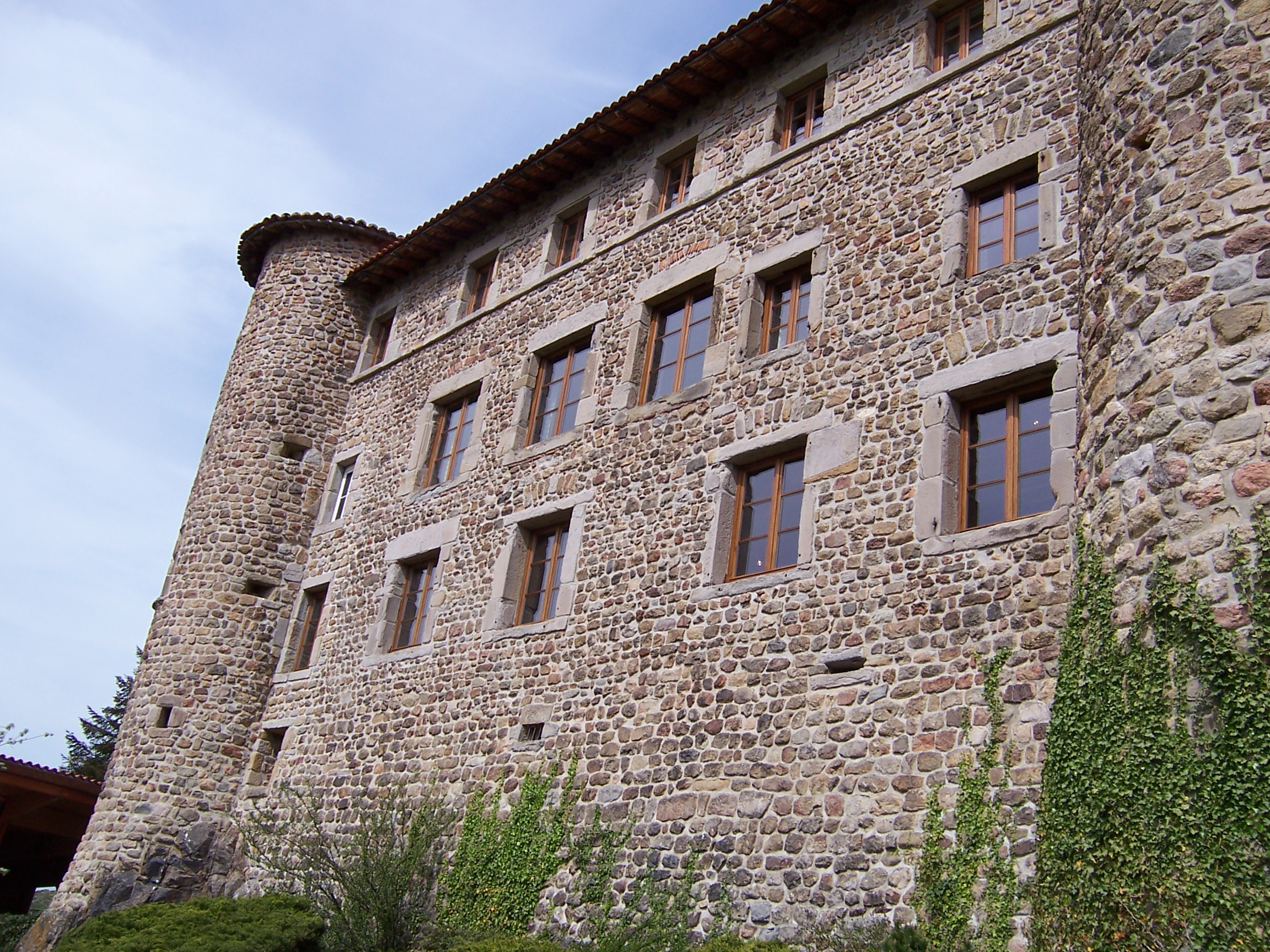
Château de Saint-Victor
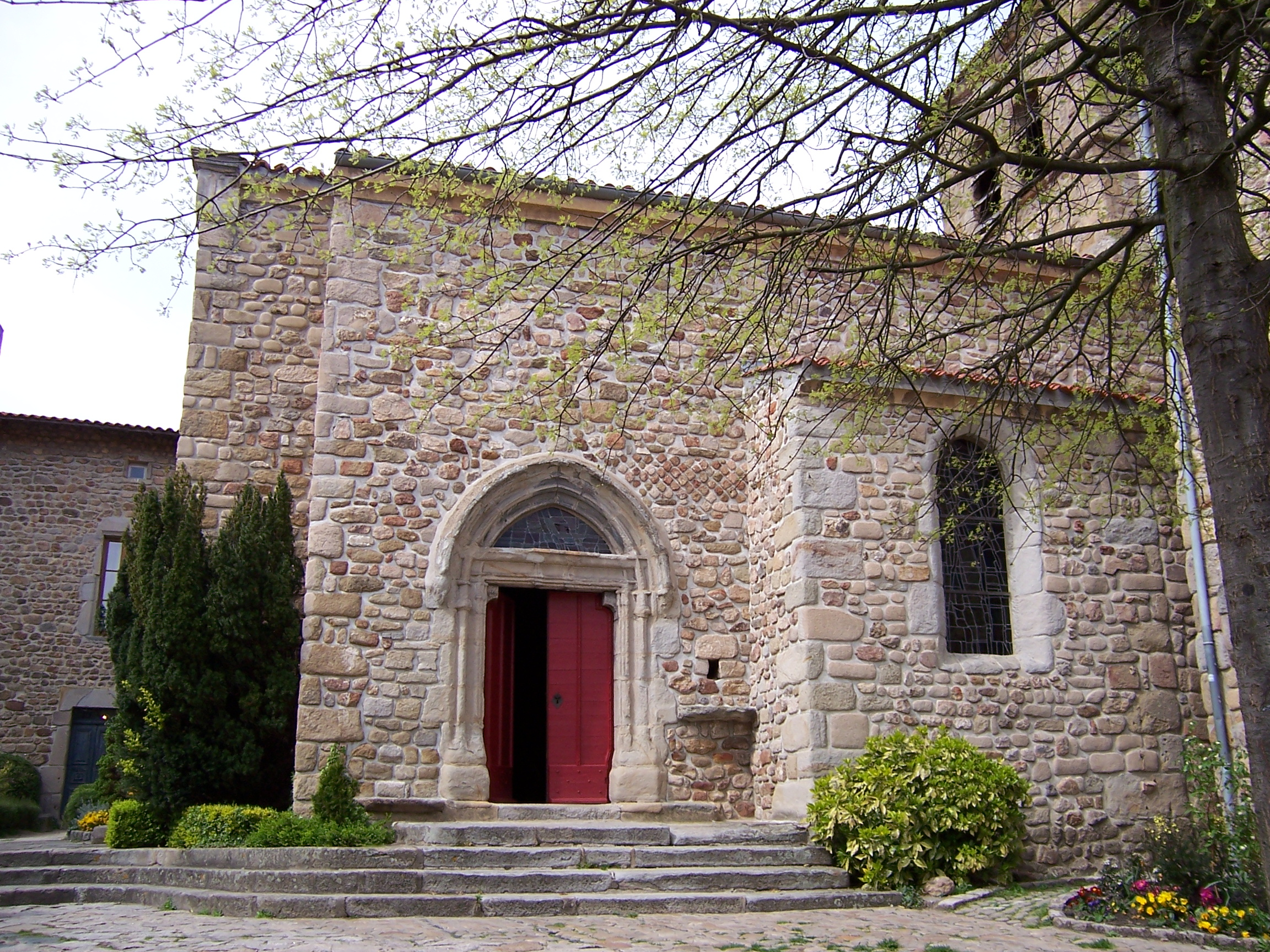
Église du XIe siècle.
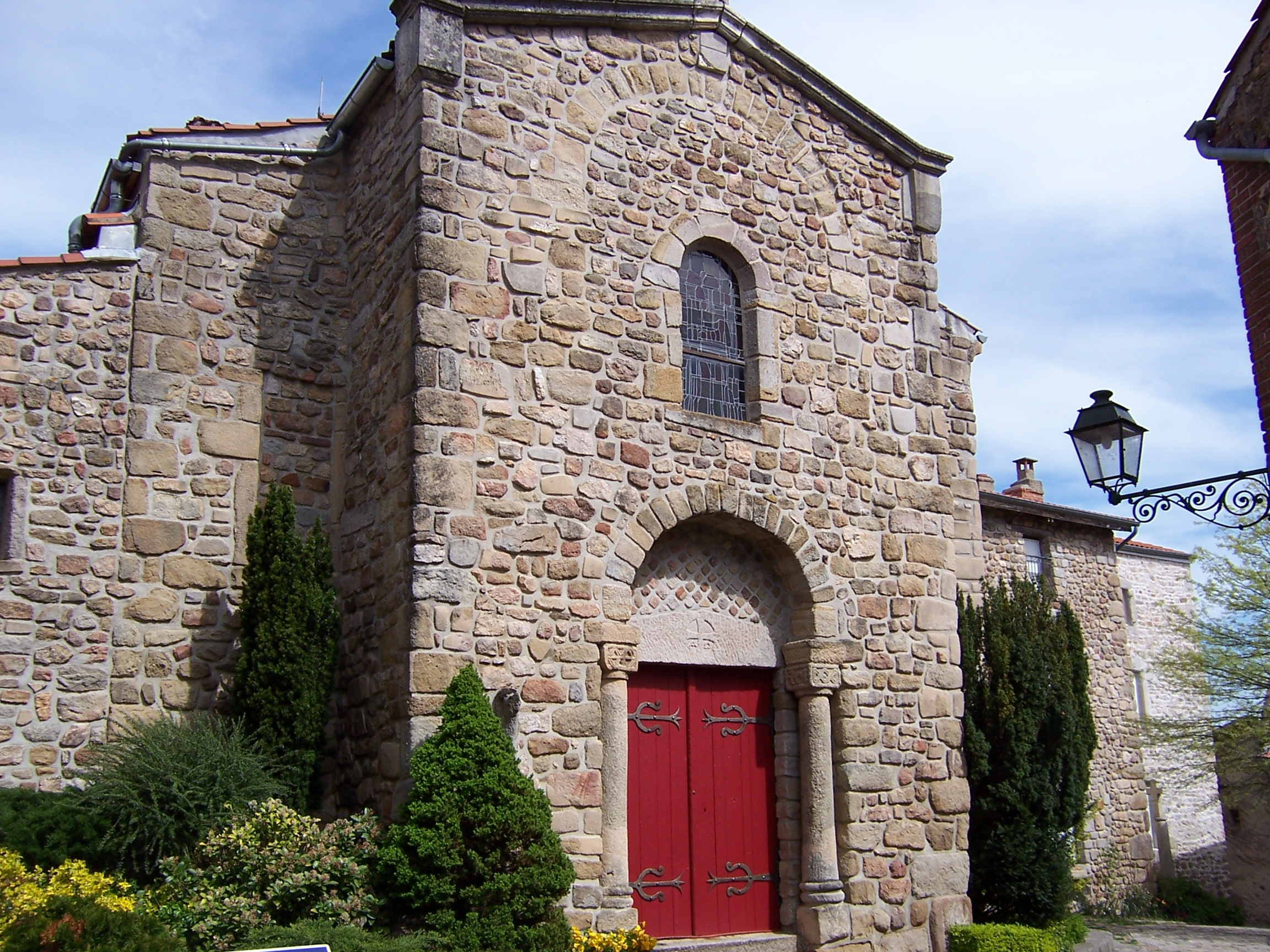
Église du XIe siècle.
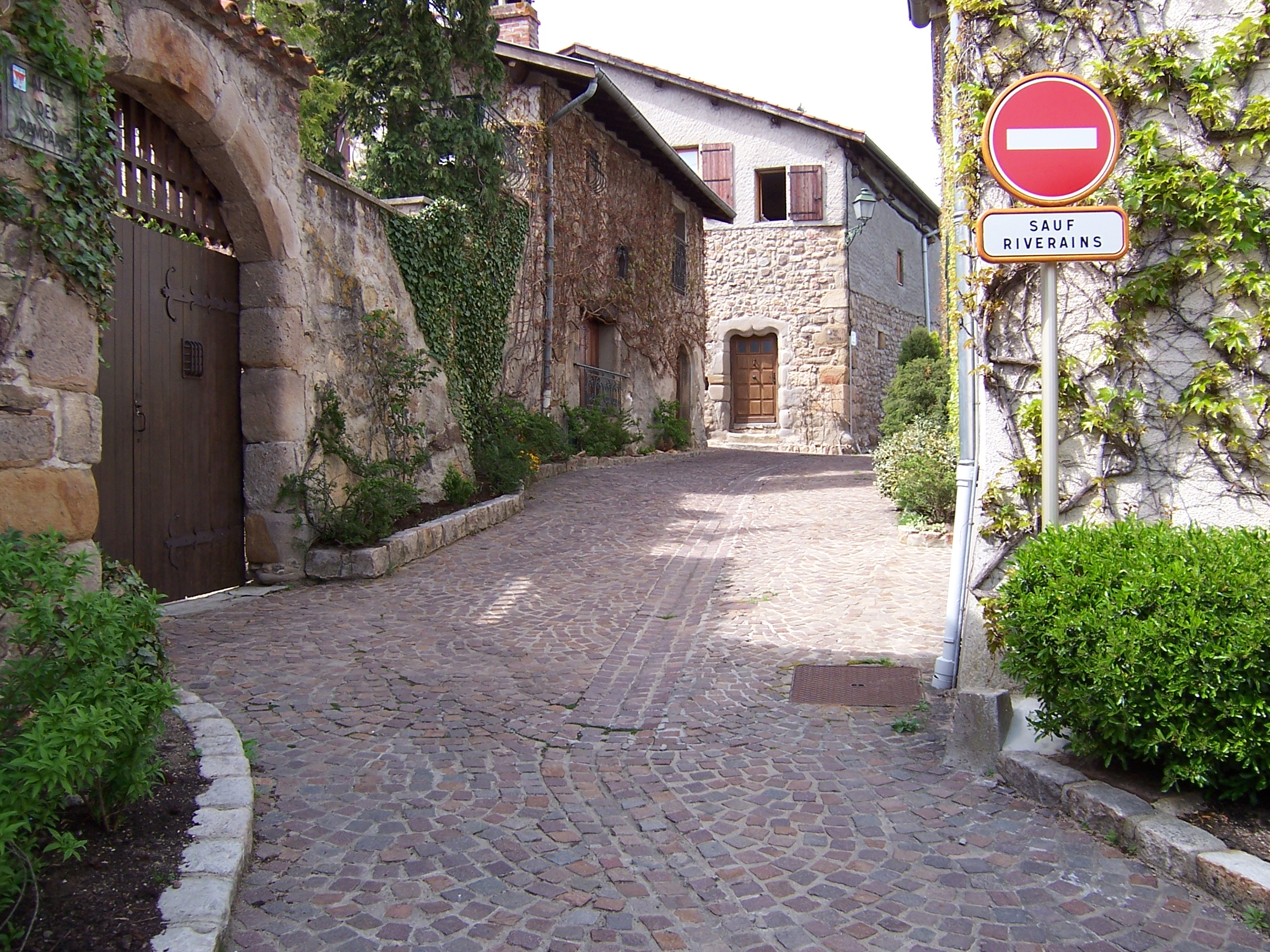
Rue de Saint-Victor
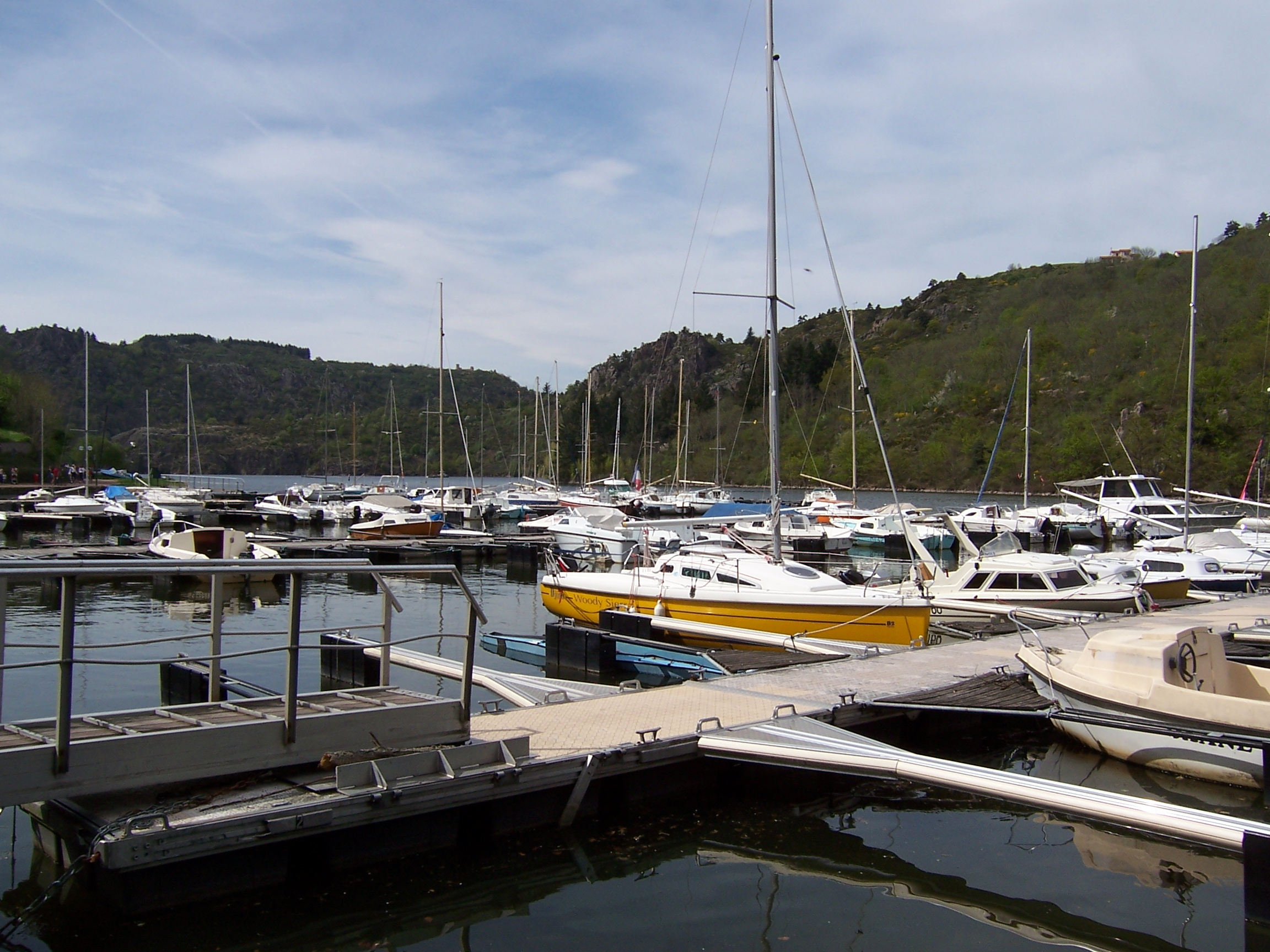
Port de plaisance
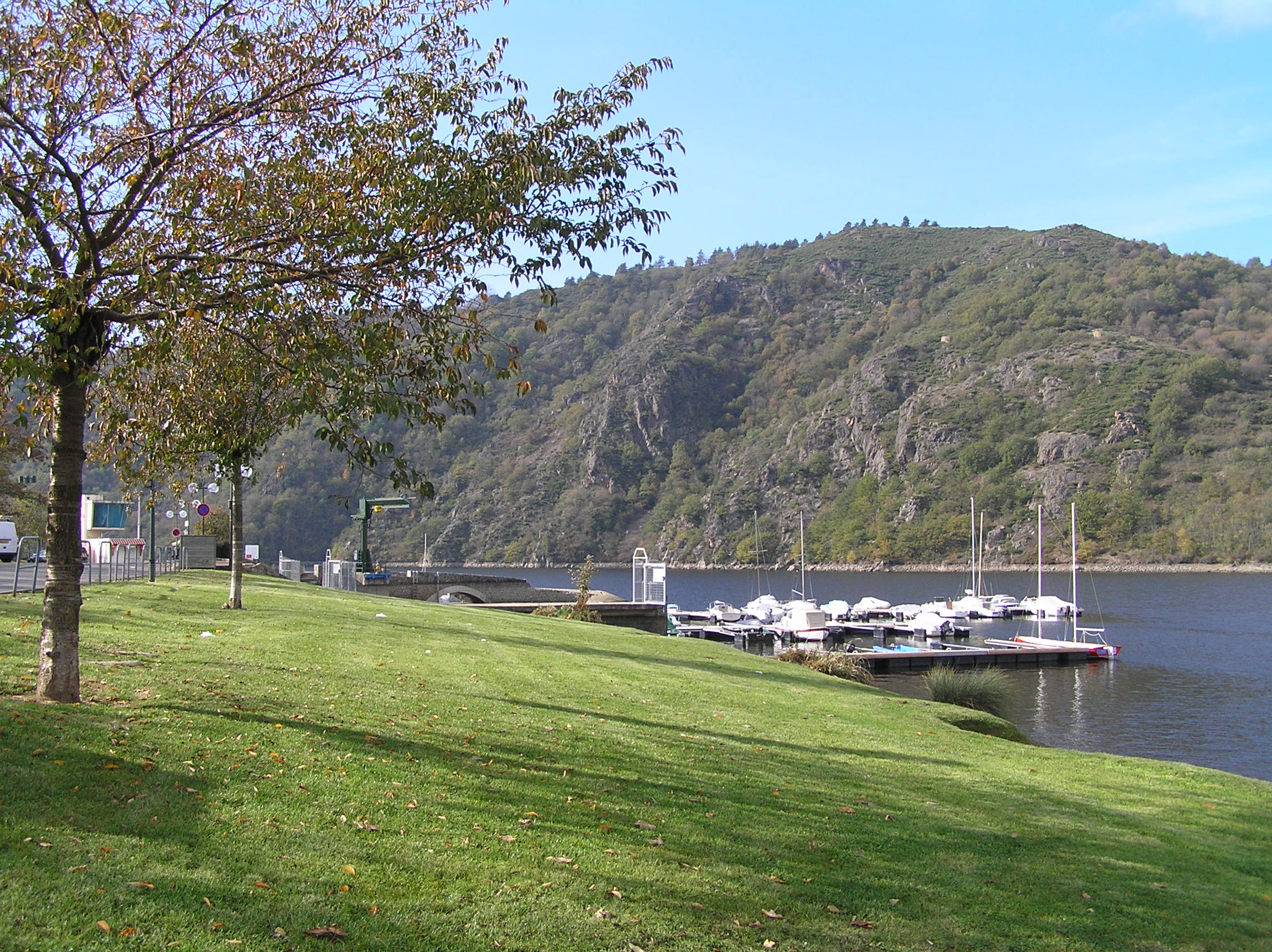
Port de plaisance
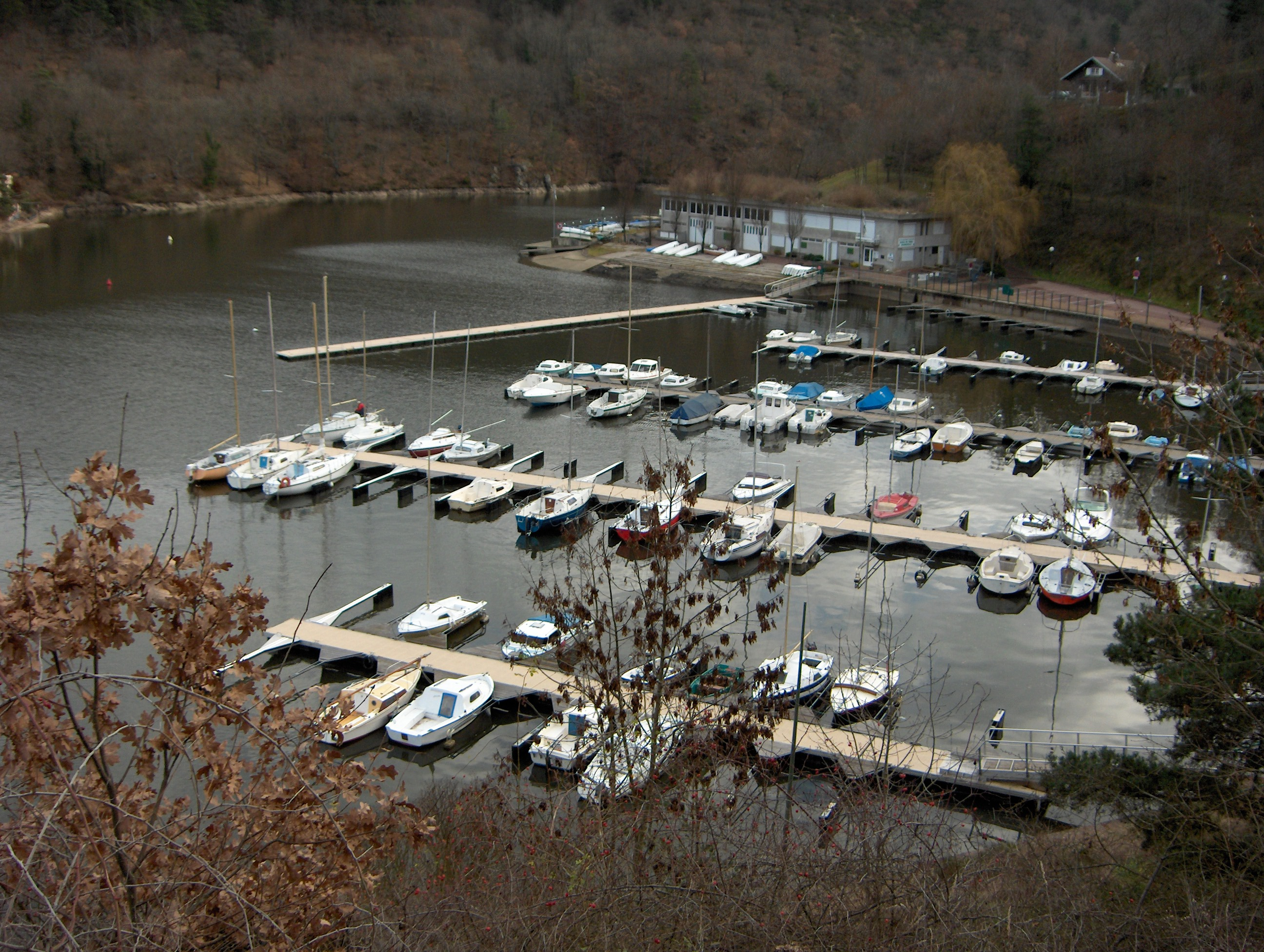
Port de plaisance
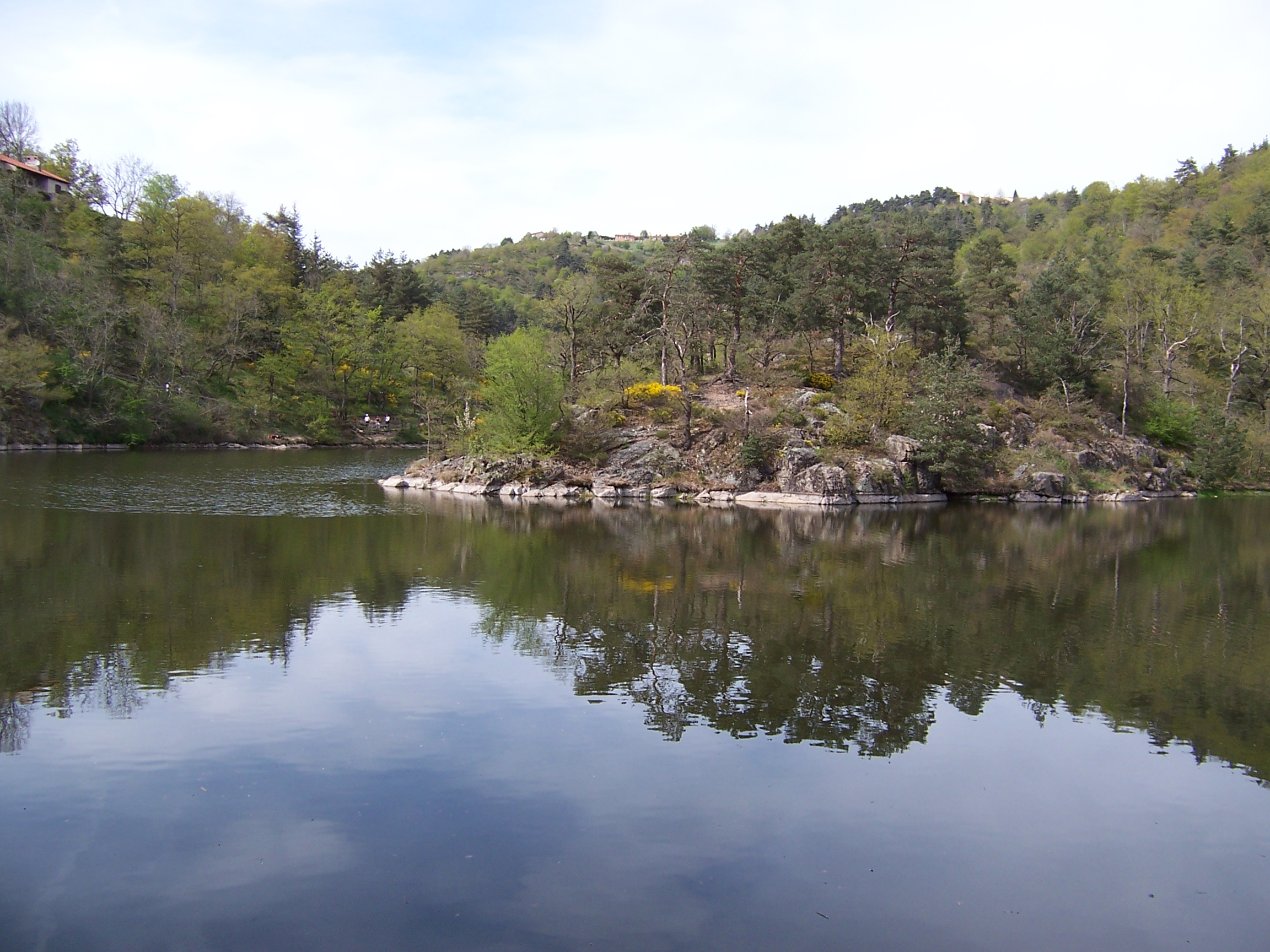
Réserve naturelle régionale

### Quartier de Rochetaillée
Ce n'est pas à proprement parler un quartier de la ville mais une commune associée depuis le 1er janvier 1973.
- Situation : Au sud du centre-ville dans le massif du Pilat dans le parc naturel régional du Pilat.
- Habitants : 757
- Axes routiers : 30 min du centre-ville.
- Historique : Les premières traces connues de Rochetaillée remontent à la bulle du pape Alexandre III au sujet de la permutation de 1173-1174[2] et qui mentionne l'existence du château de Rochetaillée.
- Curiosité :
  - Château féodal du XIIe siècle
  - Barrage du Gouffre d'Enfer construit en 1866
  - Barrage du Pas-du-Riot construit en 1878
  - Église gothique du XVIe siècle
  - De nombreux sites d'escalade et de via ferrata
  - Le village fait partie du parc naturel régional du Pilat.
- Bus STAS : 80
- Cars Région : Cars Région L12

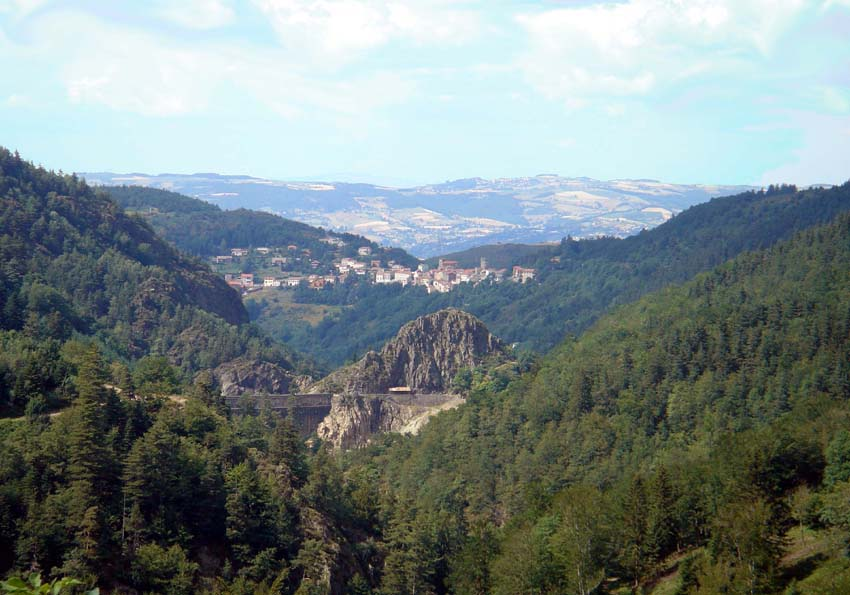
Vue de Rochetaillée
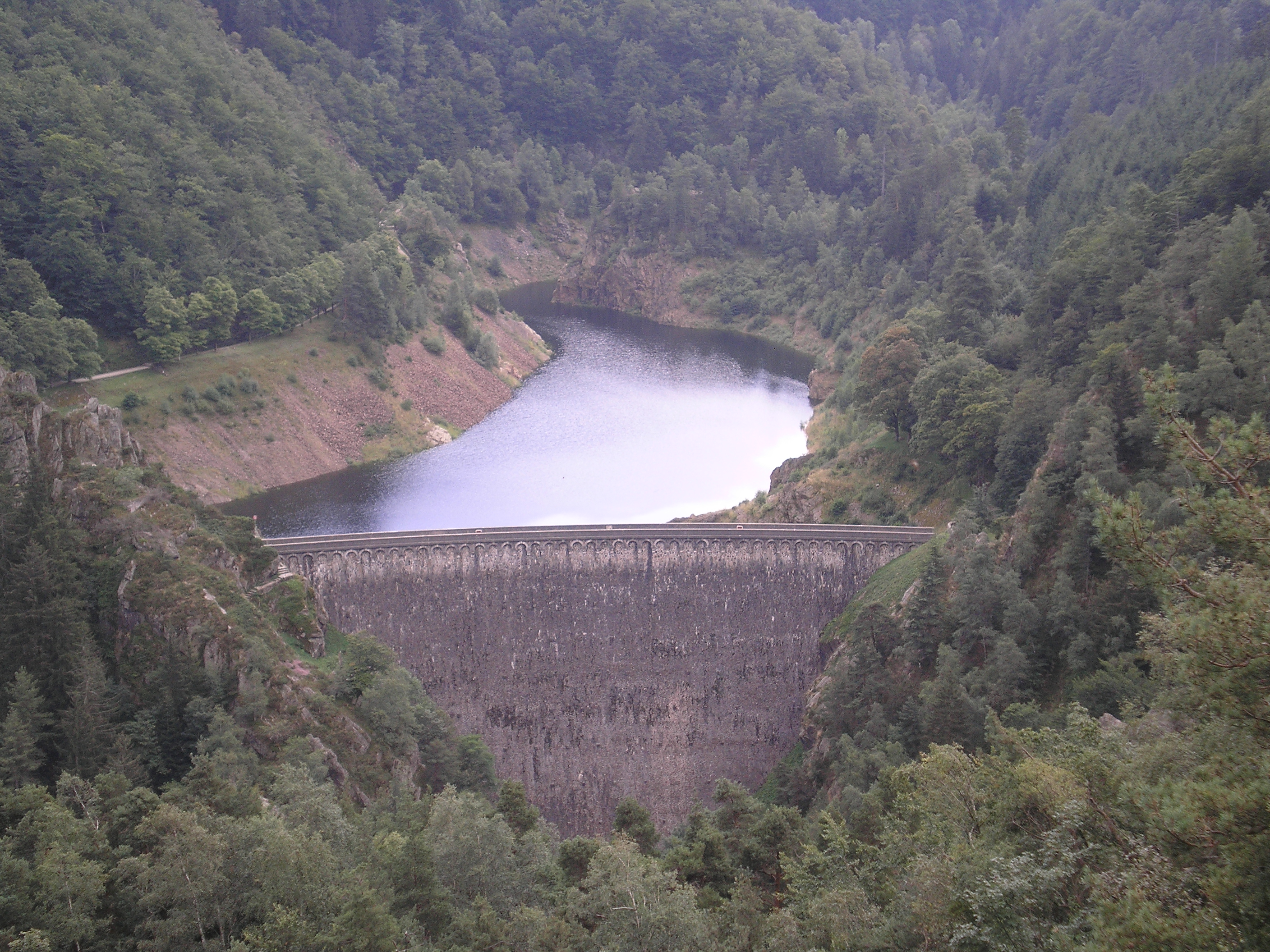
Barrage du Gouffre d'Enfer
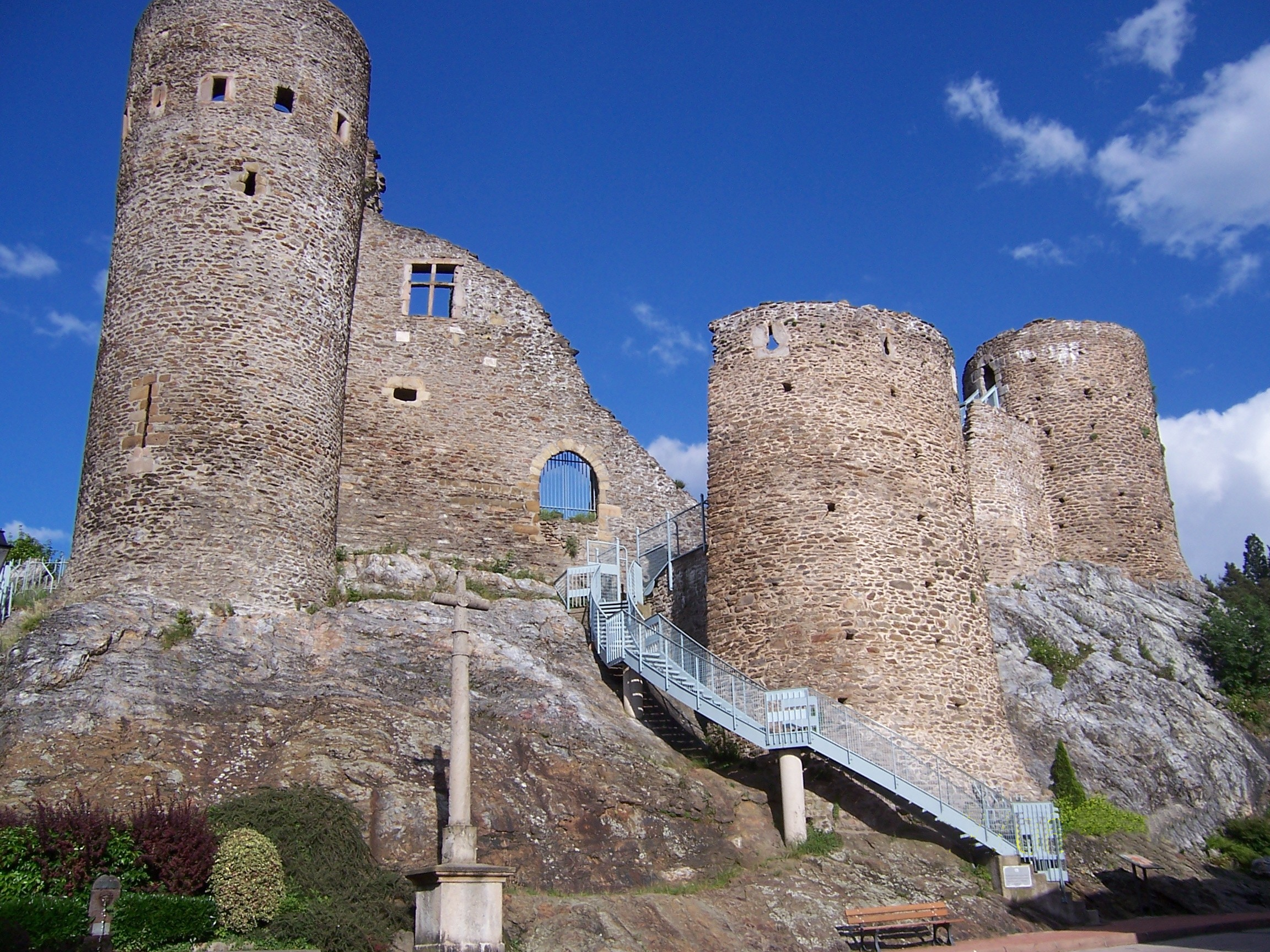
Château de Rochetaillée
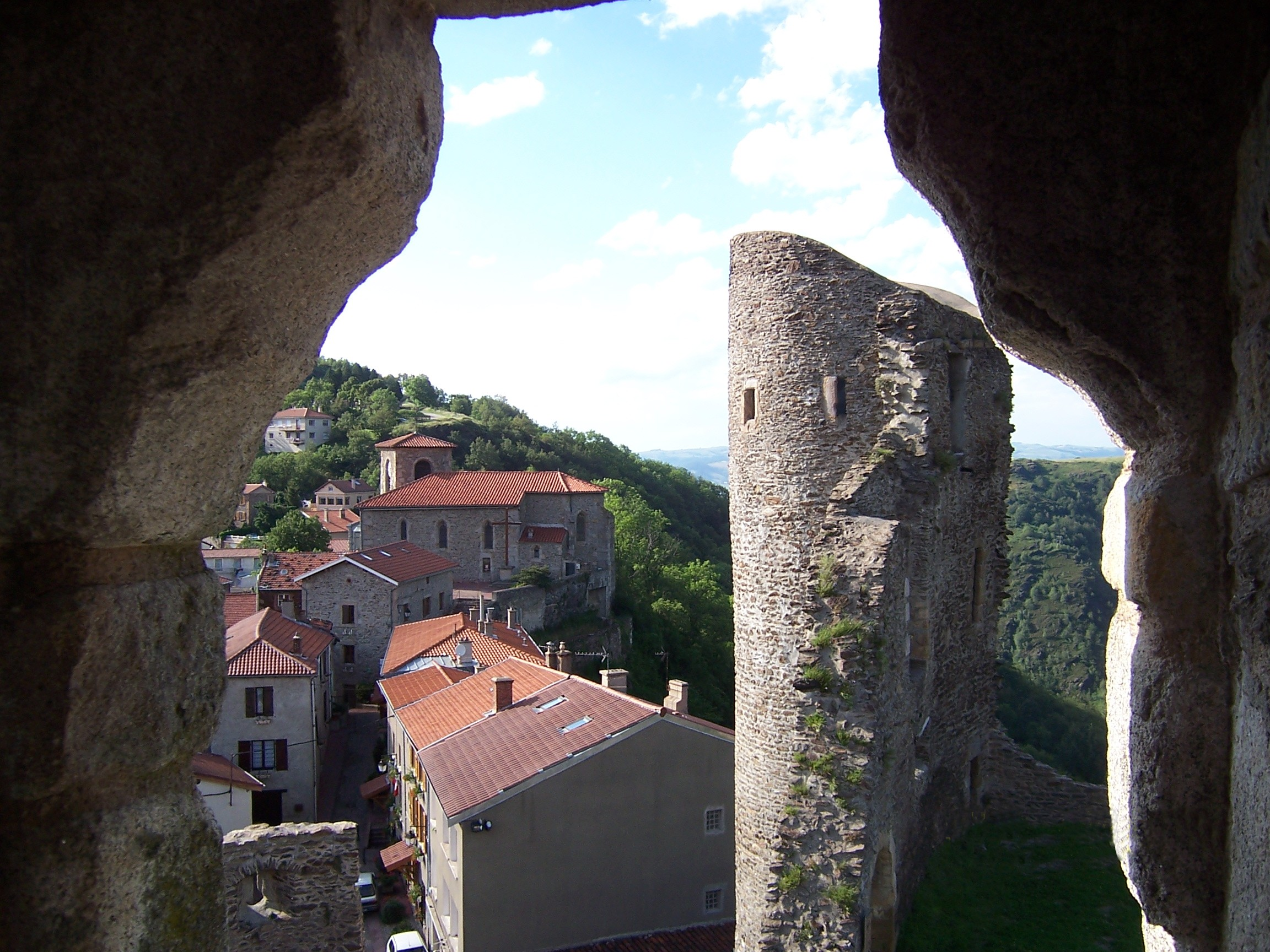
Vue du château

### Quartier de La Métare Le Portail Rouge

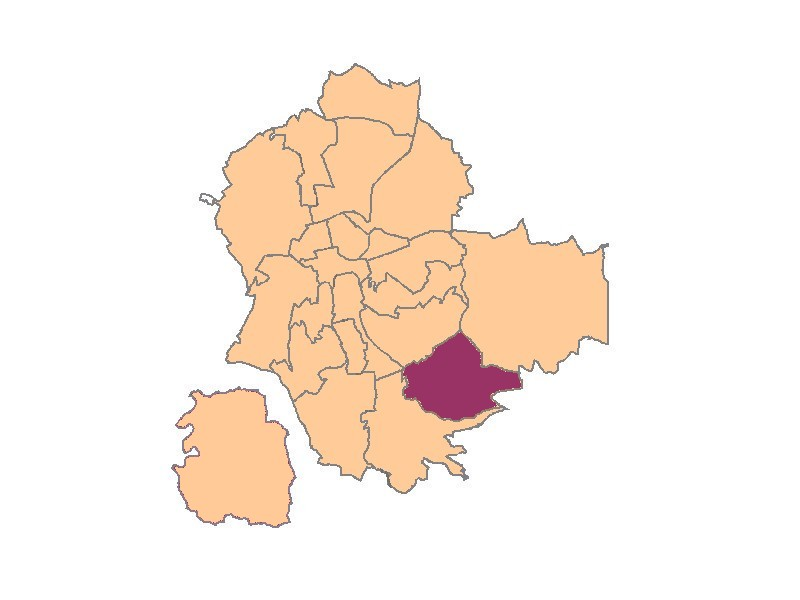
Plan de Saint-Étienne

- Situation : Au sud-est du centre-ville.
- Habitants : environ 10 000 (?)
- Historique :

Quartier construit dans les années 1960 pour répondre à la pénurie de logements d’après-guerre. Ce quartier neuf géré par un bailleur public permit d’éliminer les bidonvilles qui étaient présents autour de la ville (Méons). Plusieurs établissements d'enseignement furent bâtis dans ce quartier . On y trouve 3 écoles maternelles et primaires (La Cotencière, Virgile et Baptiste Marcet), ainsi que le collège-lycée du Portail Rouge, dont le lycée aujourd'hui a été renommé Jean Monnet. À la limite Nord du quartier, fut aménagé dans les années 60 le parc de l'Europe, qui débouche sur le cours Fauriel. Dans un quartier aux portes du Parc Régional Naturel du Pilat, le parc de l'Europe n'en est pas moins un lieu très fréquenté, puisque l'on trouve en son sein une crèche. Il rompt véritablement avec les immeubles d'une quinzaine d'étages qui ceinturent le quartier. Le Rond-Point marque la limite septentrionale du quartier alors que les pentes du Pilat les limites australes.
- Axes routiers : N88, 15 min du centre-ville.
- Curiosité : La ligne de crête où est installée le campus de la Métare forme la ligne de partage des eaux entre la Méditerranée (bassin versant du Rhône)et l'océan Atlantique (bassin versant du Furan et de la Loire).

Un ancien chemin de pèlerinage de Lyon au Puy (via romipedum a Lugduno ad Podium) est encore visible du lieu-dit La Palle. Cette route montant de Terrenoire, passant le col au milieu des bâtiments de l'Angelus et continuant ensuite le long du tracé de la rue Marcel Sembat est mentionné par un texte de 1243, un des tout premiers textes sur le territoire de Saint-Étienne.
- - Parc de l’Europe
- Bâtiments spécifiques :
  - Campus universitaire scientifique de la Métare
  - Lycée professionnel Benoît Fourneyron.

- Bus STAS : M2 M4 M6 13 71 80 S6 N2
- Cars Région : Cars Région L12

### Quartier de Le Bernay Valfuret La Rivière

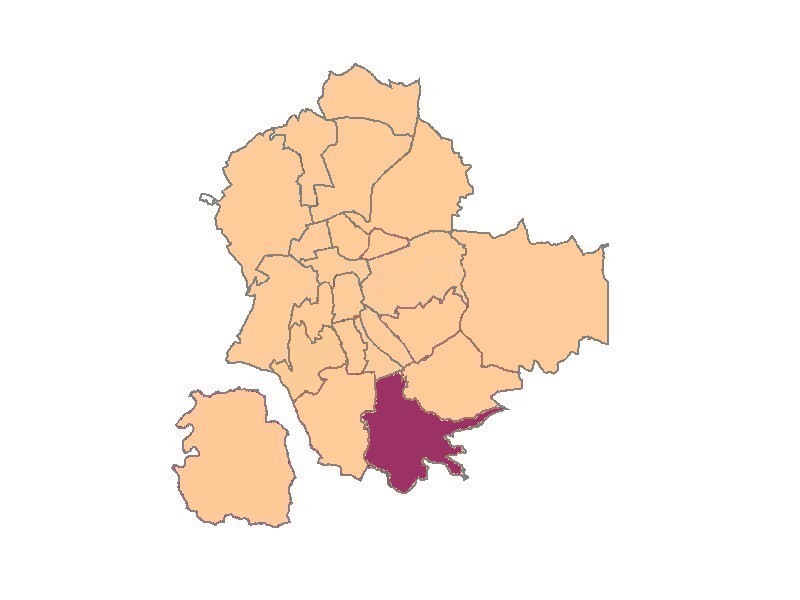
Plan de Saint-Étienne

- Situation : Au sud du centre-ville.
- Habitants : 4 180.
- Axes routiers : N88, 15 min du centre-ville.
- Origine du nom : Le nom du quartier tire l'un de ses composants du Furet, ruisseau affluent du Furan, et des anciens « mas et territoires de Furet » qui le bordait non loin du territoire de la Valette (attestés en 1243[4],[5]). La localité, dite aussi momentanément « Furet-la-Valette » (XVIIIe siècle) prend le nom de Valfuret au XXe siècle[6].
- Curiosité :
  - Parc de Valfuret
- Bâtiments spécifiques :
  - Église de la Rivière
- Bus STAS : M4 M7 23 80 N2
- Cars Région : Cars Région L14 L17

### Quartier de Bellevue Solaure

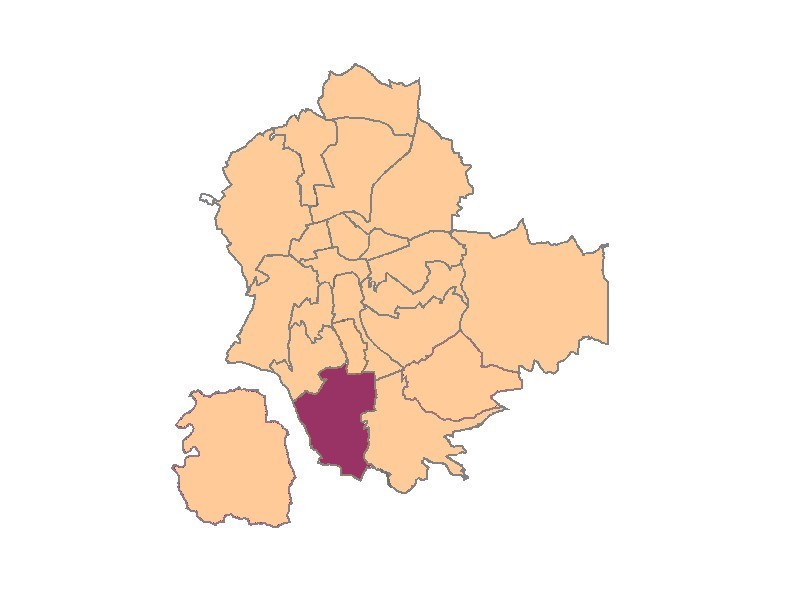
Plans de Saint-Étienne

- Situation : Au sud-ouest du centre-ville.
- Habitants : 13 227.
- Axes routiers : N88, 15 min du centre-ville.
- Historique :
- Curiosité :
  - Place et parc de Bellevue
- Bâtiments spécifiques :
  - CHU de Saint-Étienne - Site "Hôpital Bellevue" construit par l'architecte Léon et Marcel Lamaiziere en remplacement de l’Hôtel Dieu vers 1900
  - Gare de Bellevue
  - Clinique Mutualiste
  - Campus de Bellevue
  - Lycée général et technologique Honoré d'Urfé

- Bus et tramways STAS :T1 T3 M1 M4 M7 22 23 80 S1 N2
- Cars Région : Cars Région L12 L14 L16 L17 H28 H30 H34 H37

### Quartier de Bizillon Centre Deux

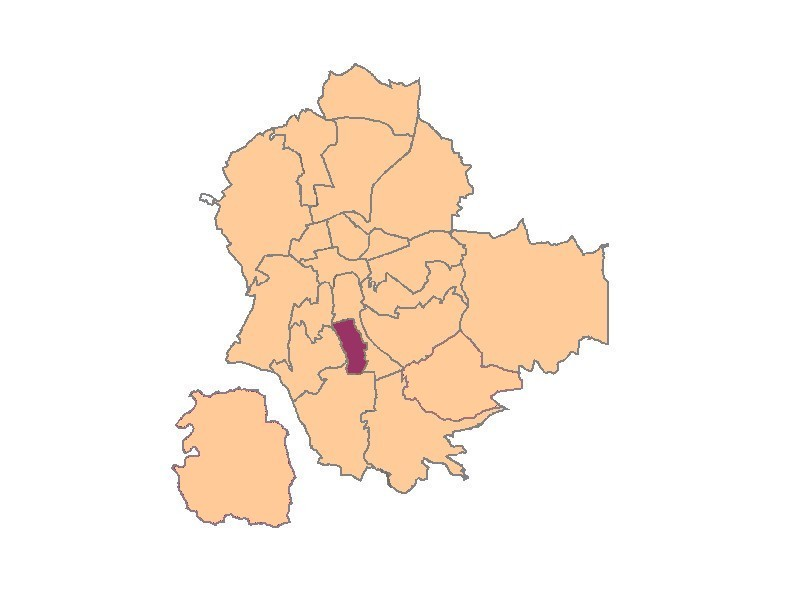
Plan de Saint-Étienne

- Situation : Au sud du centre-ville.
- Habitants : 7 566
- Historique :

Ce quartier s'est développé autour des activités proto-industrielles des ateliers (martinets etc.) utilisant la force motrice des eaux du Furan et grâce à l'essor de la passementerie. Le sous-sol "stérile" ne recelait pas de couches de charbon, à l'exception d'un puits de recherche à Bellevue, ce quartier n'a pas connu l'activité minière.
Il abritait aussi une prison construite en 1858 qui accueillit jusqu’à 600 détenus dont les plus célèbres Ravachol et la bande à Bonnot.
Au nord du quartier, une caserne militaire était occupée par 800 militaires du 38e régiment d’infanterie.
Dans les années 1970, des études sur la restructuration du quartier furent réalisées. La caserne fut détruite et remplacée par l'université de Saint-Étienne. La prison et les usines furent remplacées par un quartier moderne équipé d'un centre commercial de plus de cent boutiques.
- Curiosité :
  - Maisons de passementiers le long du boulevard Valbenoîte.
  - Centre-Deux
  - Statue de la Liberté
  - Les Maisons sans escalier ou chalet Bizillon.
- Bâtiments spécifiques :
  - Campus de Tréfilerie
  - École nationale supérieure de sécurité sociale
  - Inspection académique de la Loire
- Bus et tramways STAS : T1 T3 N2

### Quartier de Beaulieu Montchovet Marandinière

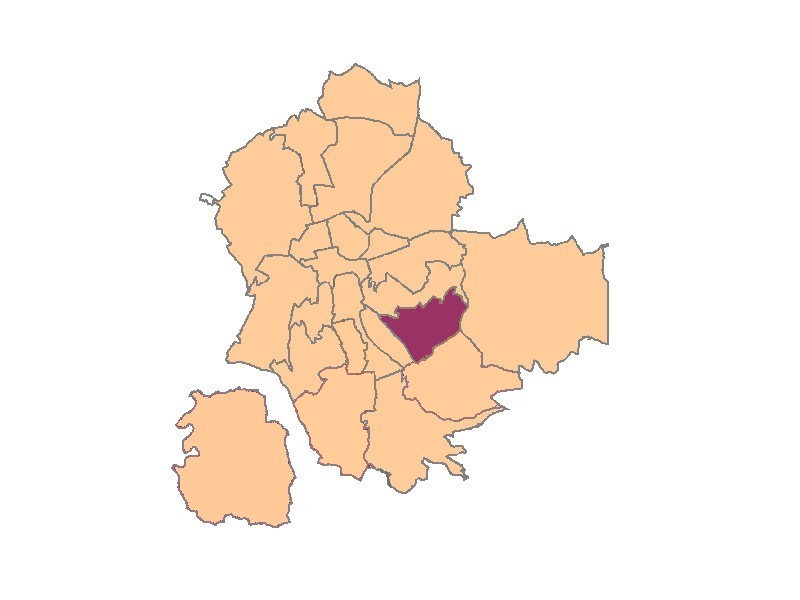
Plan de Saint-Étienne

- Situation : Au sud du centre-ville.
- Habitants : 18 284
- Axes routiers :N88, 15 min du centre-ville
- Historique :

Ce quartier est né des programmes de grands ensembles mis en œuvre à partir des années 1950 afin de réduire la pénurie de logements.
 La mairie choisit donc de développer un quartier moderne 4 600 logements en HLM pour pouvoir loger plus de 30 000 habitants avec des loyers modérés dans des bâtiments modernes. Ce quartier avait comme emblème un des plus grands immeubles d’Europe surnommé la Muraille de Chine qui était visible depuis l’autoroute. 
 Ce quartier s’est construit en quatre tranches :
- - Beaulieu I (Beaulieu) de 1953 à 1955
  - Beaulieu II (La Marandinière) en 1959
  - Beaulieu III (Montchovet) en 1964
  - Beaulieu IV (La Palle) en 1971

Il est aujourd’hui en profonde mutation avec un programme de renouvellement urbain qui prévoit la démolition de plus 1000 logements et la reconstruction de 250.
- Bâtiments spécifiques :
  - HPL (Hospital Privé de la Loire) qui remplace la muraille de Chine
  - École nationale d'ingénieurs de Saint-Étienne
- Curiosité :
  - Le bois du four
- Bus STAS : M2 M4 16 S6 N2

### Quartier de Fauriel

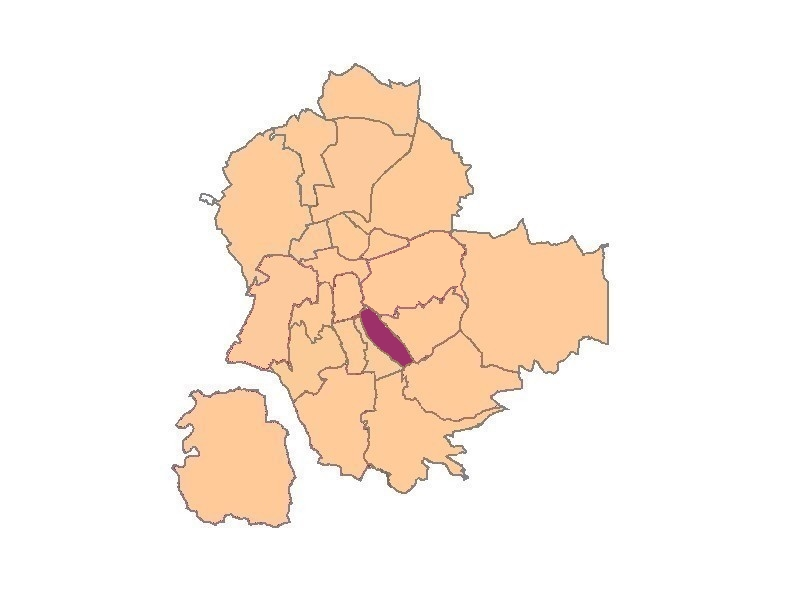
Plan de Saint-Étienne

- Situation : Au sud-est du centre-ville.
- Habitants :
- Axes routiers :N88, 15 min du centre-ville
- Historique :

Le cours Fauriel est un projet du maire Christophe Faure-Belon qui prit 10 ans pour être réalisé de 1856 à 1866.
Ce nouveau boulevard emprunte le lit du Chavanelet affluent du Furan entre les hauteurs du jardin des Plantes et de Valbenoîte.
L’origine de ce projet était de doter la ville de Saint-Étienne, qui était alors en pleine expansion, d’embellissements. Cela passa par la création d’un boulevard et de larges allées de promenade.
Cette large voie permit la construction de grands édifices par Léon Lamaizière comme la Manufacture française d'armes, des villas et immeubles du côté pair, le groupe scolaire Saint-Roch.
- Bâtiments spécifiques :
  - Chambre de commerce et d'industrie de Saint-Étienne / Montbrison
  - École supérieure de commerce de Saint-Étienne
- Curiosité :
  - Manufrance Manufacture française d'armes et de cycles.
  - Le Planétarium de Saint-Étienne.
  - La Rotonde qui est un centre de culture scientifique, technique et industrielle.
  - École nationale supérieure des mines de Saint-Étienne qui est une école d'ingénieurs française.
- Bus STAS : M2 M6 M7 13 S6

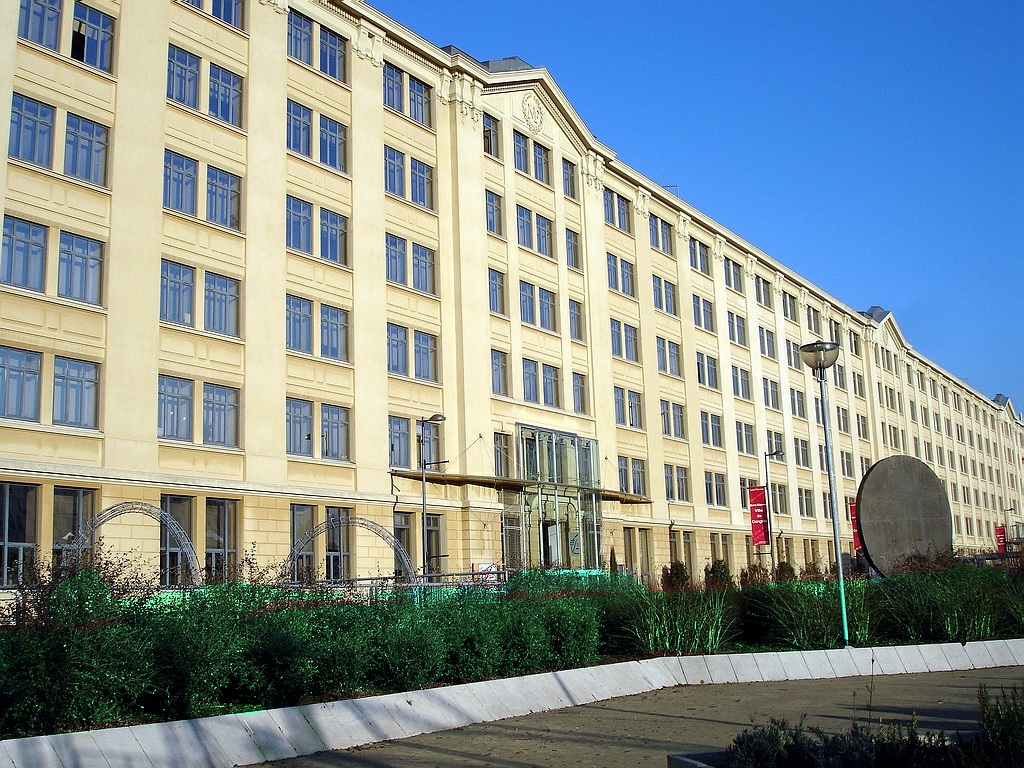
Manufrance
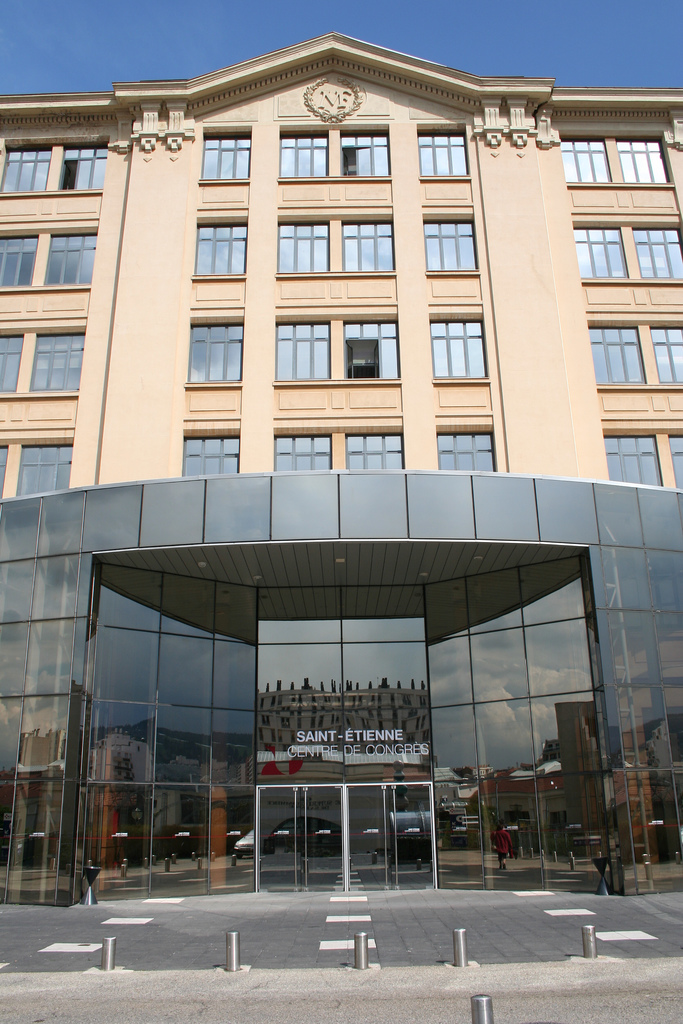
Centre des congrès
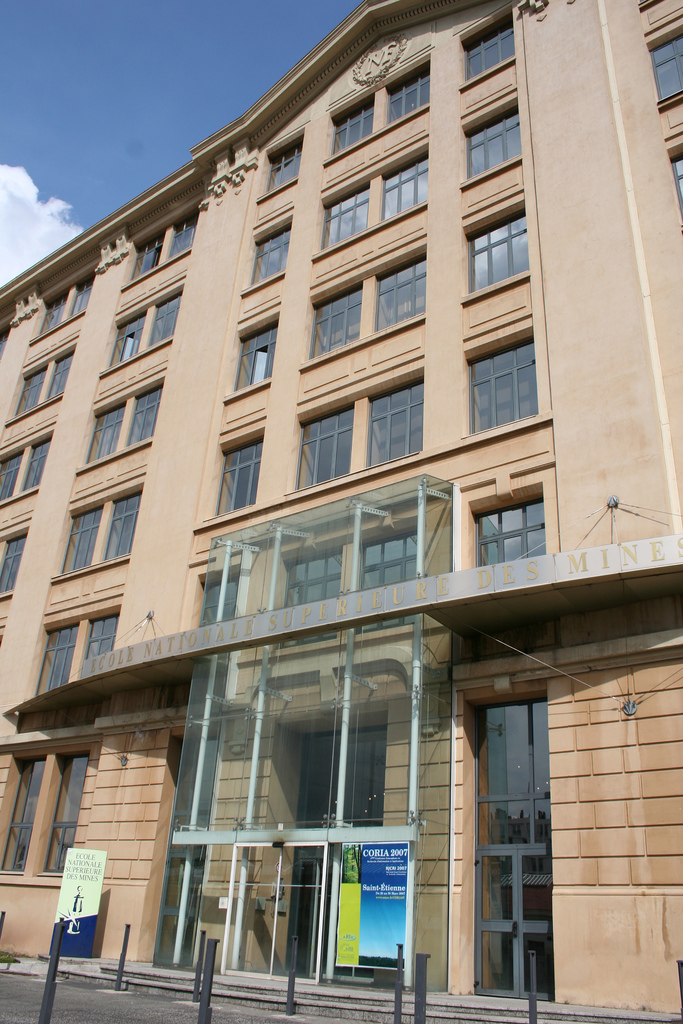
École des mines
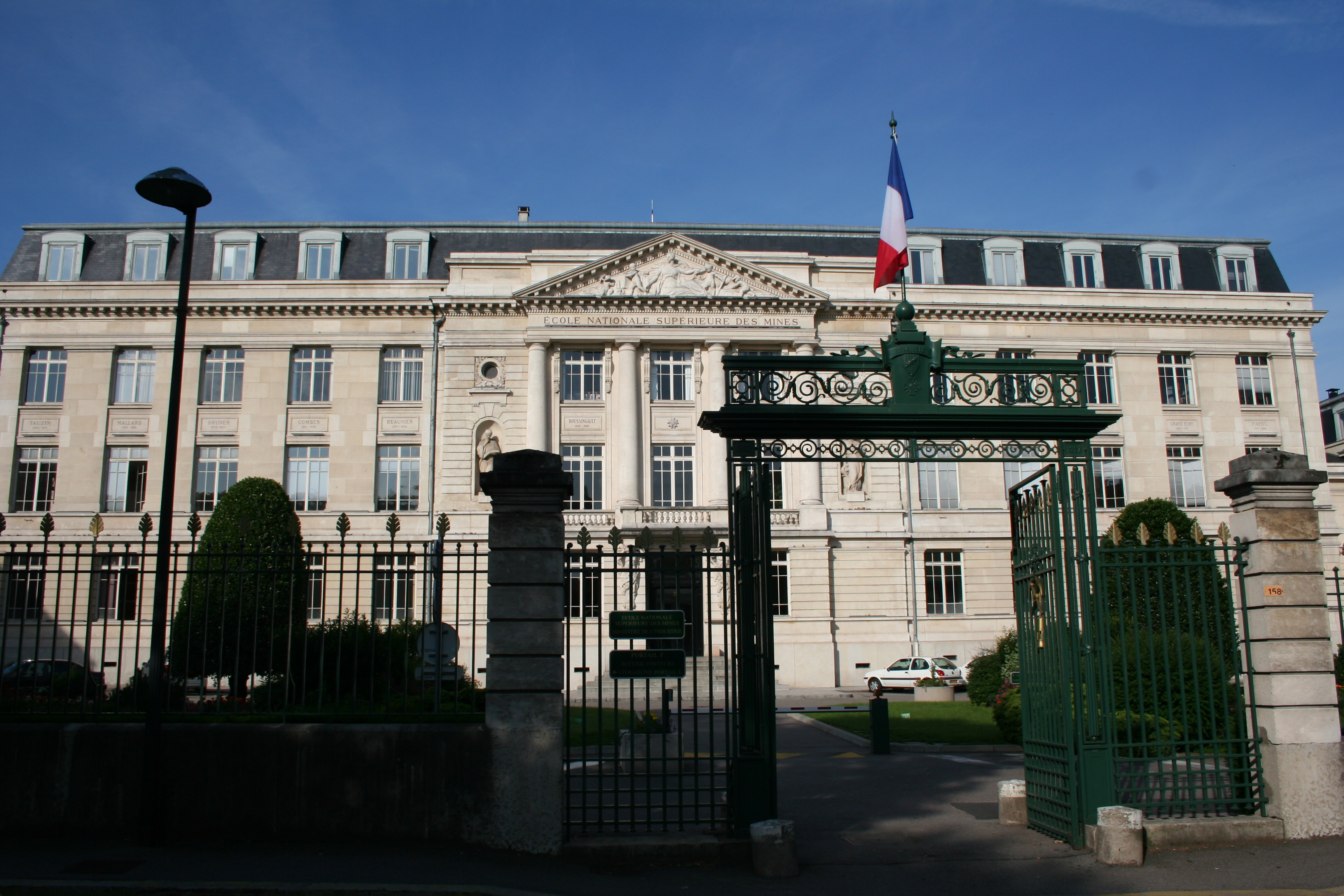
École des mines
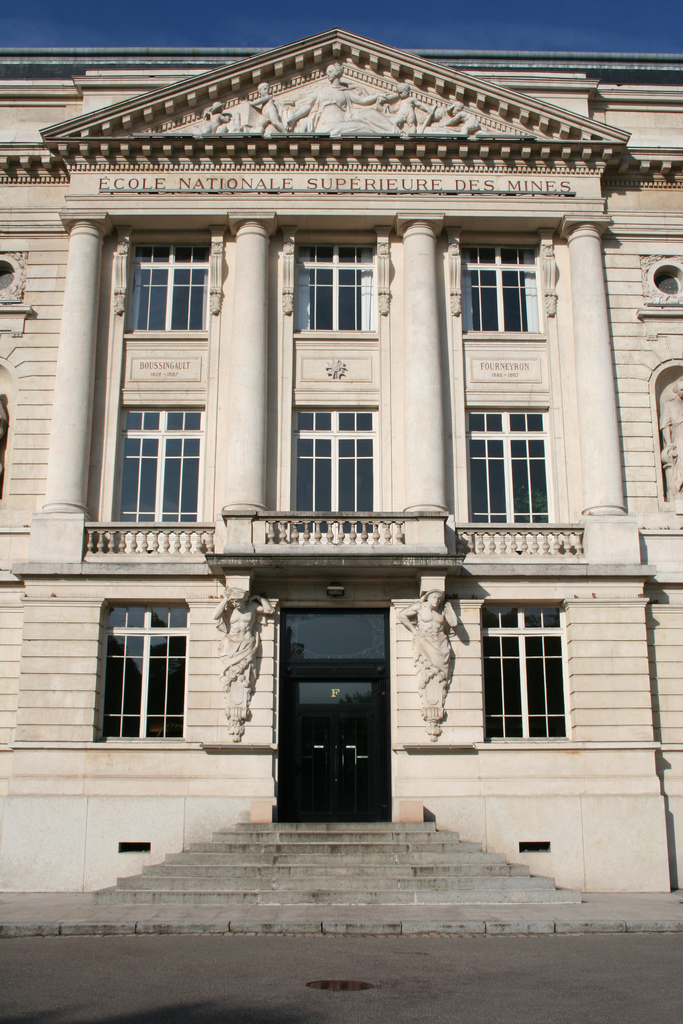
École des mines
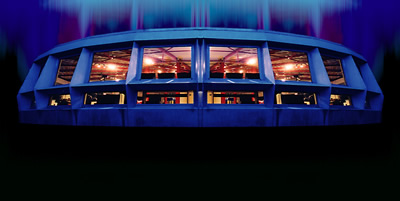
La Rotonde

### Quartier de la Cotonne

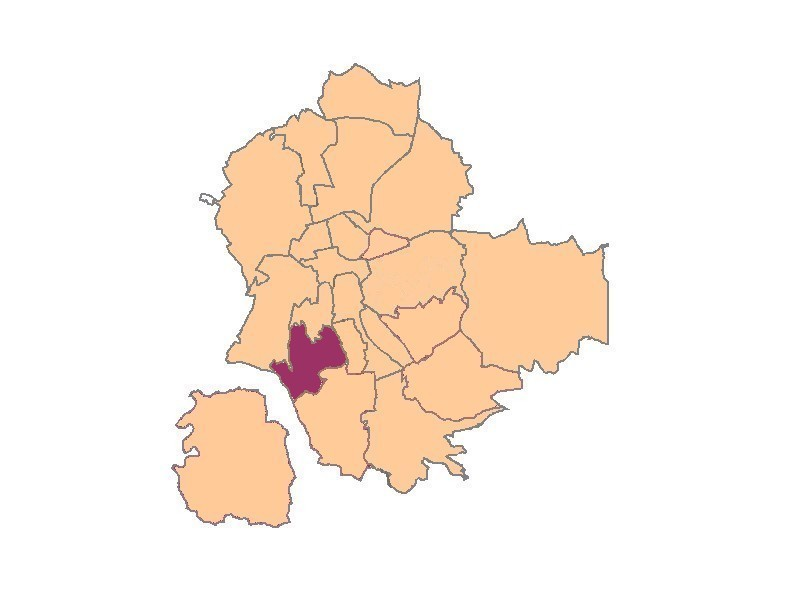
Plan de Saint-Étienne

- Situation : À l’ouest du centre-ville. Sur la colline du même nom. C'est un quartier populaire composé d'habitations de type HLM, lotissements, copropriétés.
- Habitants : 9 709
- Axes routiers : 15 min du centre-ville et à proximité de toutes commodités.
- Bâtiments spécifiques :
  - Cité universitaire "Tréfilerie"

- Bus STAS : M3 22 S3 N2

### Quartier de Terrenoire
- Situation : À l'est du centre-ville.
- Habitants : env. 7 000[8]

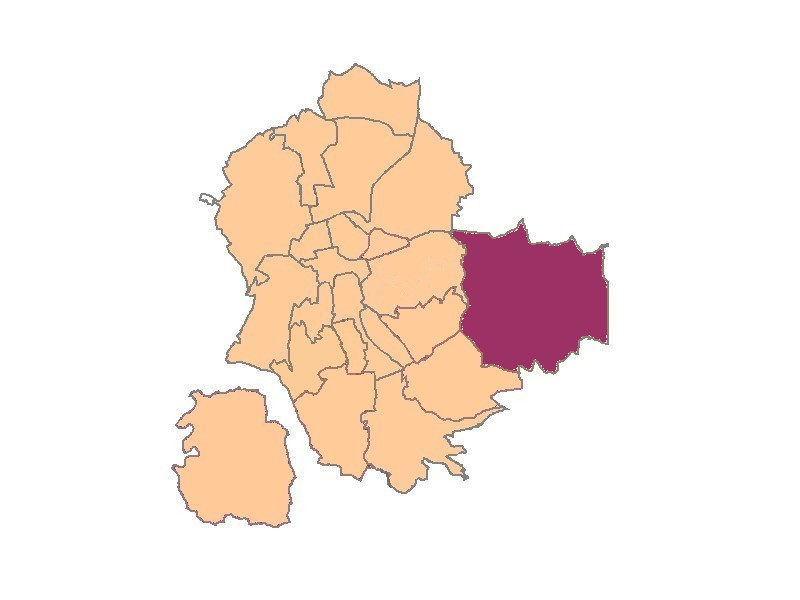
Plan de Saint-Étienne

- Axes routiers : Début de la A72 et de la N488/N88 25 min du centre-ville.
- Historique :

Située sur la ligne de partage des eaux le long de l'ancien chemin reliant Lyon au Puy-en-Velay, Terrenoire a peut-être connu l'occupation romaine. C'est en tous cas ce que laissaient penser la découverte au milieu de XIXe siècle d'une borne milliaire retrouvée au lieu-dit l'Etrat-sous-Gillière. L'hypothèse d'un aménagement du cours de la rivière Janon détournée pour alimenter l'aqueduc du Gier fut également émise.
Érigée en commune aux dépens de Saint-Jean-Bonnefonds en 1866, le bourg s'est fortement industrialisé au XIXe siècle avec l'implantation de grandes industries et le percement du tunnel de Terrenoire, (ouvert en 1829) qui traverse la ligne de partage des eaux entre Loire et Rhône. Malheureusement, il ne reste plus que des vestiges des "forges et aciéries de Terrenoire" (premières forges à l'anglaise installées en France) qui firent la renommée de l'ancienne commune.
L'habitat ancien est composé de maisons bourgeoises et d’anciennes habitations d'ouvriers. Ce quartier fut annexé en 1970 par la ville de Saint-Étienne.
- Curiosité :
  - Le bassin de Janon où traditionnellement étaient organisées des joutes.
  - Le parc du château de la Perrotière du XVIIIe siècle.
  - Place du Pilat.
  - La colline du Bois d'Avaize aménagée en circuits thématiques sur la géologie et la flore.
  - Viaduc de Terrenoire.
- Bus STAS : M3 20 29 71 72 S3 N2

### Quartier de Monthieu, Saint-François
- Situation : À l'est du centre-ville.
- Habitants : 9 405 .

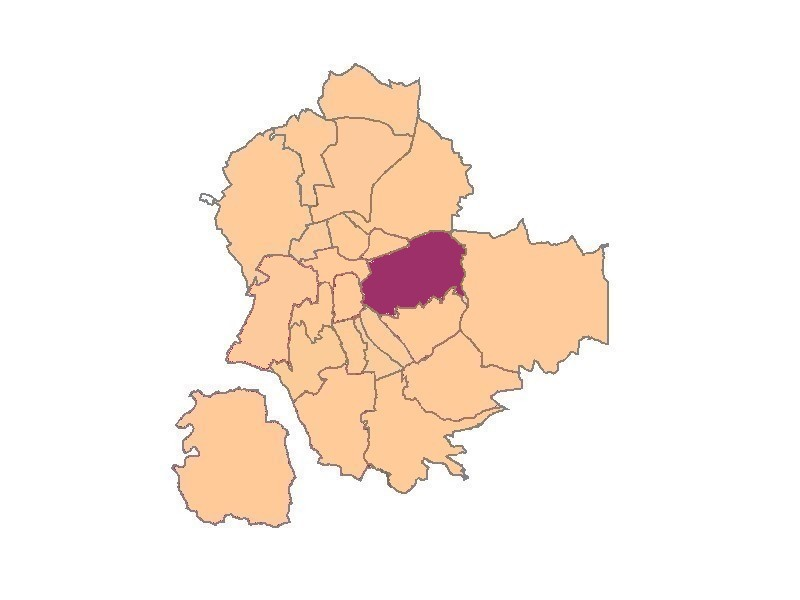
Plan de Saint-Étienne

- Axes routiers : 20 min du centre-ville.
- Curiosité :
  - Hôtel particulier Subit-Gouyon ou Hatier.
  - Parc Giron qui a été un centre d'antiquaires.
  - Le Jardin des Plantes sur la colline de Villeboeuf, anciennement site d'extraction de la Société des Mines de Villeboeuf, site de l'Esplanade Opéra-théâtre de Saint-Étienne
- Bâtiments spécifiques :
  - Zone commerciale autour de l'hypermarché Casino #HyperFrais
  - IUFM de Saint-Étienne.
  - Centre commercial Steel, ouvert en septembre 2020.
- Bus STAS : M3 M4 M5 12 15 16 S3 N1 N2

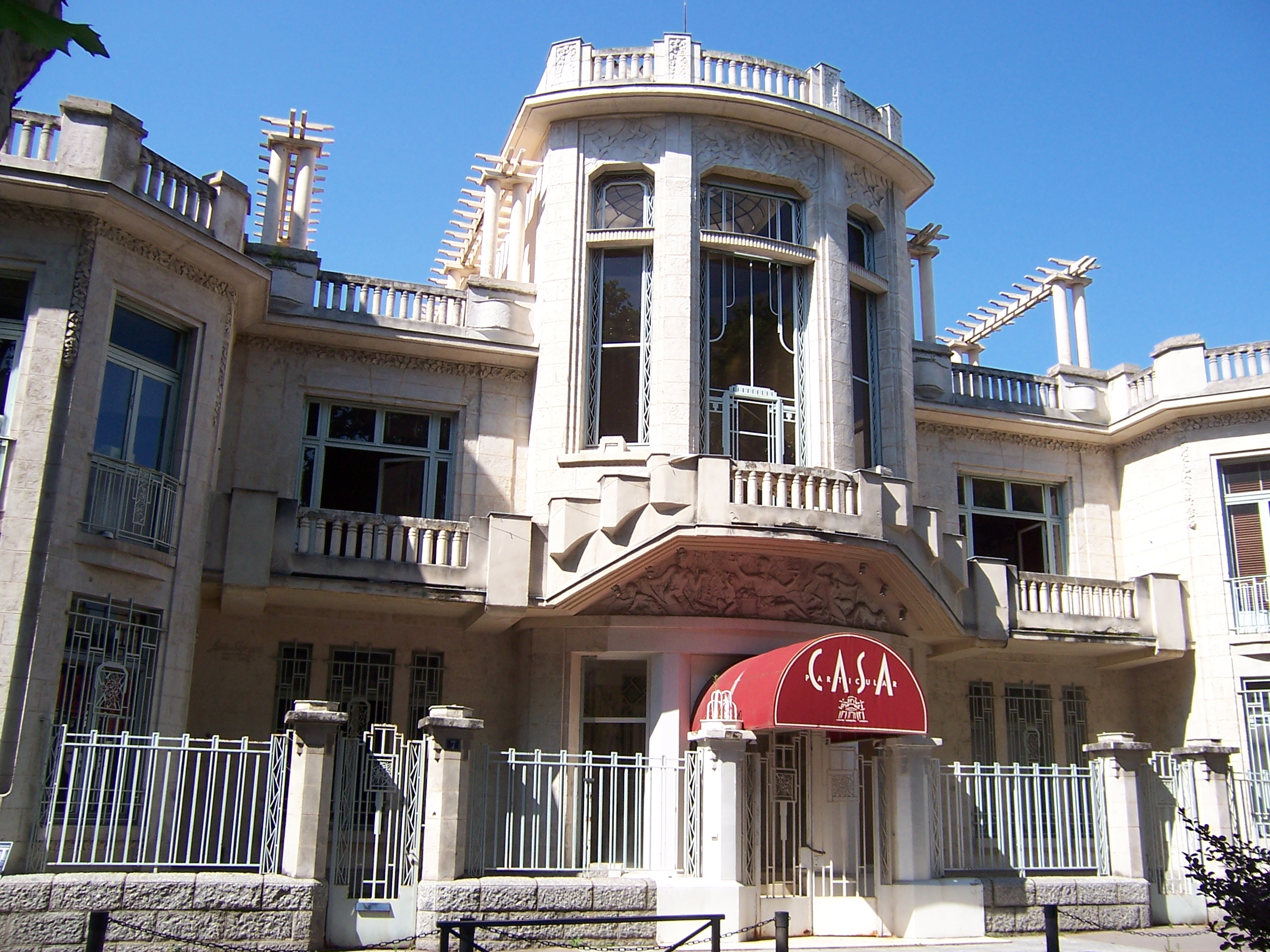
Hôtel particulier Subit-Gouyon ou Hatier
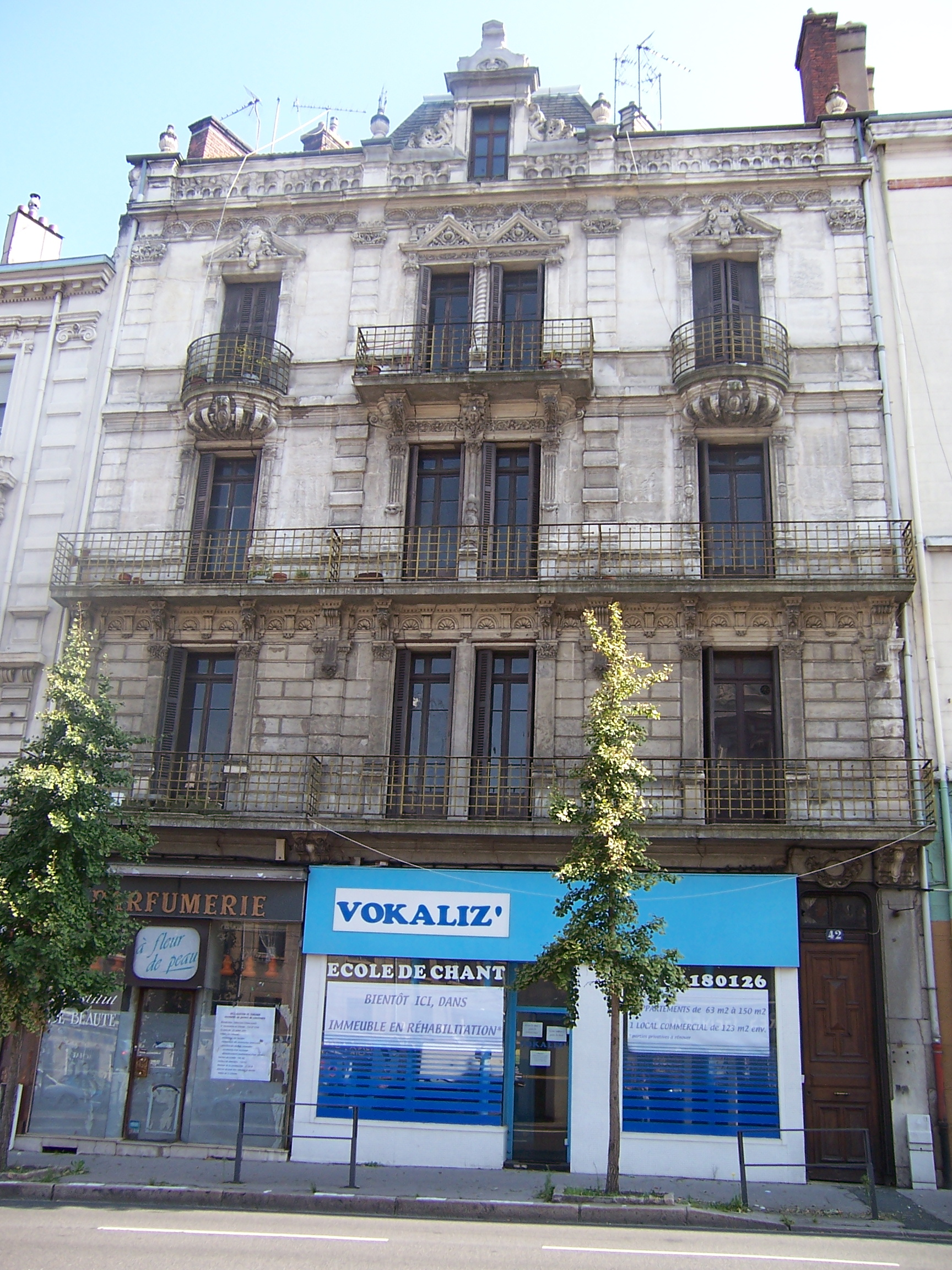
Rue Étienne-Mimard
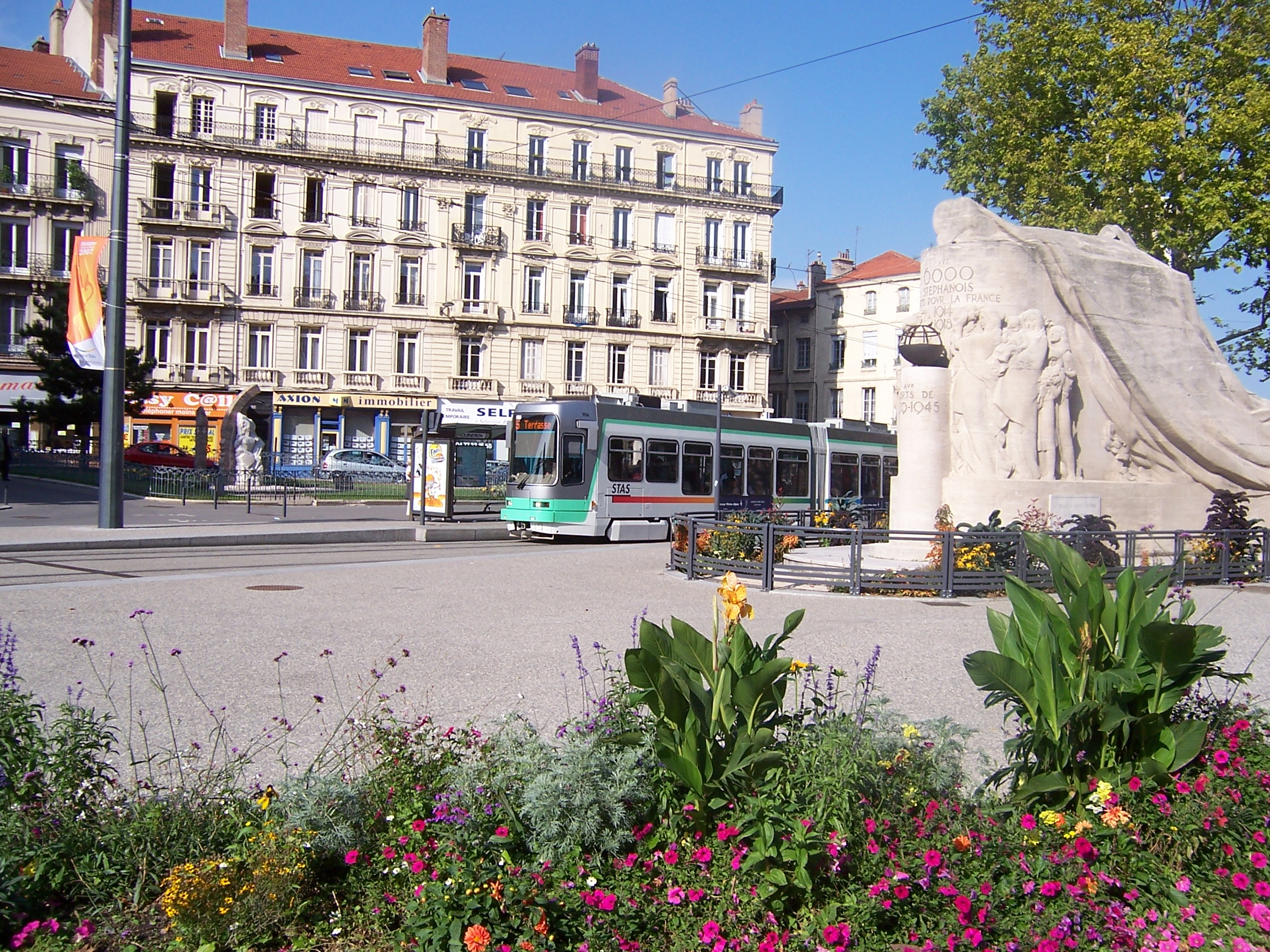
Place Fourneyron
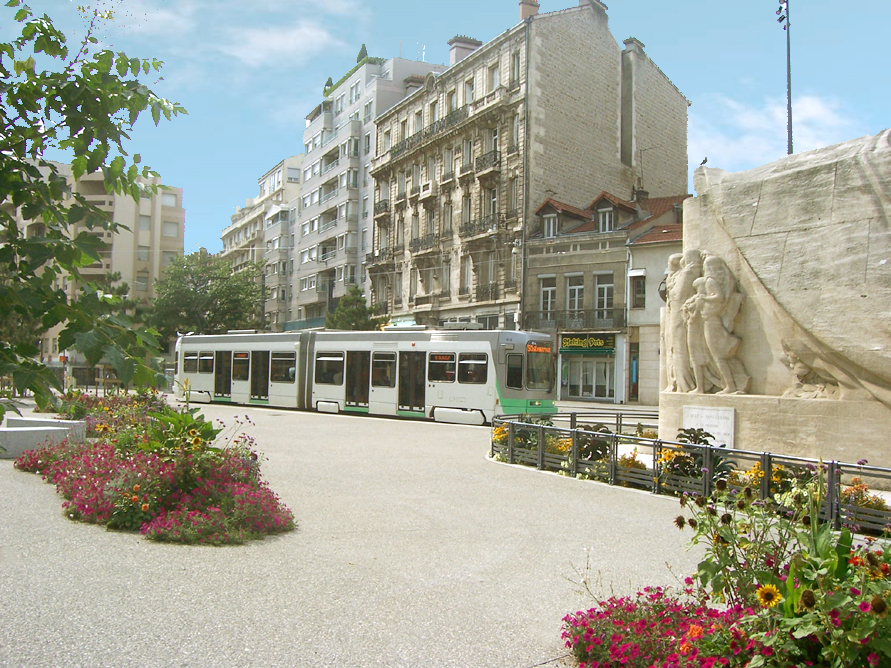
Place Fourneyron

### Quartier de Châteaucreux
- Situation : À l'est du centre-ville.
- Habitants :

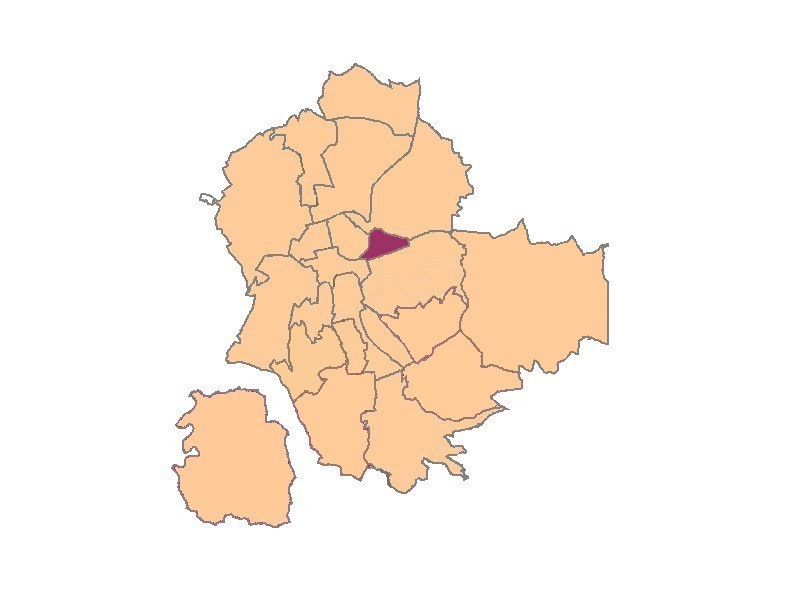
Plan de Saint-Étienne

- Axes routiers : 15 min du centre-ville.
- Historique :

Situé, au début du XIXe siècle, aux confins de Saint-Étienne et d'Outre-Furan, le hameau de Château-Creux connait une importante activité minière (puits Neyron, puits Jabin, puits Thibaud, puits du gagne-petit). L'urbanisation arriva avec l'installation de la principale gare ferroviaire de Saint-Étienne en 1857. Le quartier fut bombardé en 1944, lors des bombardements alliés sur la gare de Châteaucreux afin d'arrêter les troupes nazies. C’était un quartier industriel où étaient présents différents établissements dont la chocolaterie Weiss.
 Une profonde mutation est aujourd’hui lancée sur ce secteur pour devenir le quartier d’affaires de la ville.
- Bâtiments spécifiques :
  - Le parcotrain
  - La cité administrative Grüner.
- Curiosité :
  - Gare de Châteaucreux
  - Siège social du groupe Casino
- Bus et tramways STAS : T2 T3 M3 M4 M5 12 14 15 16 29 83 S9 N1
- Cars Région : Cars Région L11 L13 H30 H37 X18

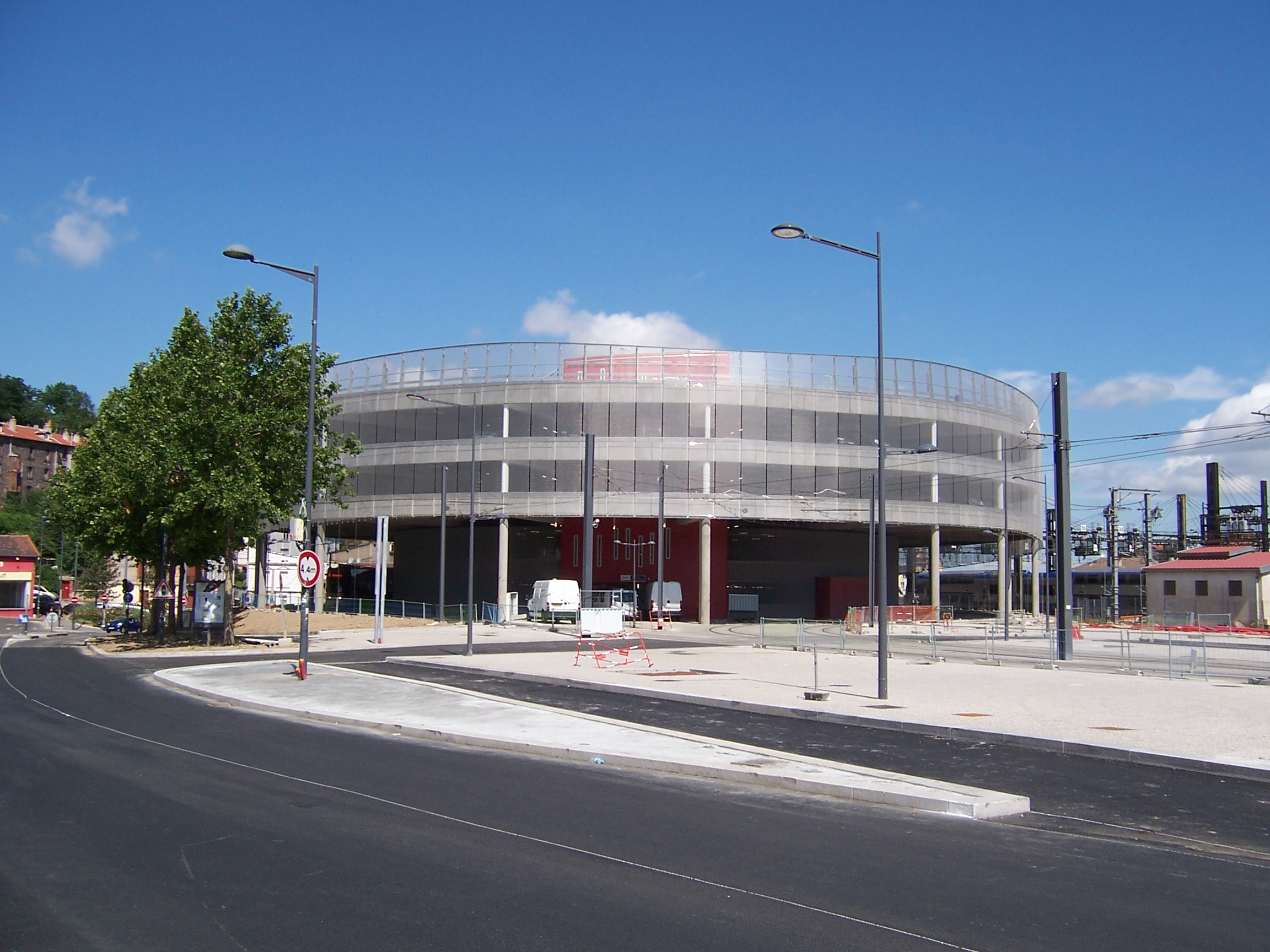
Le parcotrain
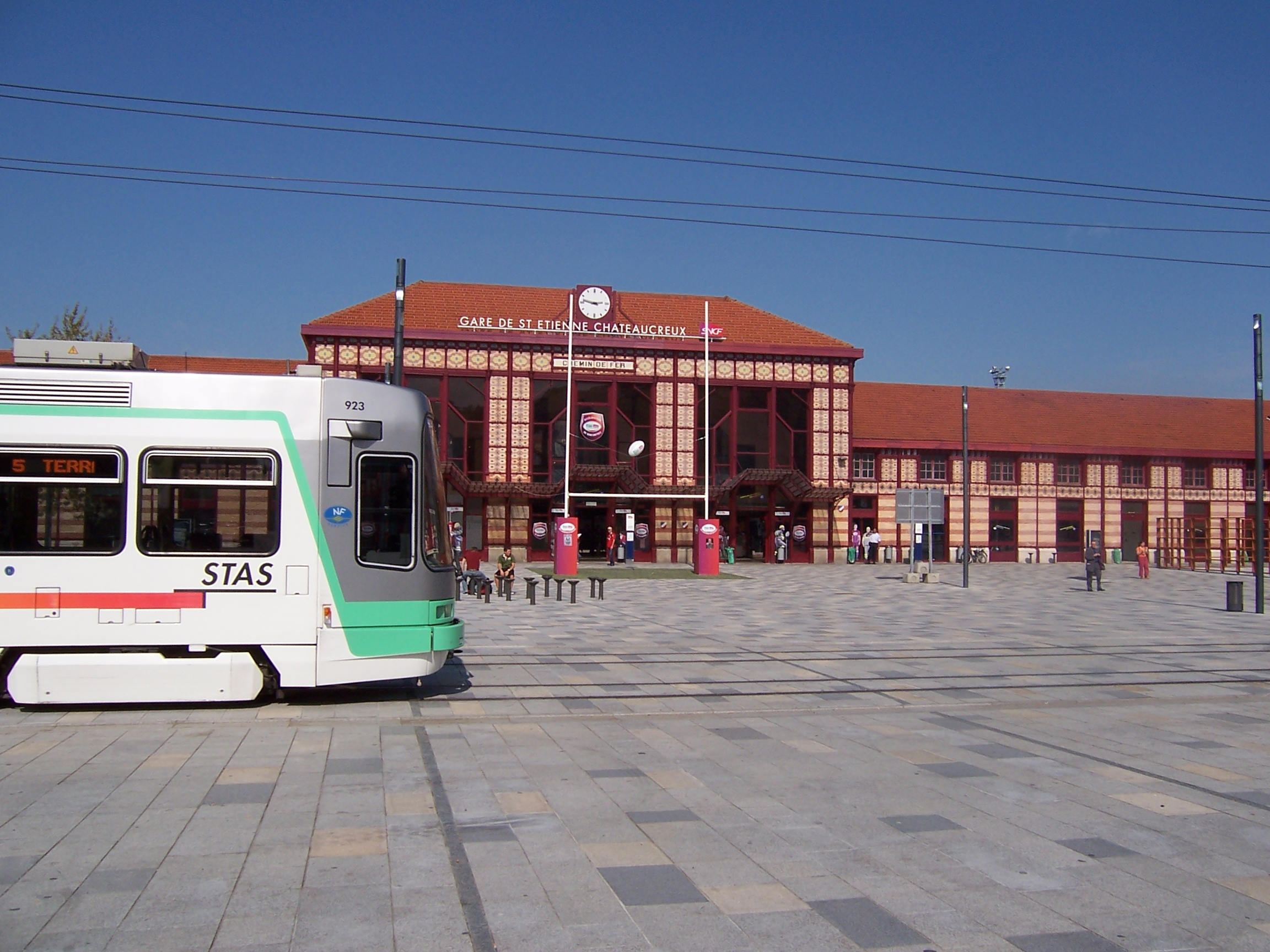
Gare de Châteaucreux
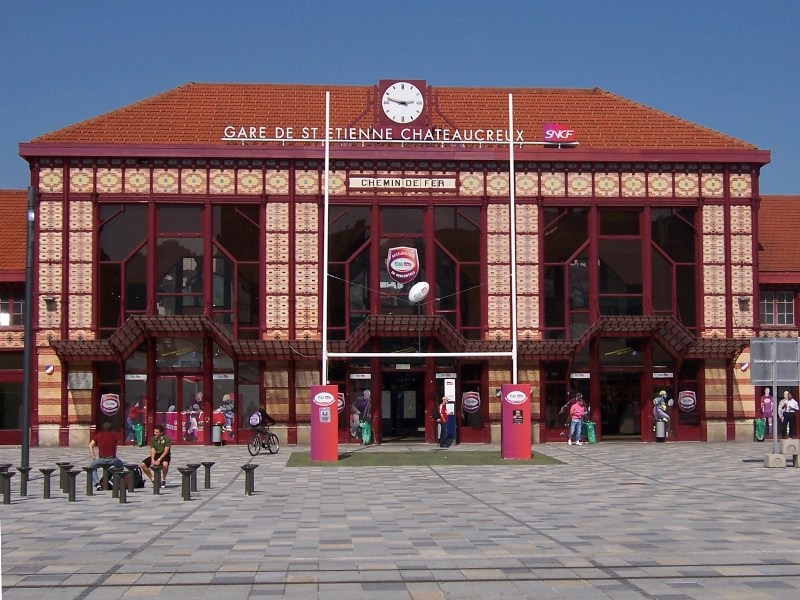
Gare de Châteaucreux

### Quartier de Crêt de Roc
- Situation : À l'est du centre-ville.
- Habitants : 7 700.

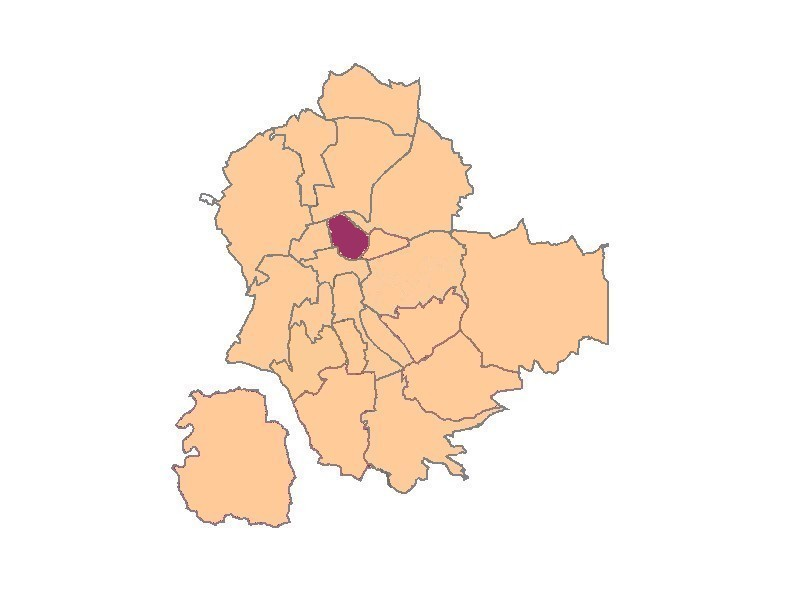
Plan de Saint-Étienne

- Axes routiers : 5 min du centre-ville.
- Historique :

Formé à l'origine du faubourg de la Croix et du hameau de Neyzieu, ce quartier collinaire fut le secteur historique des armuriers et à la fin du XIXe siècle de la passementerie. Il se distingue par une architecture variée composée d'un riche patrimoine résidentiel et d’anciens ateliers éclairés de grandes fenêtres permettant de profiter de leurs bonne exposition solaire.
 Il est actuellement en profonde mutation avec une rénovation des anciens immeubles et places ainsi que de la création sur le secteur Desjoyaux des habitations haute qualité environnementale.
- Curiosité :
  - Les rues et traboules qui dominent toute la ville.
  - Le cimetière du Crêt de Roc fondé en 1802 où sont enterrés tous les notables de Saint-Étienne.
  - Bus STAS : 21

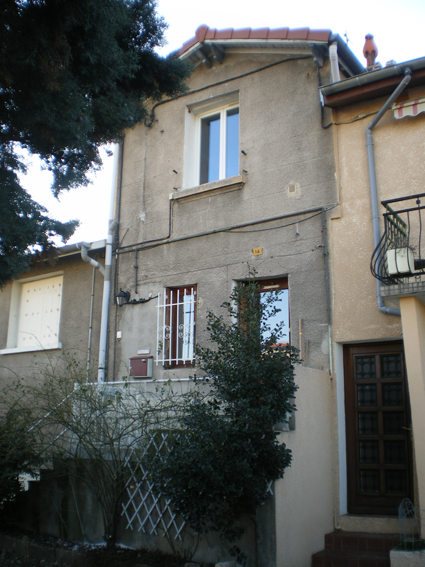
L'ancienne salle de la machine du puits de la Providence, témoin de l'implantation de la puissante compagnie des mines de la Loire vers 1845.

### Quartier de Méons Le Soleil
- Situation : À l'est du centre-ville.
- Habitants : 5 916.

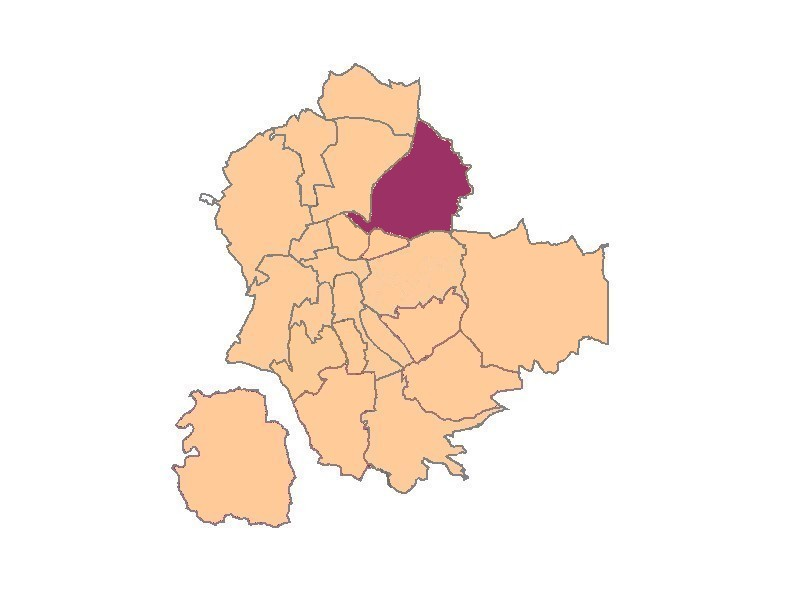
Plan de Saint-Étienne

- Axes routiers : A72 à 20 min du centre-ville.
- Historique :

Le Solier, (Soleil) apparait dans les textes en 1206. Petit hameau regroupé autour de son église, implanté au croisement de deux routes au cœur de l'ancienne commune d'Outre-Furens, au milieu du XIXe siècle, il se présente sous l'aspect d'un gros bourg industriel.
Son développement rapide au XIXe siècle se fit avec l'essor du chemin de fer, l'installation de la métallurgie lourde dans le quartier du Marais (Aciérie Barrouin) et avec l’exploitation minière. Le quartier est alors celui des métallos et des mineurs.
Le XIXe siècle a vu l'installation des puits Saint-Louis, St-André, des Flaches, Mars, Achille, Thibaud, Jabin, du Bardot puis au XXe siècle la concentration de l'activité sur le puits Verpilleux no 1 (1874) et Verpilleux no 2 (1948-1972).
 Avec la forte demande en employés étrangers pour l'extraction du charbon les cantonnements se développement aux pieds des crassiers à Méons. Ces logements provisoires perdurèrent jusqu'aux années 1960 où la mairie décida de lancer un grand plan de construction dans le quartier de Beaulieu. Ces bidonvilles furent détruits et remplacés par des équipements sportifs.
Ce quartier connut aussi le premier aérodrome stéphanois en 1909 avec un hangar construit à Méons qui abritait une dizaine d'avions.
Il fut bombardé le 26 mai 1944 par les Alliés pour immobiliser l'armée allemande, les rues Beaunier et du Monteil furent très touchées.
- Bâtiments spécifiques : 
  - Parc des sport de Méons composé d'un vélodrome, de stades et de terrains de tennis. Le parc héberge l'école de cyclisme de Saint-Etienne.
- Curiosités :
  - Anciens bâtiments du puits du Bardot par lequel s'effectua le sauvetage des survivants de la catastrophe du puits des Flaches en octobre 1911.
  - Terril de l'Eparre
  - Église Sainte-Barbe (Patronne des mineurs)

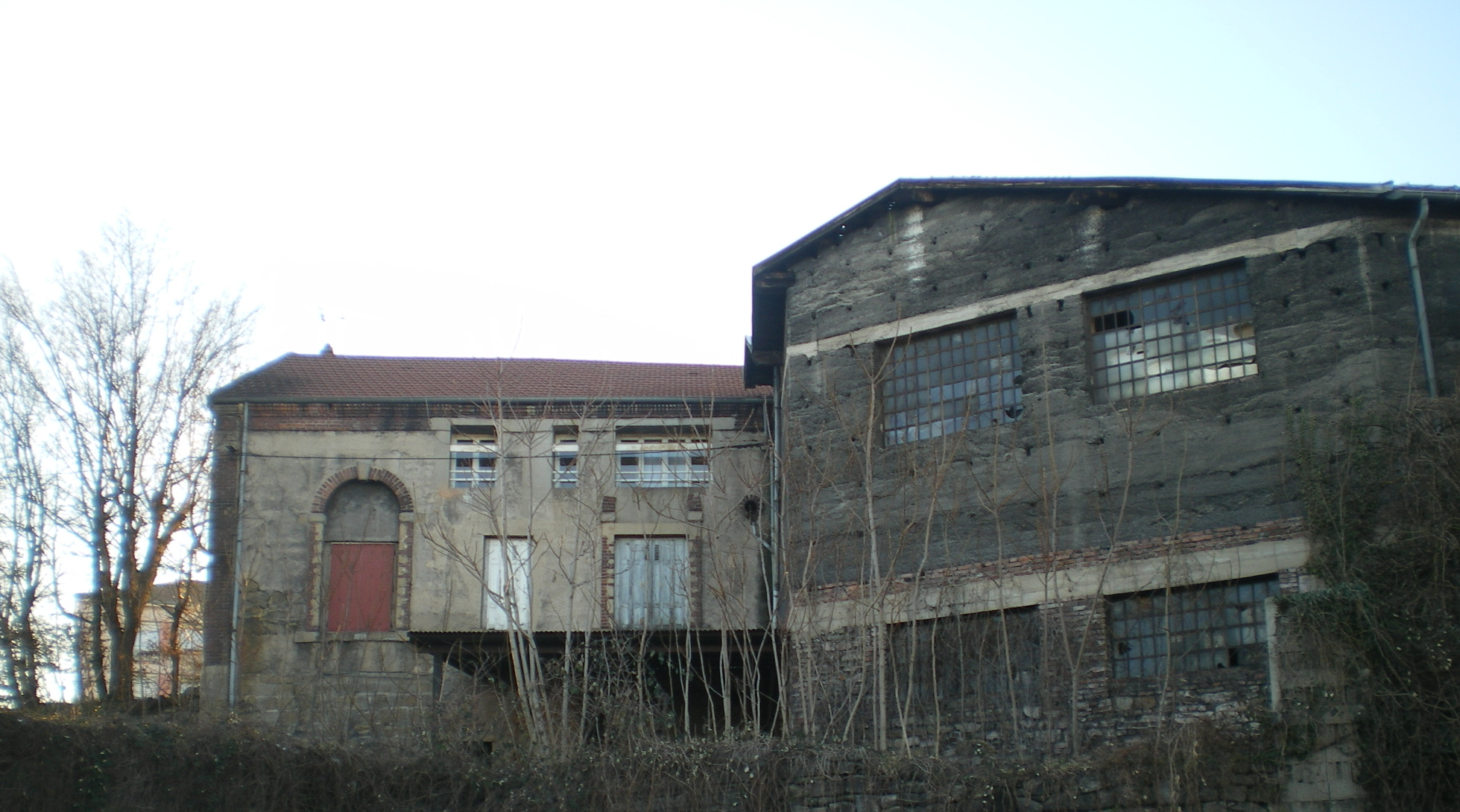
Anciens bâtiments du puits du Bardot, rue du Monteil, quartier du Soleil à Saint-Étienne

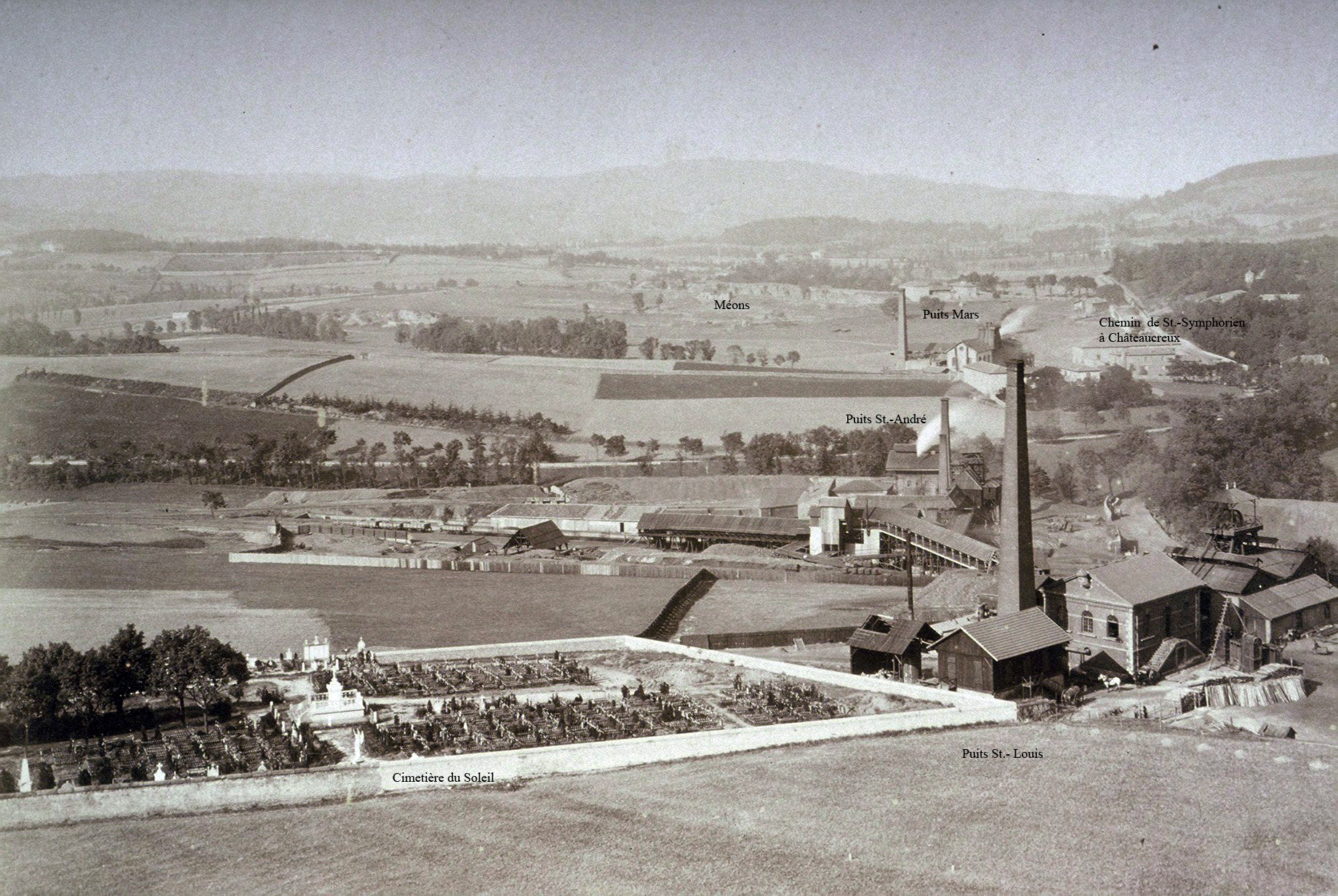
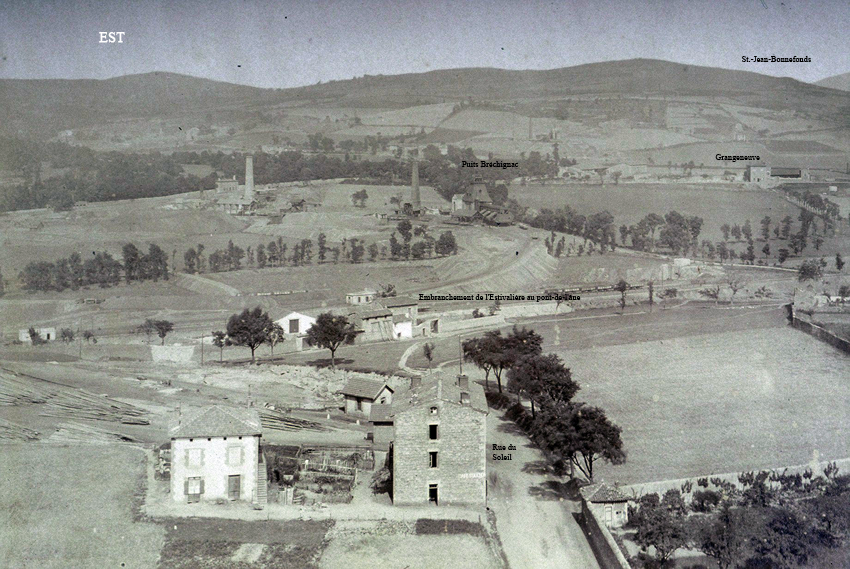
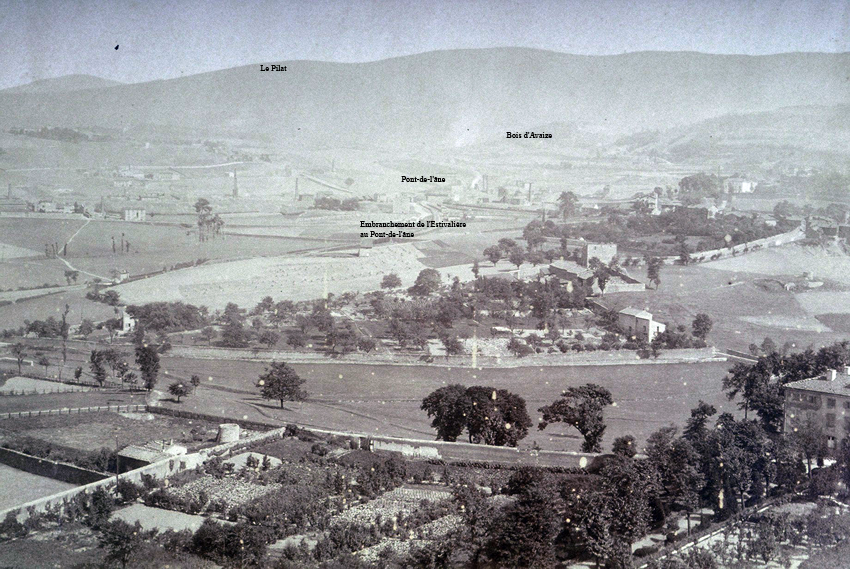
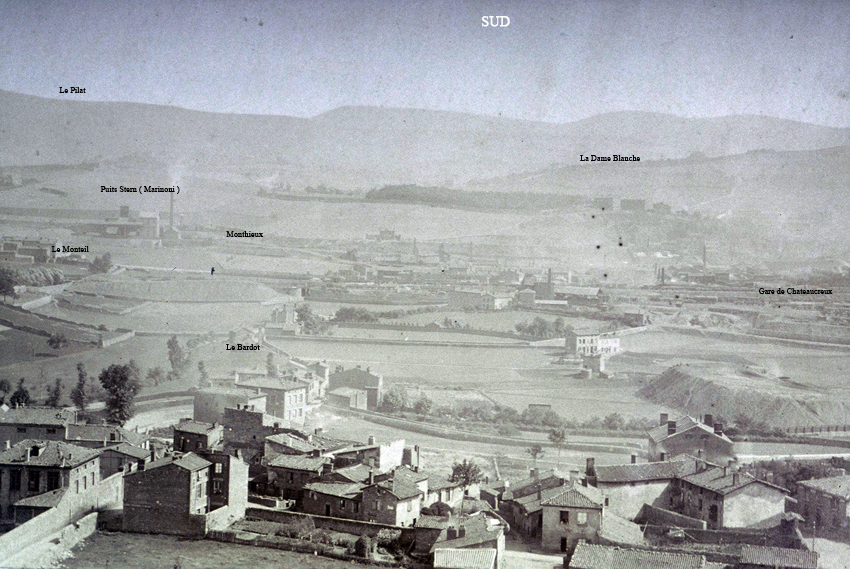
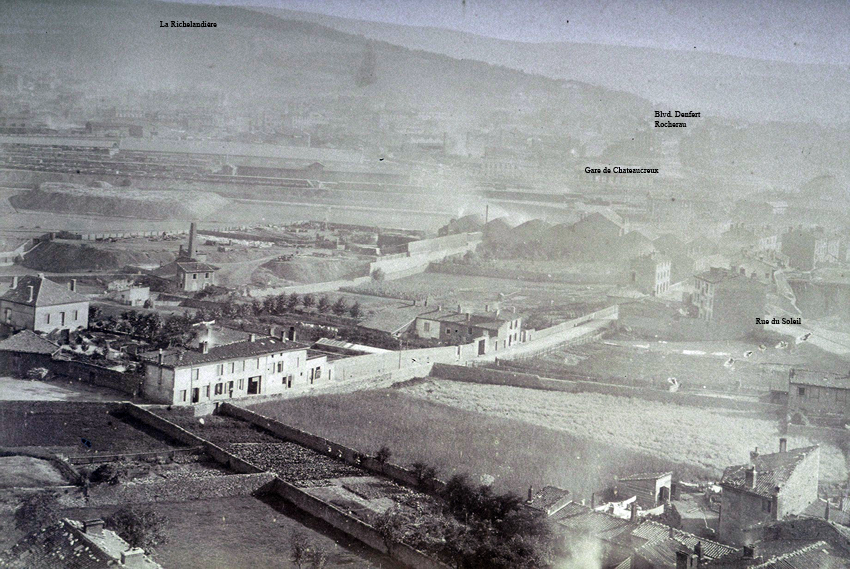
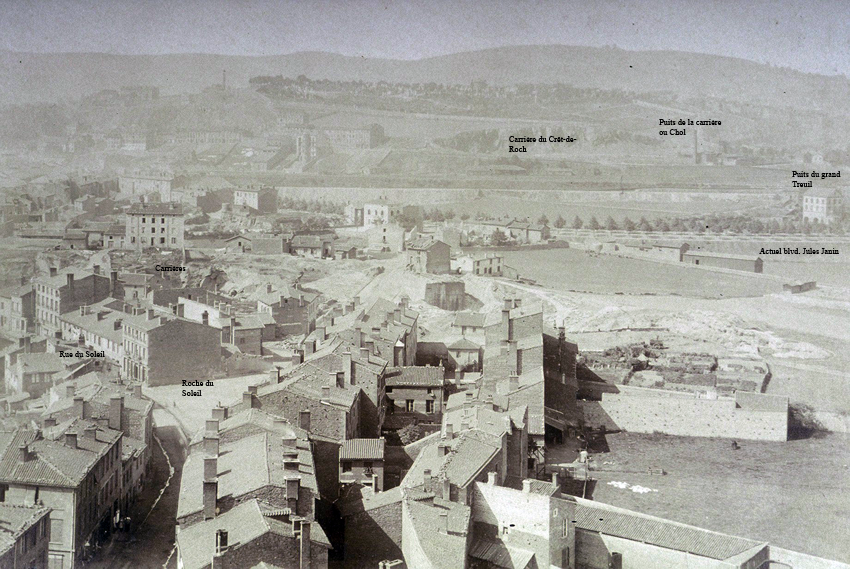
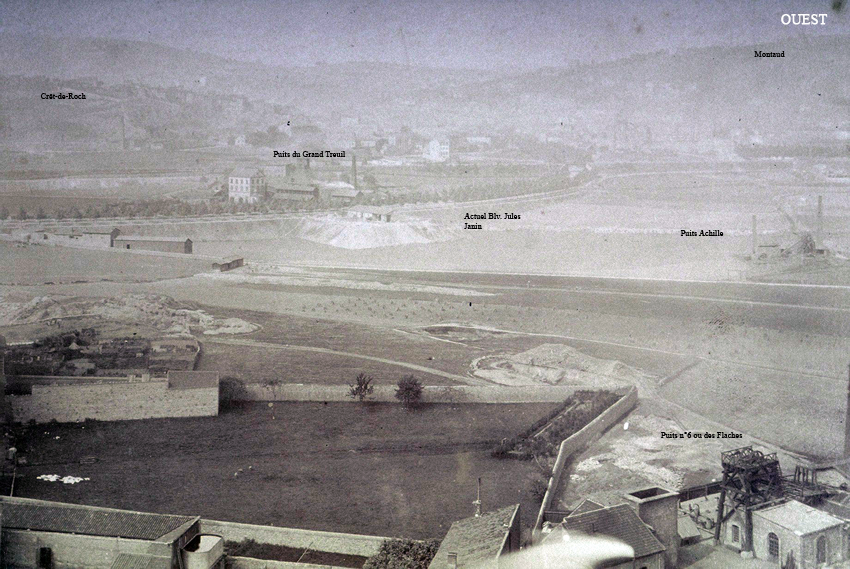
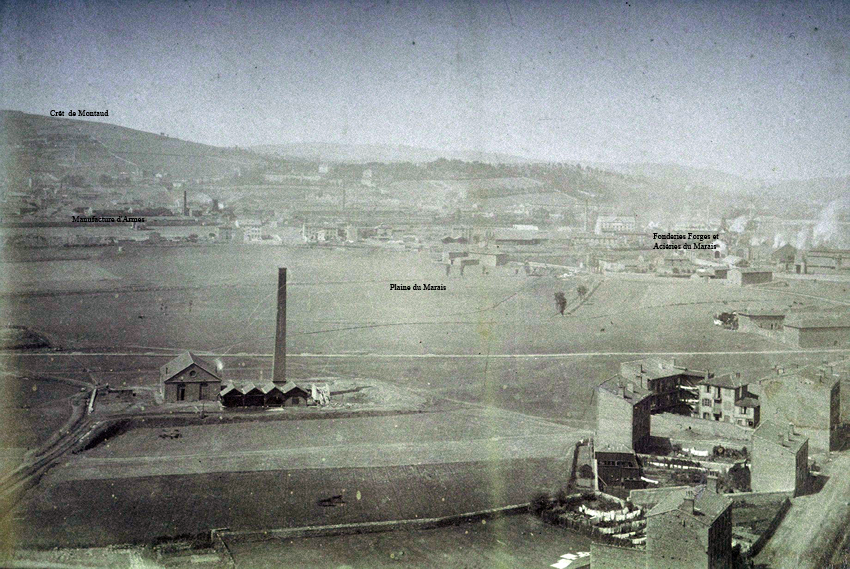

- Bus et tramways STAS : T3 10 14

### Quartier de Colline des Pères, Tardy

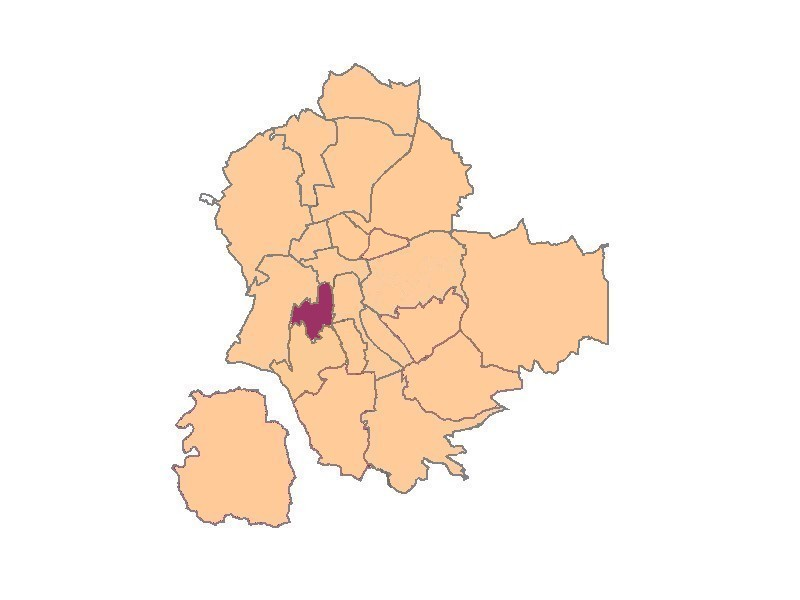
Plan de Saint-Étienne

- Situation : À l’ouest du centre-ville.
- Habitants : 5 123.
- Axes routiers : 10 min du centre-ville.
- Historique :

Mentionnée à la fin du XVe siècle, la colline Sainte-Barbe, terroir des Rampeaulx d'ancienneté de Rhoannel dominait à l'origine la vieille ville, les faubourgs des Gaulx (1454) et de Polignais (1378).
Au XVIIIe siècle avec la Révolution française les ordres religieux se voient dépossédés de leurs terres et repoussés aux marges de la ville. La colline du Mont d'Or devient alors le dernier refuge des ordres religieux stéphanois. On y trouvait alors différents édifices religieux, avec la chapelle Sainte-Barbe réalisée en 1587 et le monastère des Pères Capucins érigé en 1622. Pendant la Révolution le monastère fut transformé en foyer pour orphelines.
Lors de l'occupation de Saint-Étienne par les troupes fédéralistes lyonnaises en 1793, la chapelle fut endommagée par les tirs de boulets de canon tirés depuis la place Royale (place du Peuple) pour faire taire les cloches incitant la population au soulèvement.
En 1847, une nouvelle église des Capucins fut réalisée par l’architecte Mazerat. L'ancienne chapelle fut détruite en 1859 par M. Gérard, alors architecte de la ville. À la fin du XIXe siècle, une grande croix fut installée par l'architecte Joannès Chaumarat, dressée comme pour rappeler la croix qui trônait avant la Révolution place du Peuple.
- Curiosité :
  - La grande croix qui domine la ville depuis ses 25 mètres de haut. Un escalier intérieur de 52 marches, interdit au public, permet de monter à son sommet.
  - L'église des Capucins.
  - L'ancienne École des Beaux-Arts de Saint-Étienne. Cette école a intégré à la rentrée 2009 les nouveaux locaux de la Cité du design situés dans une partie de l'ancienne Manufacture d'armes de Saint-Étienne.
  - Musée d'Art et d'Industrie de Saint-Étienne
- Bus STAS : M3 21 S3

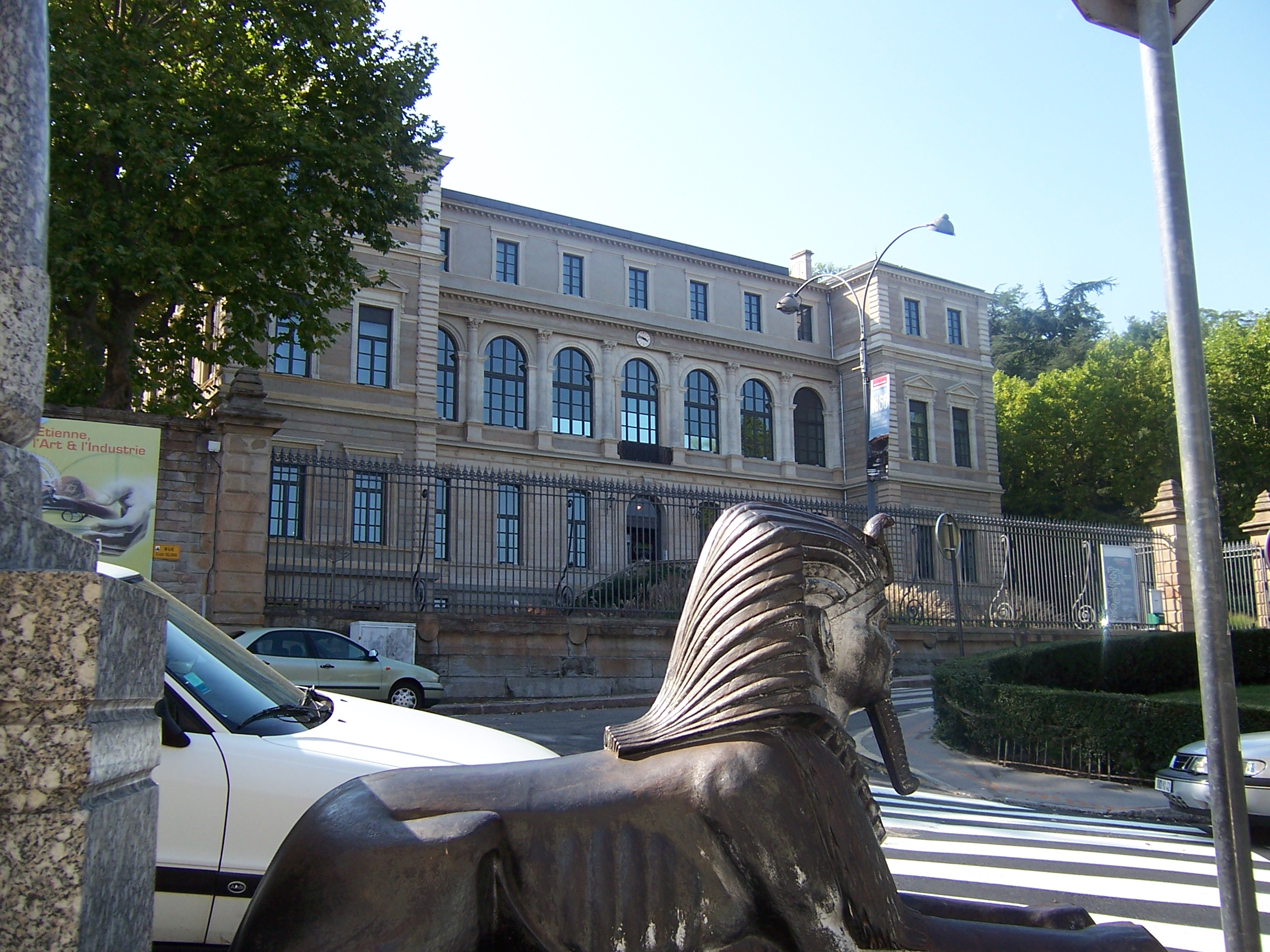
Sphinx devant le musée d'art et d'industrie
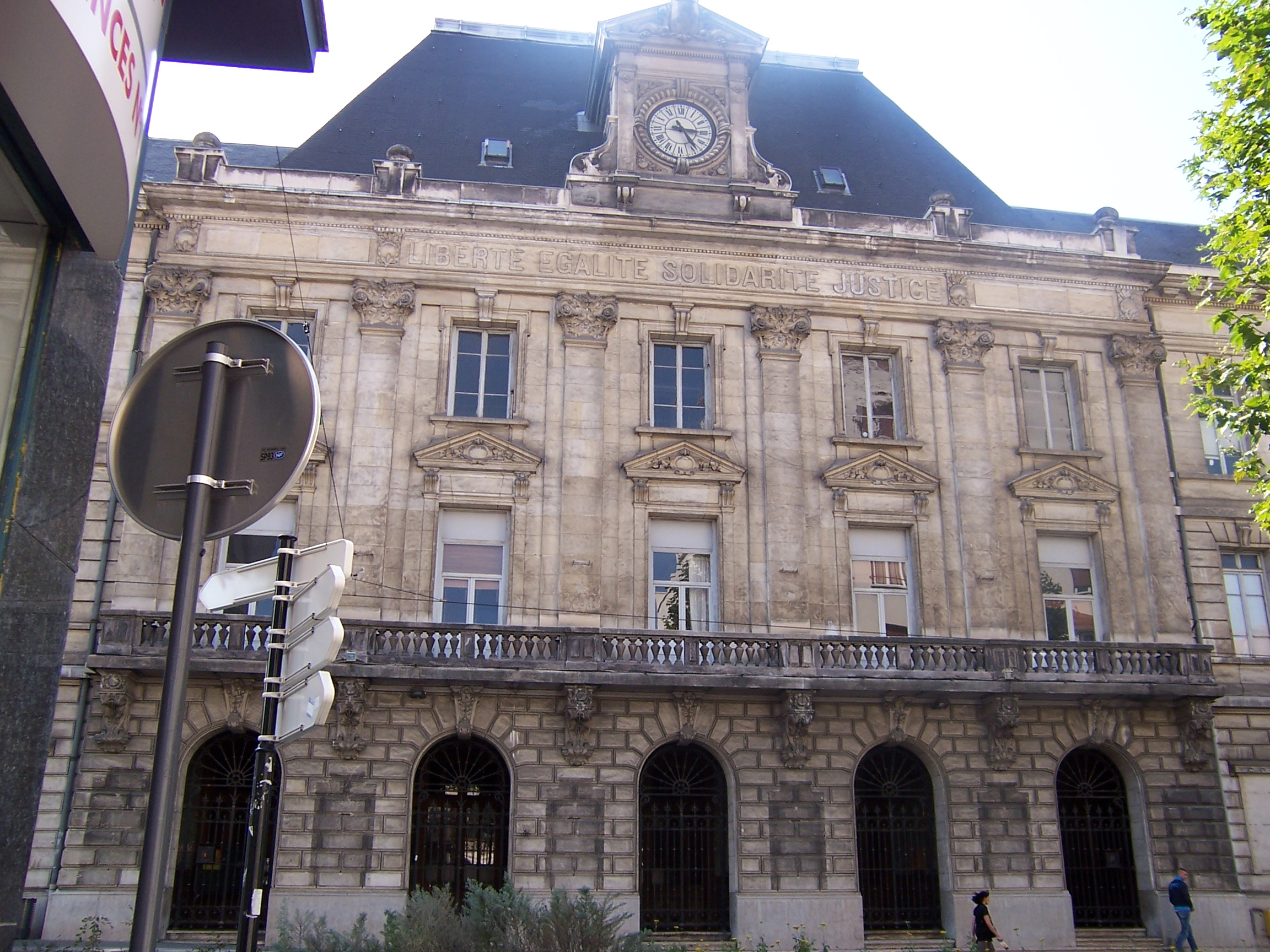
Bourse du travail
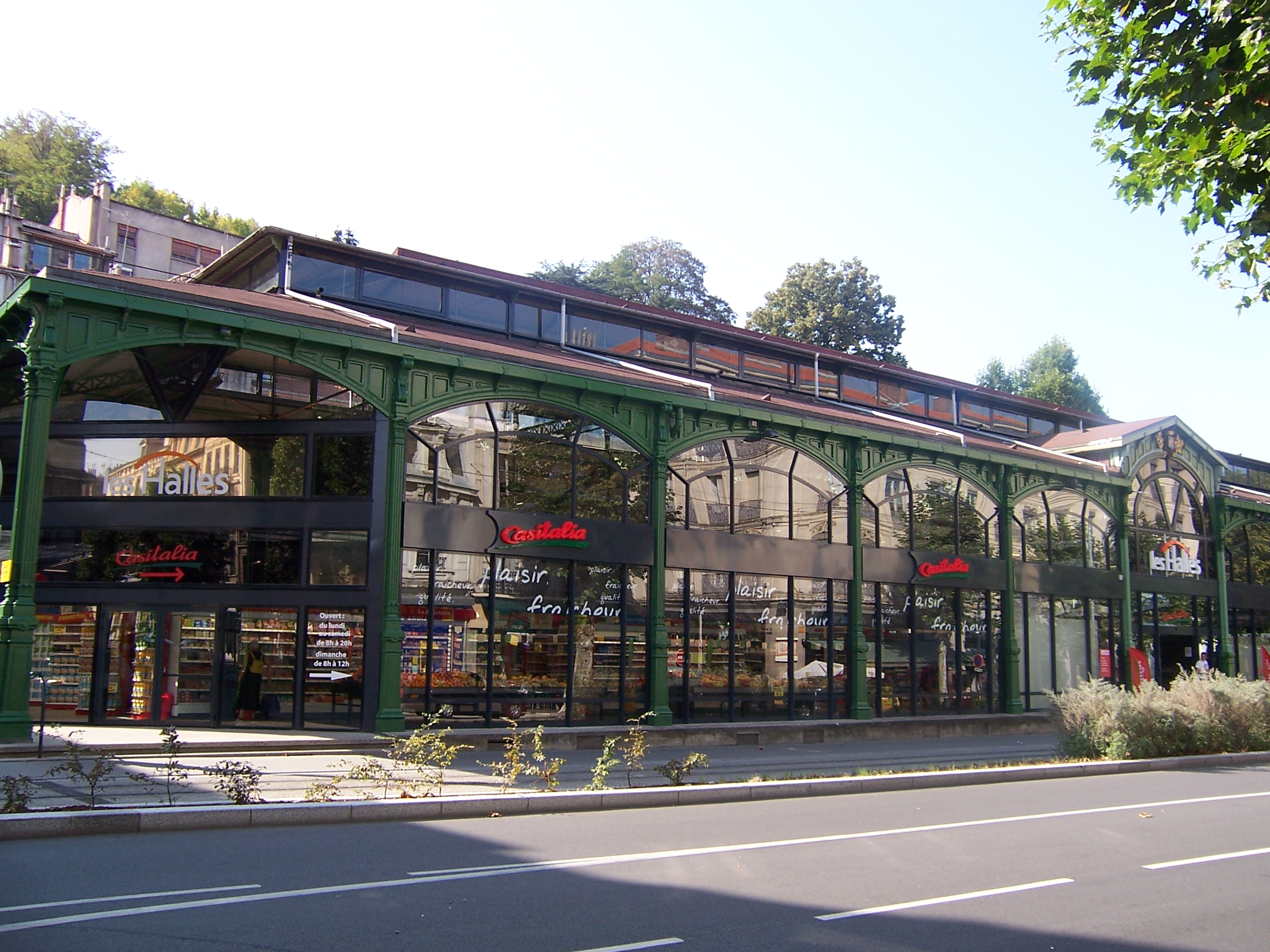
Les Halles (Marché des Ursules)
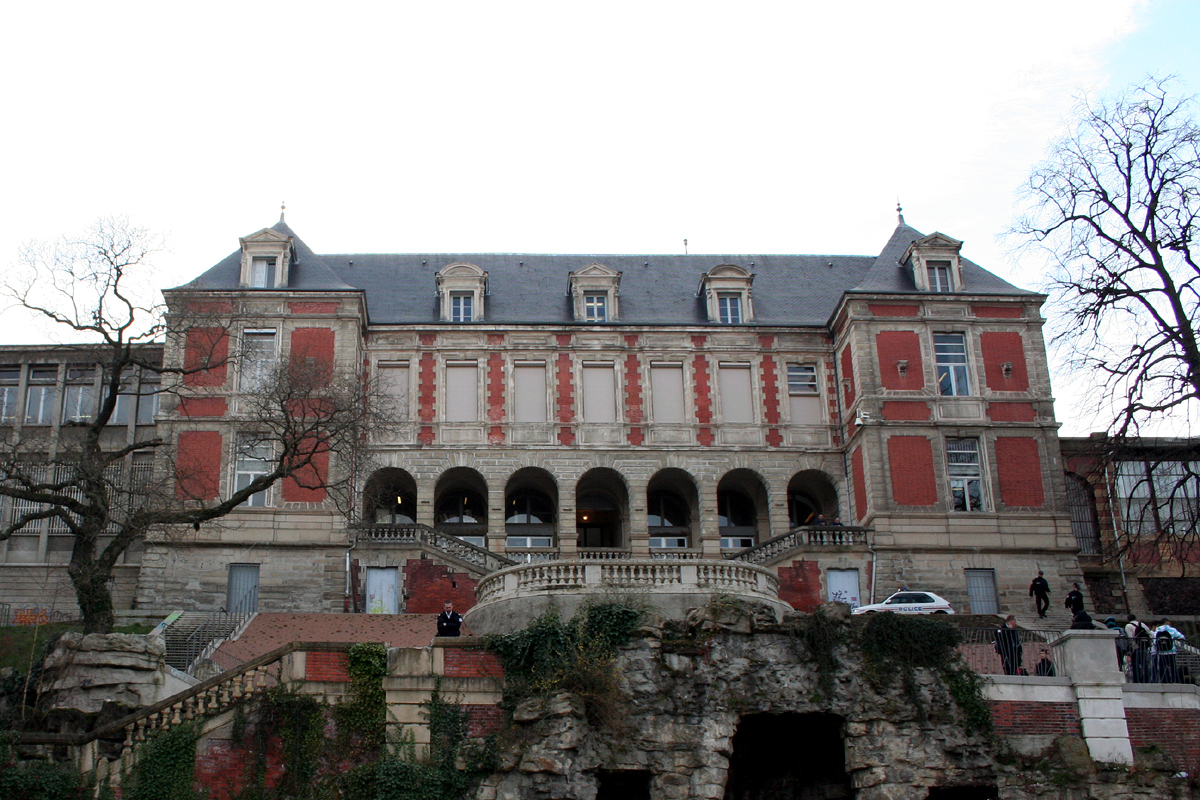
L'ancienne École supérieure art & design de Saint-Étienne
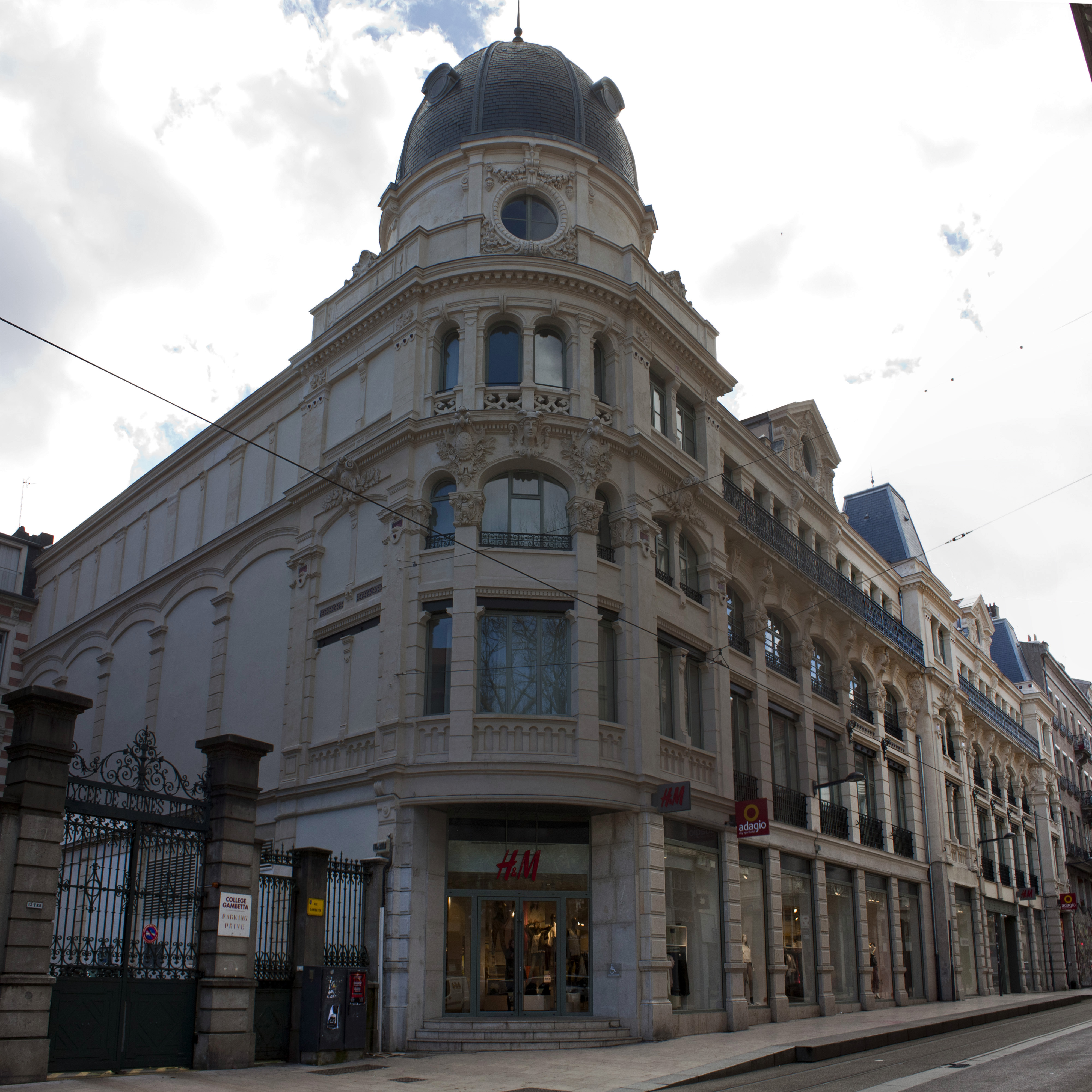
Les Nouvelles Galeries

### Quartier de Tarentaize Beaubrun Severine

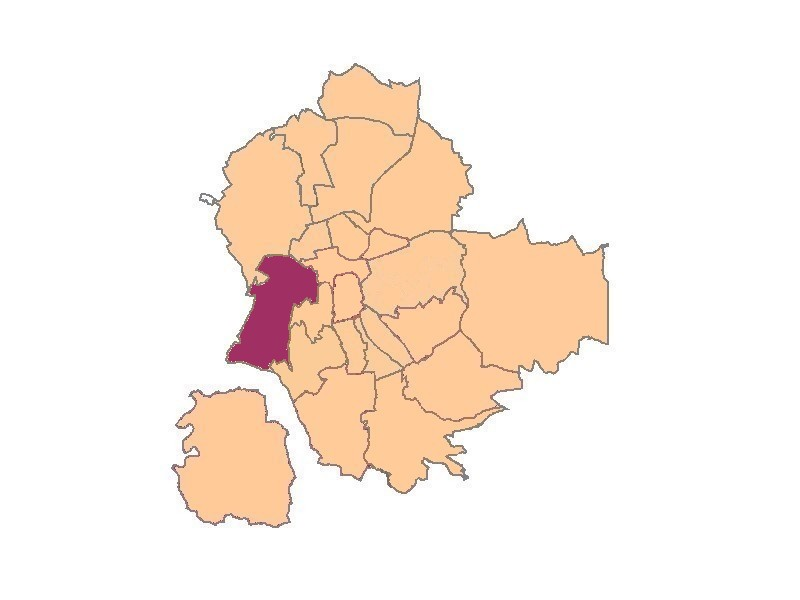
Plan de Saint-Étienne

- Situation : À l’ouest du centre-ville.
- Habitants : 6 270.
- Axes routiers : 20 min du centre-ville.
- Historique :

Polignais (ou Poulougnez) et Tarentaize sont au Moyen Âge les faubourgs les plus anciens de la ville situés respectivement sur la route du Puy et le chemin de Saint-Rambert. Ils se sont développés au XVe siècle, et s’étendaient au-delà des fortifications à l'Ouest du bourg médiéval dans un quartier parsemé de carrières. L'habitat était alors composé de maisons, simples et petites, construites en grès houiller extrait des carrières limitrophes.
Ce quartier ouvrier a accueilli les vagues d'étrangers venus alimenter en main d'œuvre le développement industriel et minier local.
À partir de 1816, le sous-sol du quartier fait partie de la concession minière de Beaubrun. Les couches situées à moins de 200 m de profondeur furent exploitées par les puits Châtelus I et II au XIXe siècle, puis par le puits Couriot au XXe siècle pour les couches plus profondes.
Dans les années 1970, le quartier est rasé, l'habitat étant devenu très insalubre. Les travaux continueront jusqu'au début des années 1990 avec la construction de la médiathèque.
Aujourd’hui, ce quartier est en pleine mutation : le projet s'articule autour de la question de la destruction de l’habitat ancien et / ou insalubre et la mise en valeur du patrimoine dans le cadre de la Z.P.P.A.U.P..
- Curiosité :
  - Puits Couriot-Parc/Musée de la mine.
  - Église Saint-Ennemond
- Bâtiments spécifiques :
  - Médiathèque municipale (incluant la cinémathèque de Saint-Étienne)
  - Gare de Saint-Étienne-Le Clapier
- Bus STAS : M2 M3 M7 21 24 S3 S7
- Cars Région : Cars Région L16

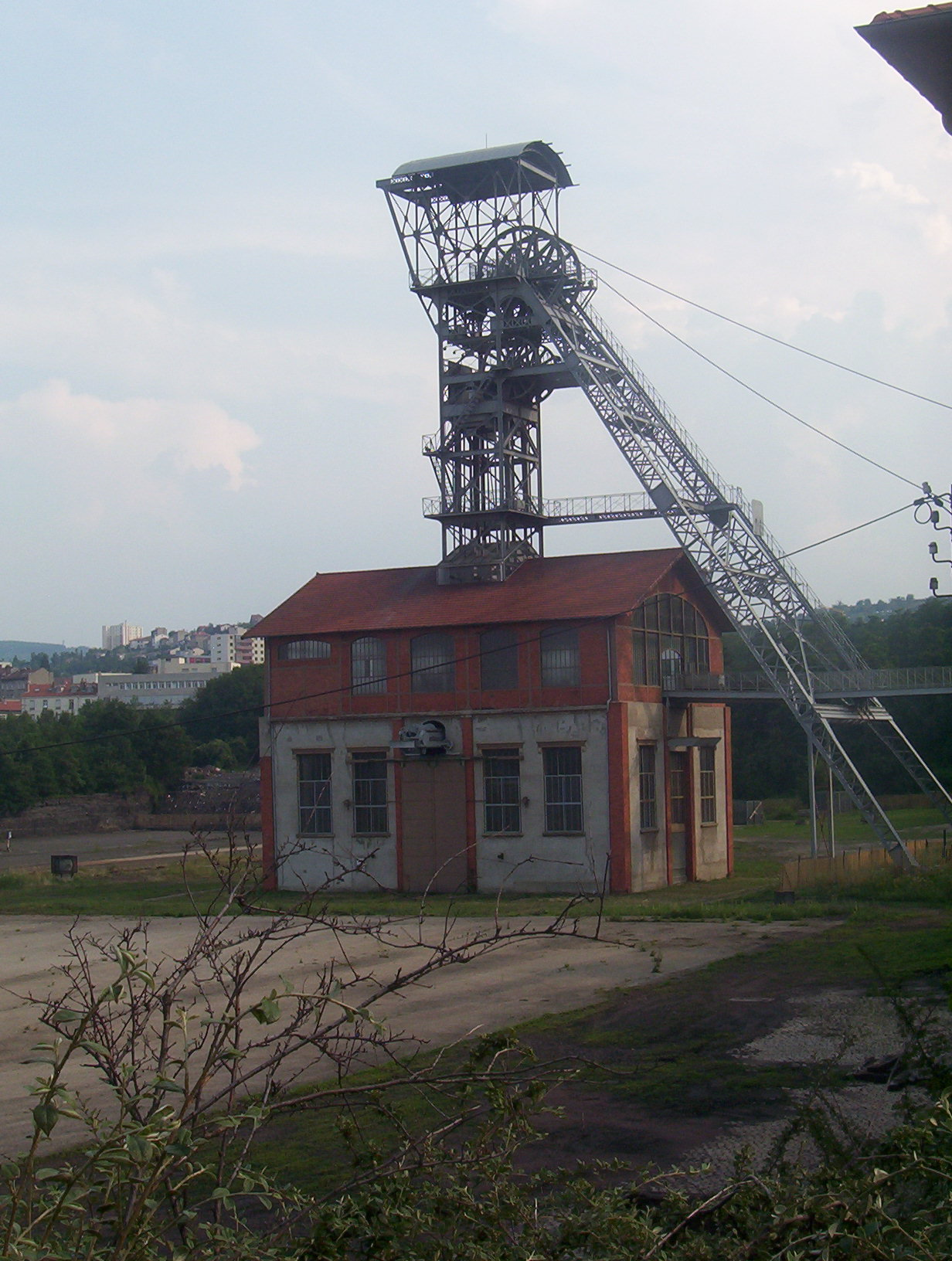
Musée de la mine

### Quartier de Badouillère Saint-Roch Valbenoîte

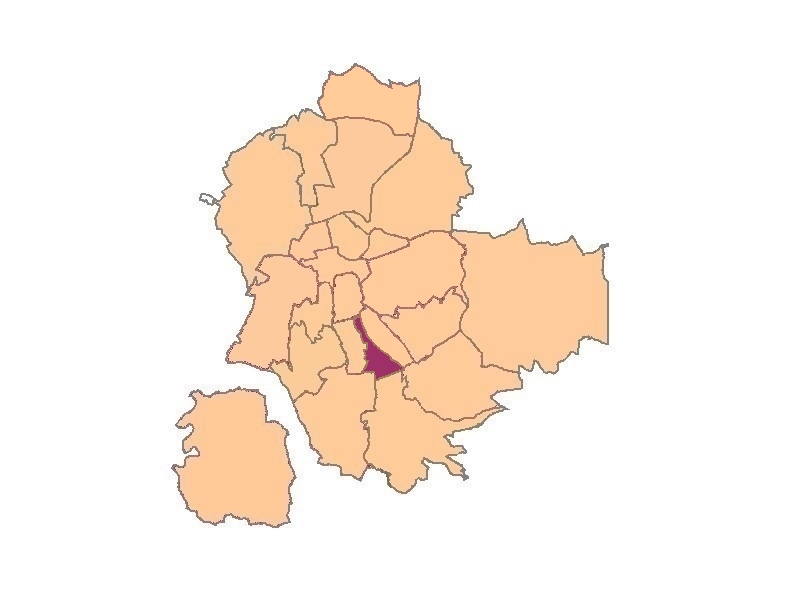
Plan de Saint-Étienne

- Situation : Au sud du centre-ville.
- Habitants : 11 356
- Axes routiers :
- Historique :

Les premières traces d'activité religieuse de la ville se situent dans le quartier de Valbenoîte, Vallis Benedicta (vallées bénite) avec la construction de l'abbaye cistercienne de Valbenoîte par les moines de Bonnevaux à la fin du XIIe siècle près de la route du pèlerinage de Saint-Jacques-de-Compostelle (passant plus au sud à La Rivière).
Un petit noyau de peuplement se forma autour de l'abbaye grâce à sa topographie relativement plane, et la possibilité de culture, par opposition aux pentes du Pilat où le nom de rue de Champagne (campagne cultivée), connu dès le IVe siècle, nous le rappelle.
Ce quartier subit de nombreux malheurs avec le pillage des Tard-Venus anglais en 1359 lors de la guerre de Cent Ans. Fortifiée bien avant le centre-ville elle fut dévastée par les protestants en 1570. Elle subit de nombreuses inondations par les trois rivières qui la traversent.
Ce village resta indépendant de la Révolution jusqu'en 1855 où il fut annexé par Saint-Étienne.
- Curiosité :
  - L'église de Valbenoîte où il reste des traces de l'ancienne abbaye.
  - La place Valbenoîte avec une croix gothique de la fin du XVIe siècle.
  - L'église Saint-Roch
  - Hôtel particulier « Le Palais Mimard » construit au XIXe siècle d'architecture néogothique.
- Bâtiments spécifiques :
  - Le conservatoire Massenet.
- Bus et tramways STAS : T1 T3 M7 N2

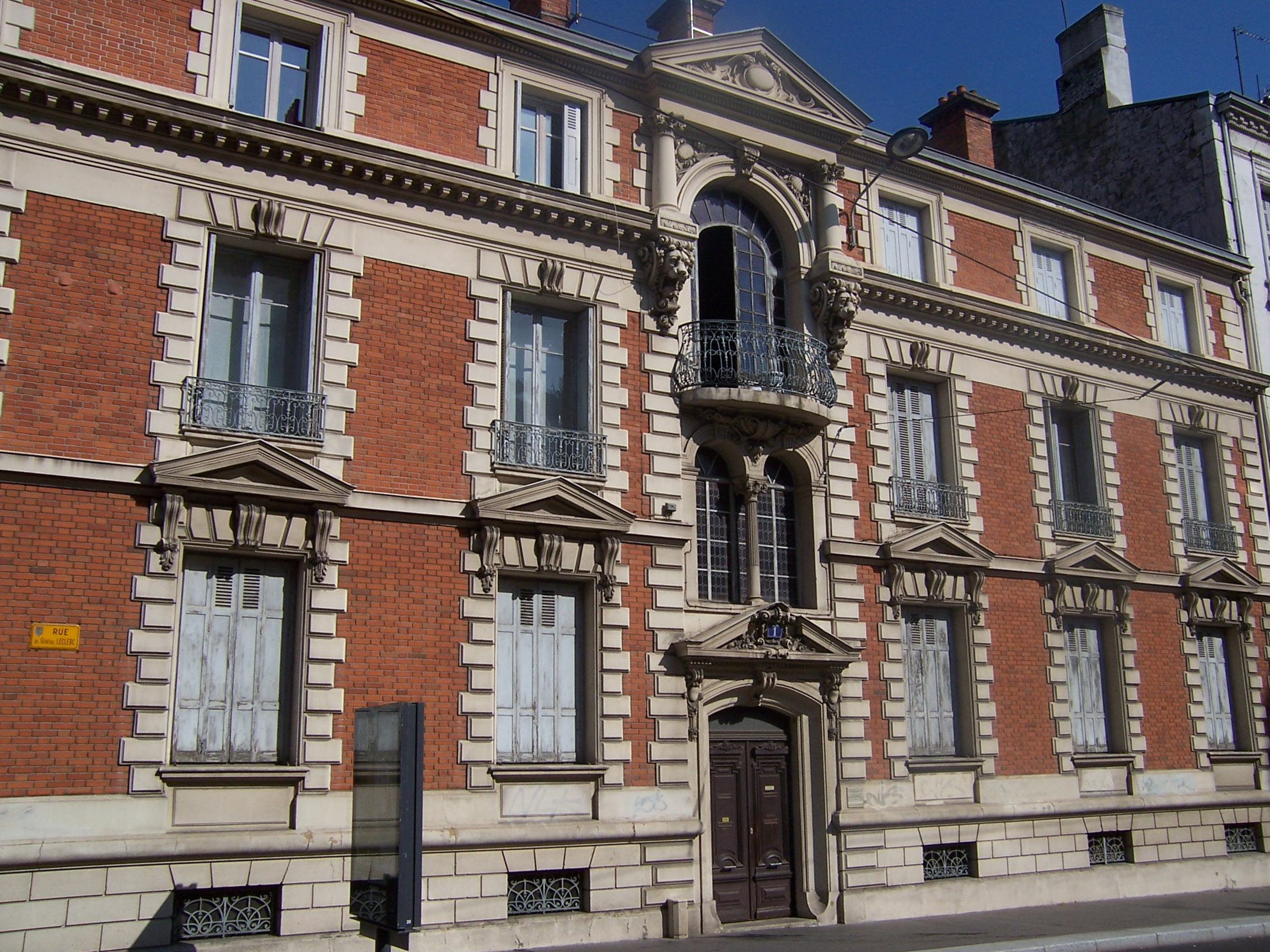
Immeuble rue Général Leclerc

### Quartier Saint-Jacques Chavanelle

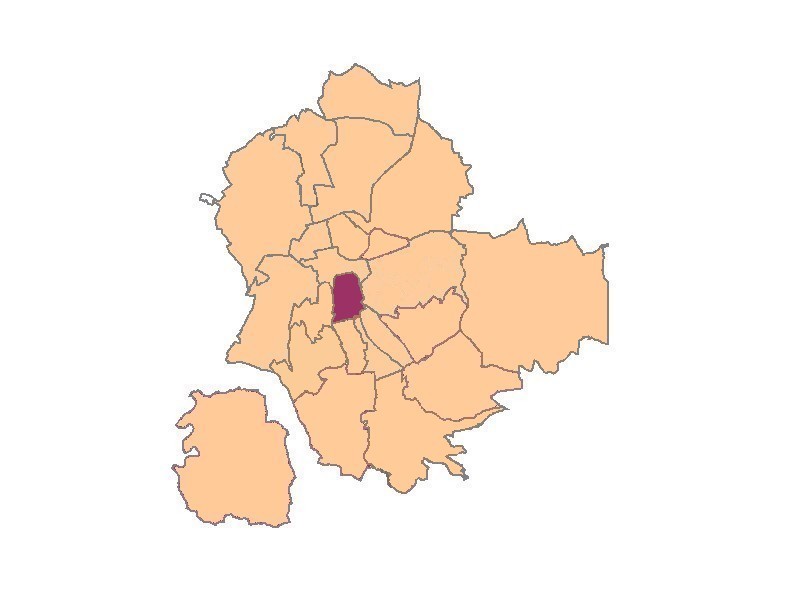
Plan de Saint-Étienne

- Situation : Au centre-ville.
- Habitants :
- Axes routiers :
- historique:

Ce quartier s’articule autour de la rue des Martyrs de Vingré - l'ancienne rue St-Jacques - qui empruntait le chemin des pèlerins de Saint-Jacques-de-Compostelle. Au XVIIe siècle, ce quartier est le faubourg des armuriers qui trouvent avec les eaux du Furan et du Chavanelet une source d'énergie permettant d'actionner leurs machines. L’architecture est principalement du XVIIe siècle et du XVIIIe siècle. Au XXème ce quartier est devenu un quartier festif prisé par les édudiants et les noctambules.
- Curiosités :
  - Le groupe de maisons du XVIIe siècle, rue Escoffier.
  - La maison des Feugerolles composée d'un très bel escalier et loggia du XVIIIe siècle.
  - L'église Notre-Dame avec une façade de style Jésuite du XIXe siècle. Cette église abrite une chaire en bois sculpté de Désiré Claude et l'orgue Callinet (1837), classé Monument historique, restauré à l'identique par Gaston Kern en 1995. Le clocher abrite un carillon mécanique, restauré en 2001.
  - Place Chavanelle, ancienne gare routière de la ville qui fut rénovée et rendue aux piétons. Des œuvres d’artistes contemporains sont mises en lumière sur la place.
  - Hôpital la Charité
- Bus STAS : M7

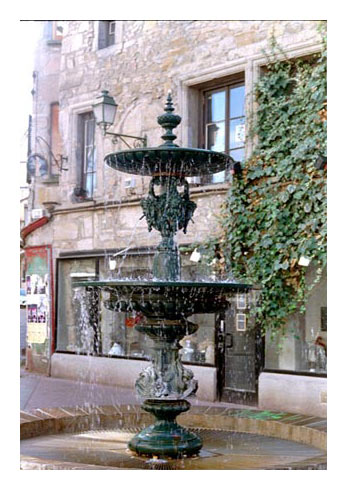
Fontaine place Neuve
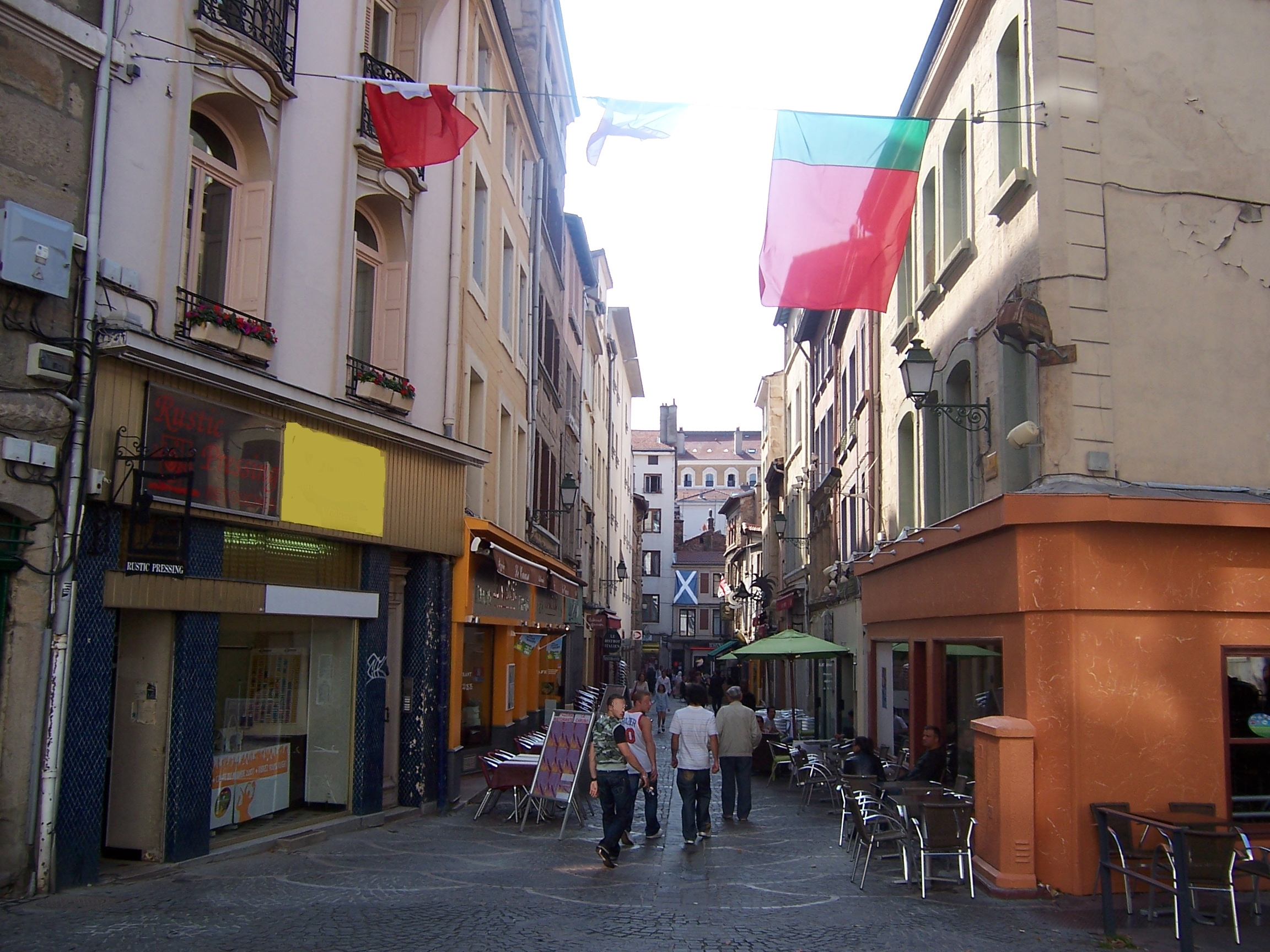
Rue G.-Dupré
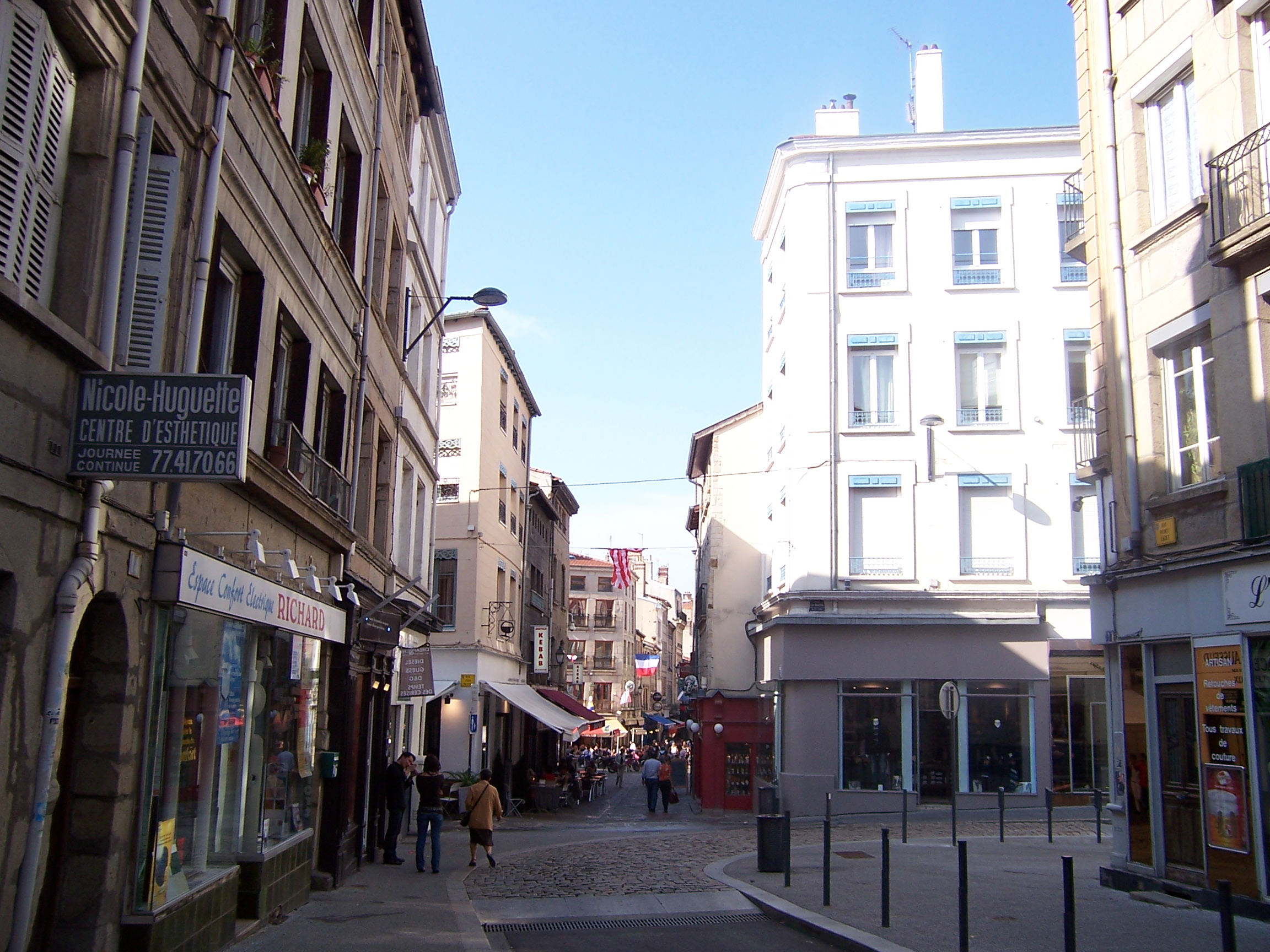
Rue Pointe-Cadet
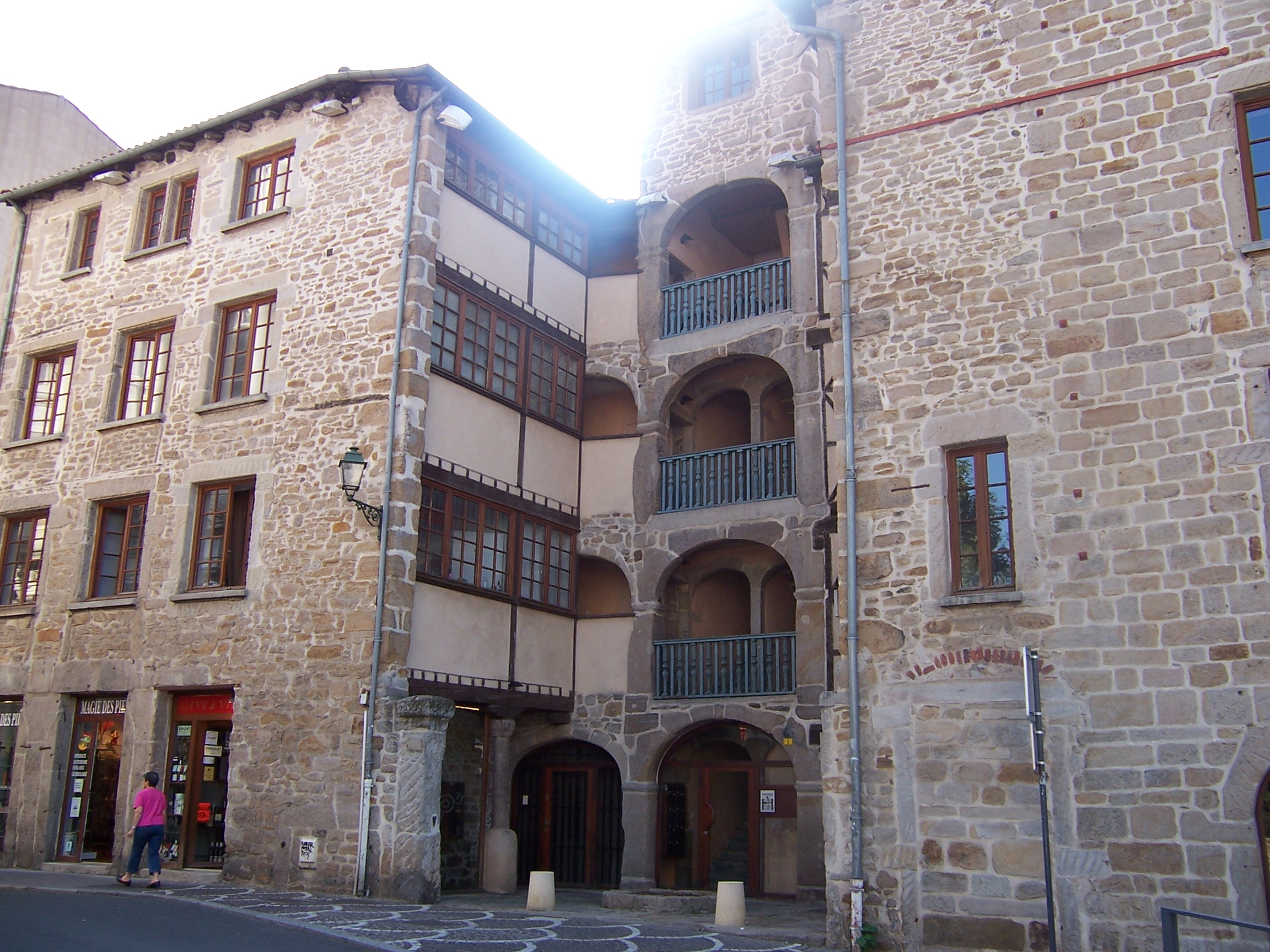
Maison Feugerolles
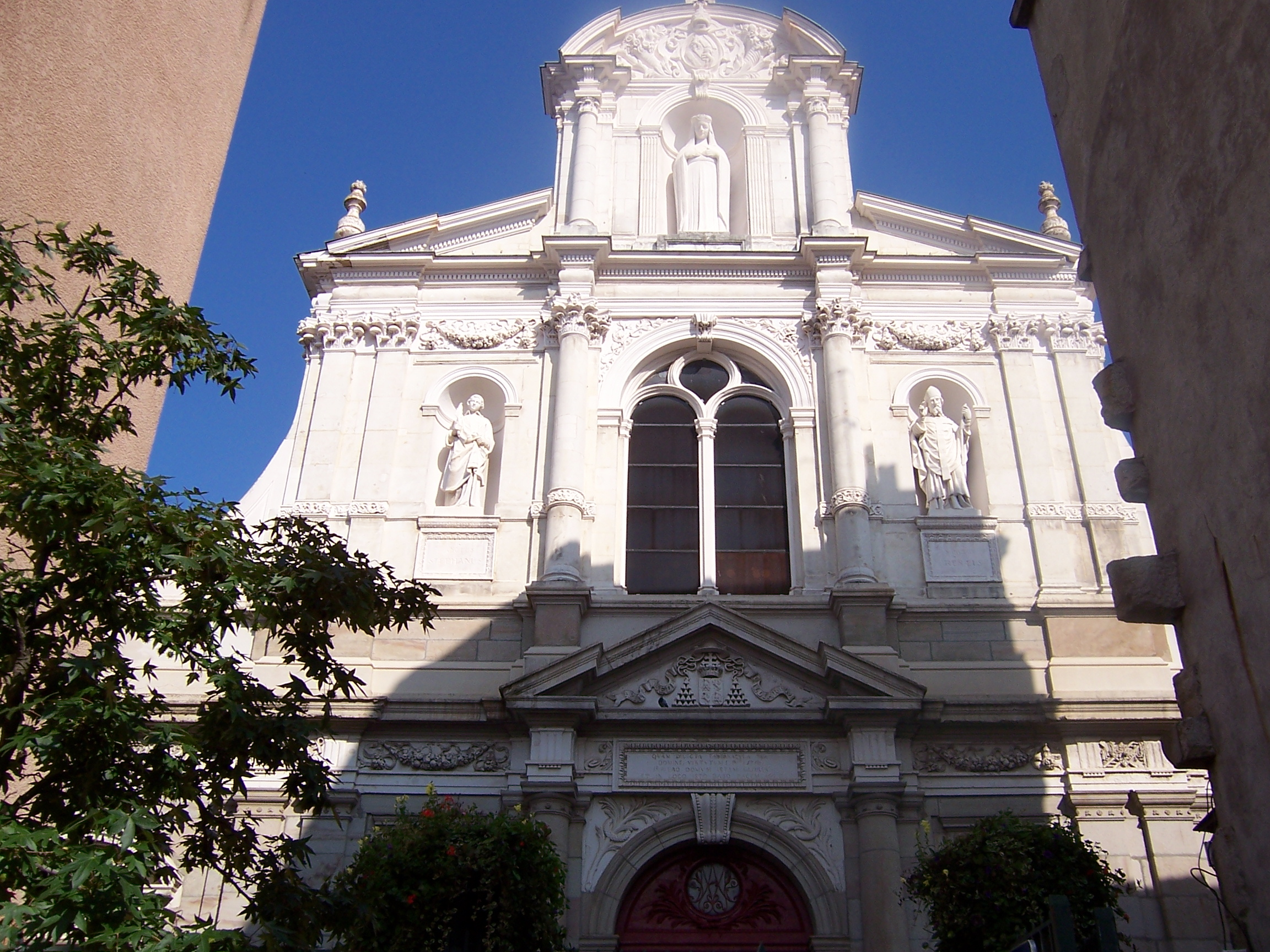
Église Notre-Dame
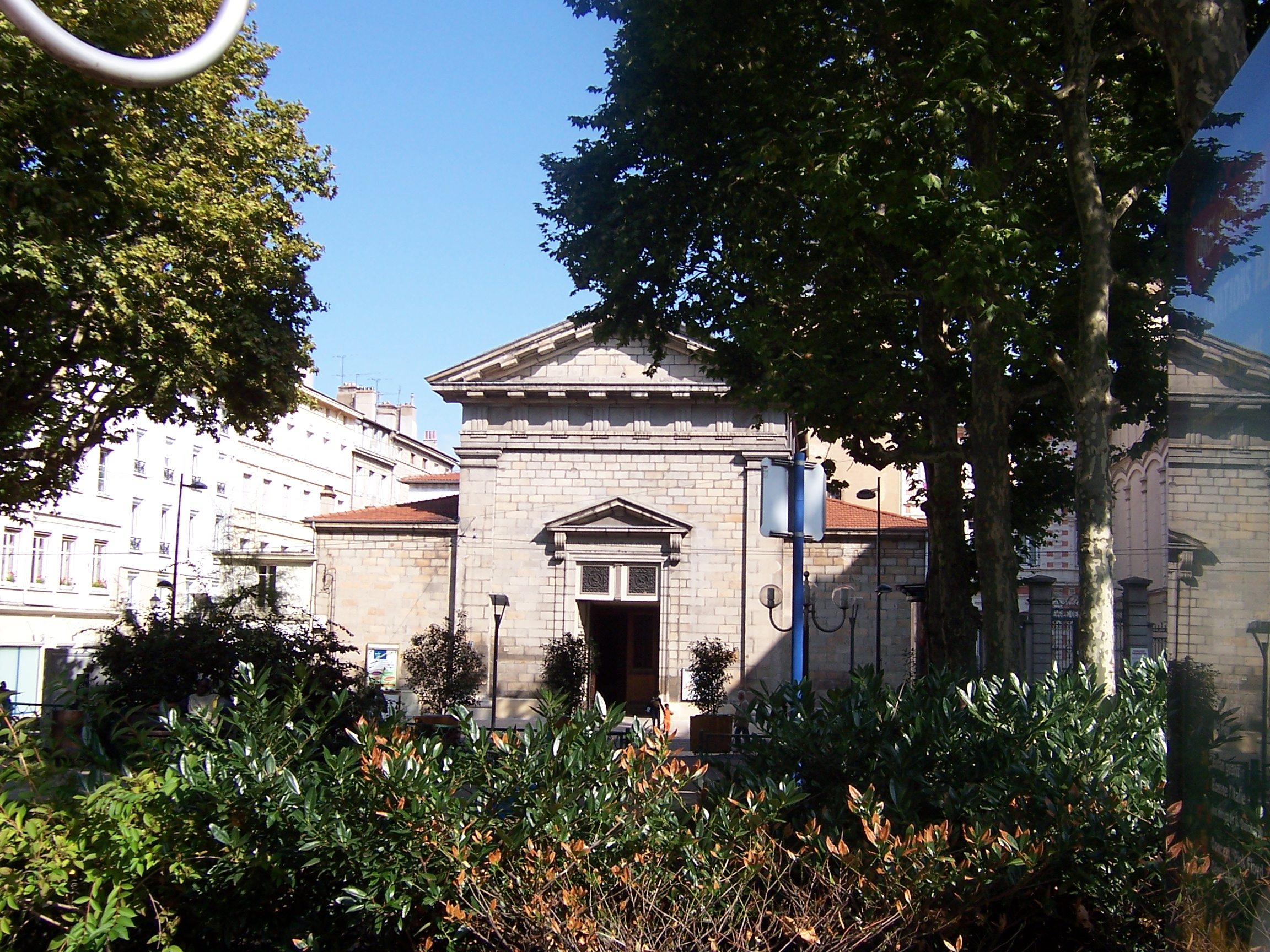
Église Saint-Louis
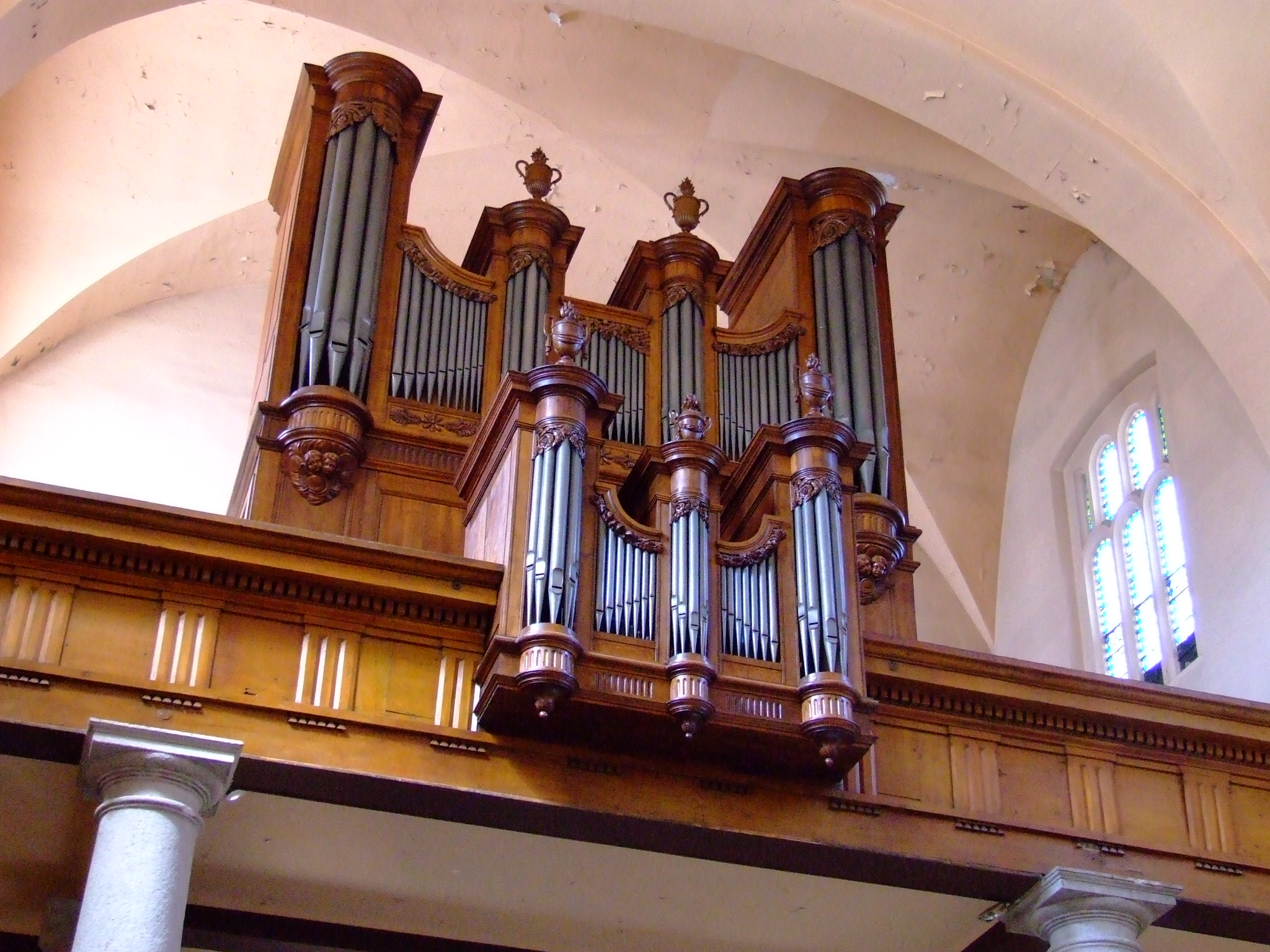
Orgue Callinet (1837) église Notre-Dame
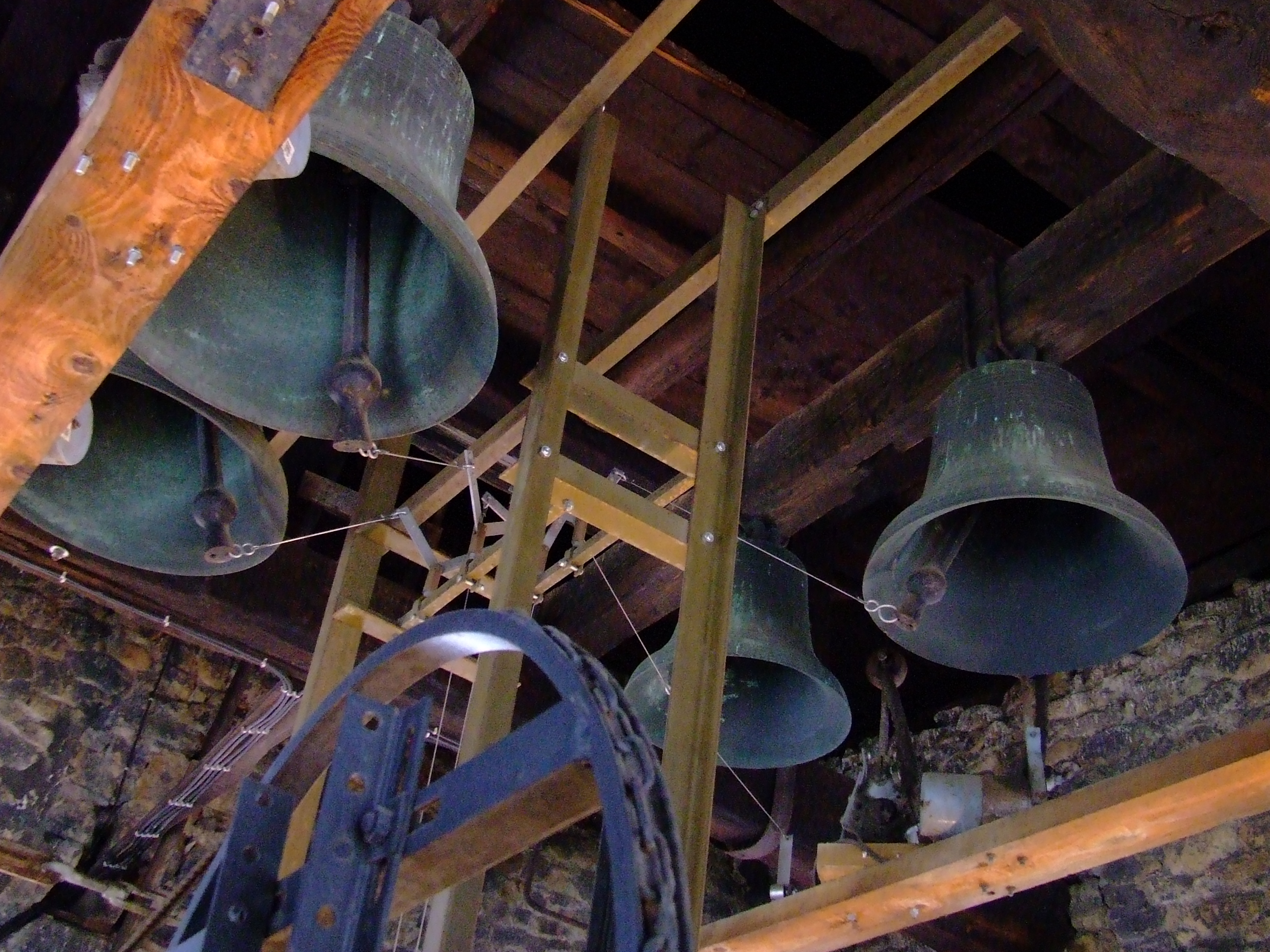
Carillon de l'église Notre-Dame (détail)

### Quartier de l’hyper-centre vieille ville
- Situation : Au centre-ville.
- Habitants : 8 631.
- Axes routiers :
- Historique :
- Curiosités :

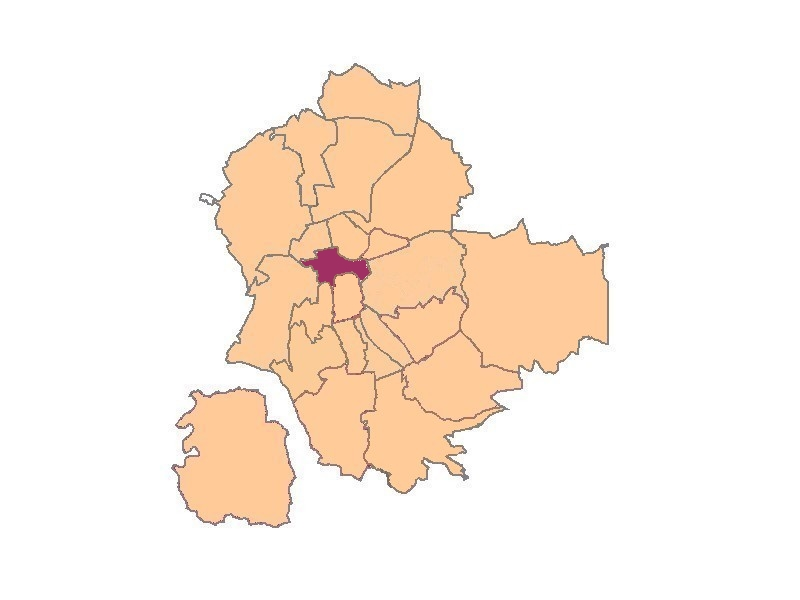
Plan de Saint-Étienne

  - La demeure Chamoncel construite en 1547 dans le noyau primitif de la ville.
  - Maison ancienne à colombage du XVIe siècle.
  - Tour de la Droguerie construite au XVIe siècle. La tour faisait partie des anciens remparts qui ceinturèrent la vieille ville.
  - Hôtel particulier de Jullien-Chomat de Villeneuve. Il est aujourd’hui occupé par le musée du vieux Saint-Étienne.
  - Immeuble Grand-Cercle bâtiment du XIXe siècle avec des décorations de style rococo.
  - Ancienne Chambre de Commerce rue de la Résistance construite au XIXe siècle. Le tribunal des prud’hommes siège aujourd’hui dans ce bâtiment.
  - Hôtel de ville construit par les architectes Dalgabio en 1821.
  - L’hôtel de la préfecture construite par l'architecte M. Huguet fut inauguré en 1902.
  - Immeuble de La Loire Républicaine construit par l'architecte Léon Lamaizière au XXe siècle
  - La cathédrale Saint-Charles construite de 1912 à 1923.
  - La Grand'Église édifiée au XVe siècle, style gothique forézien en grès houiller
  - La statue de Jeanne d'Arc de Frémiet qui est une reproduction de la statue place des Pyramides à Paris
  - Le Mémorial de la Résistance et de la Déportation de la Loire
  - Place du Peuple
  - La Rue de Lyon qui est un ancien axe historique de la ville et l'église Sainte-Marie
  - La place Jean-Jaurès
  - Le palais de justice
  - La grande Poste
- Bus et tramways STAS : T1 T2 T3 M2 M3 M5 M6 M7 10 12 13 15 16 21 24 84 S3 S6 S7 S9

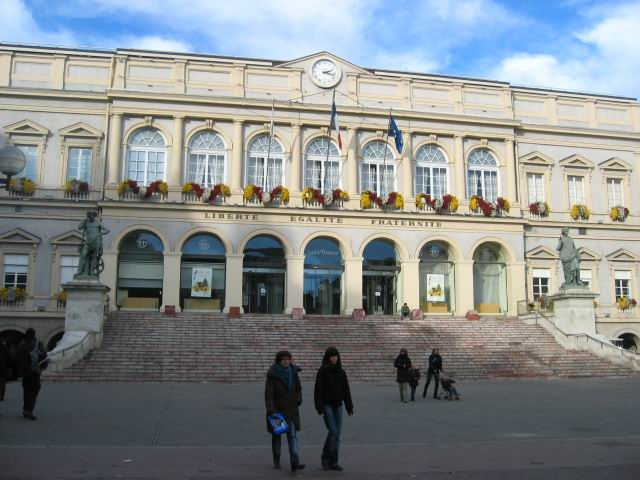
Hôtel de ville
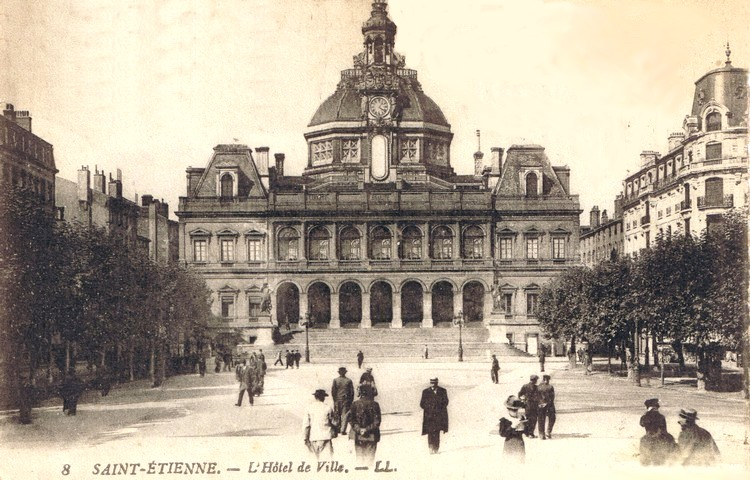
Hôtel de ville avant l'incendie qui ravagea sa coupole
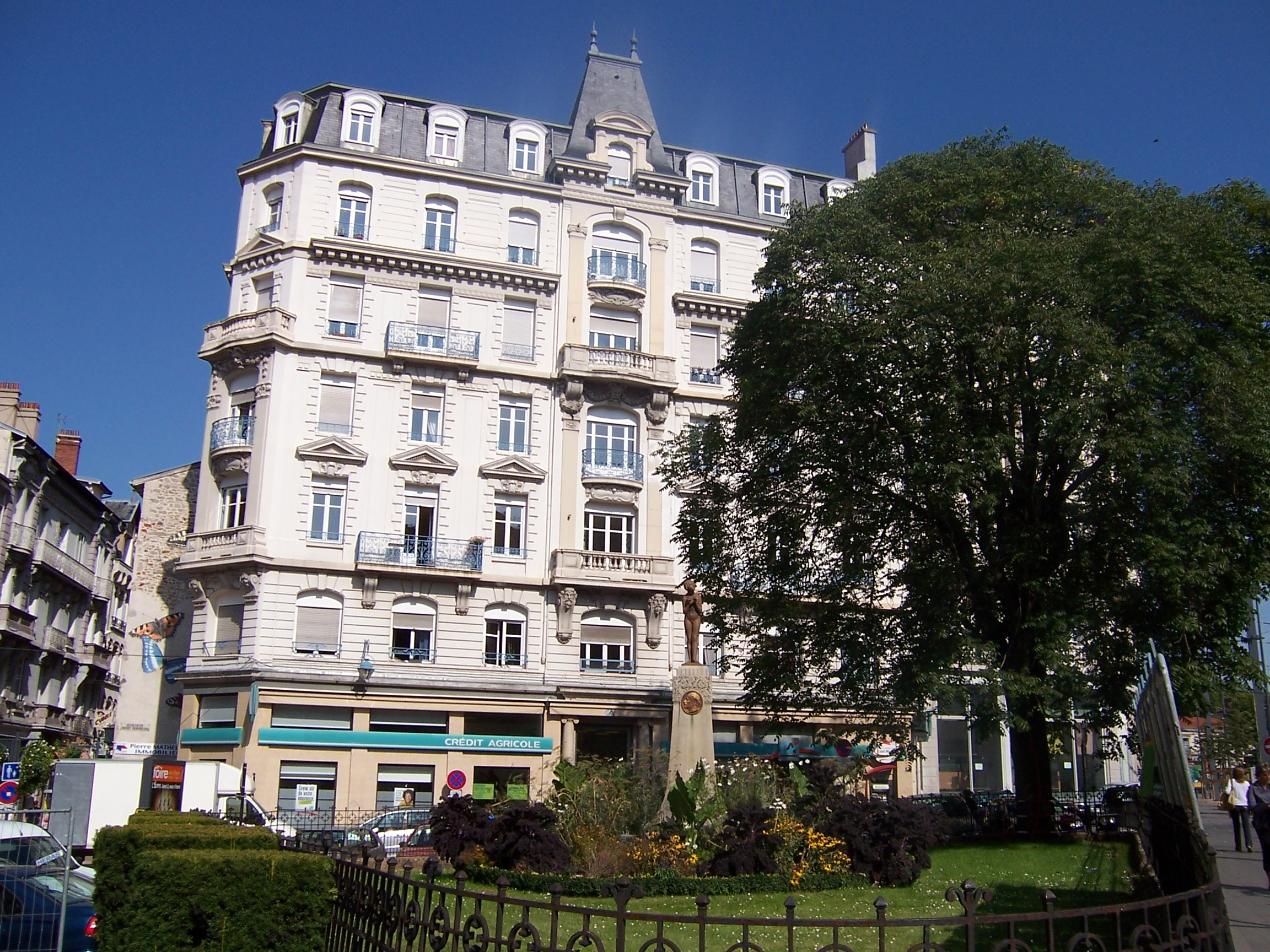
La muse de Massenet
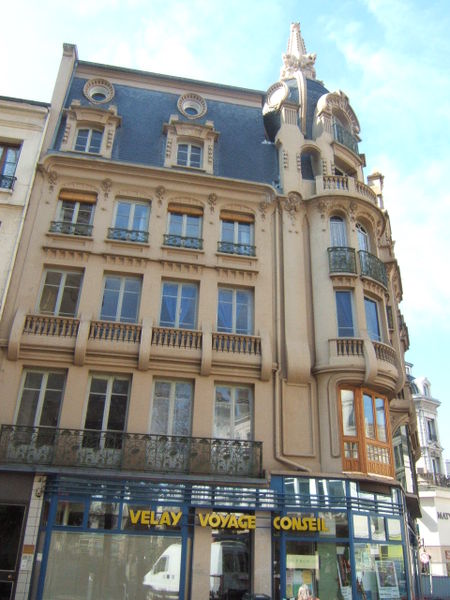
Immeuble Preynat-Séauve
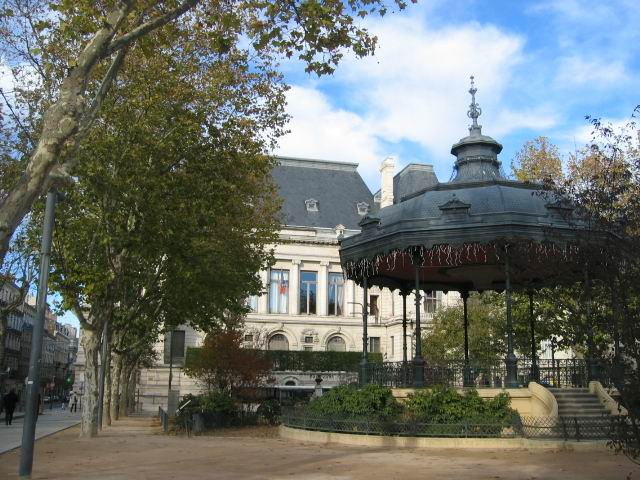
Place Jean-Jaurès
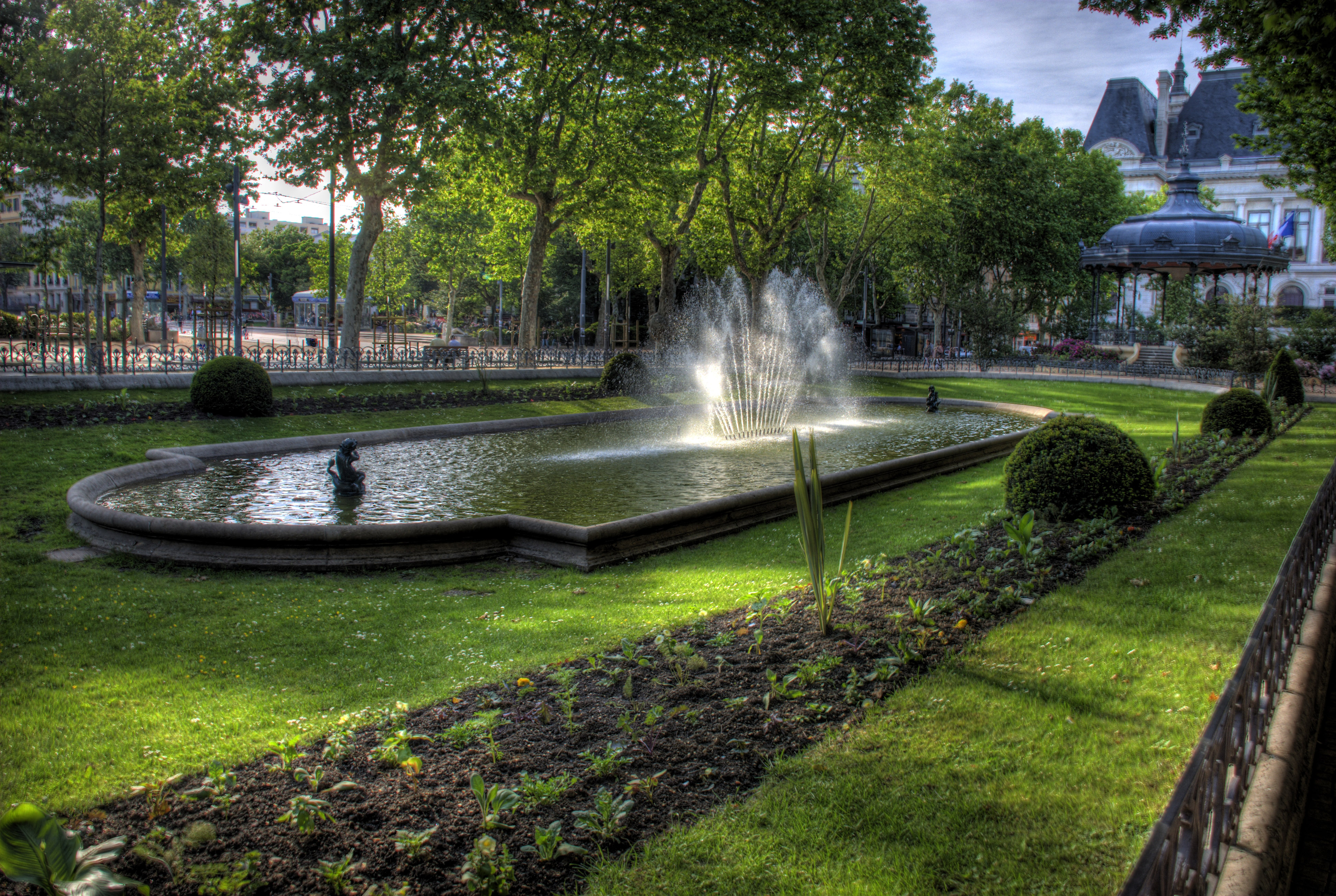
Place Jean-Jaurès
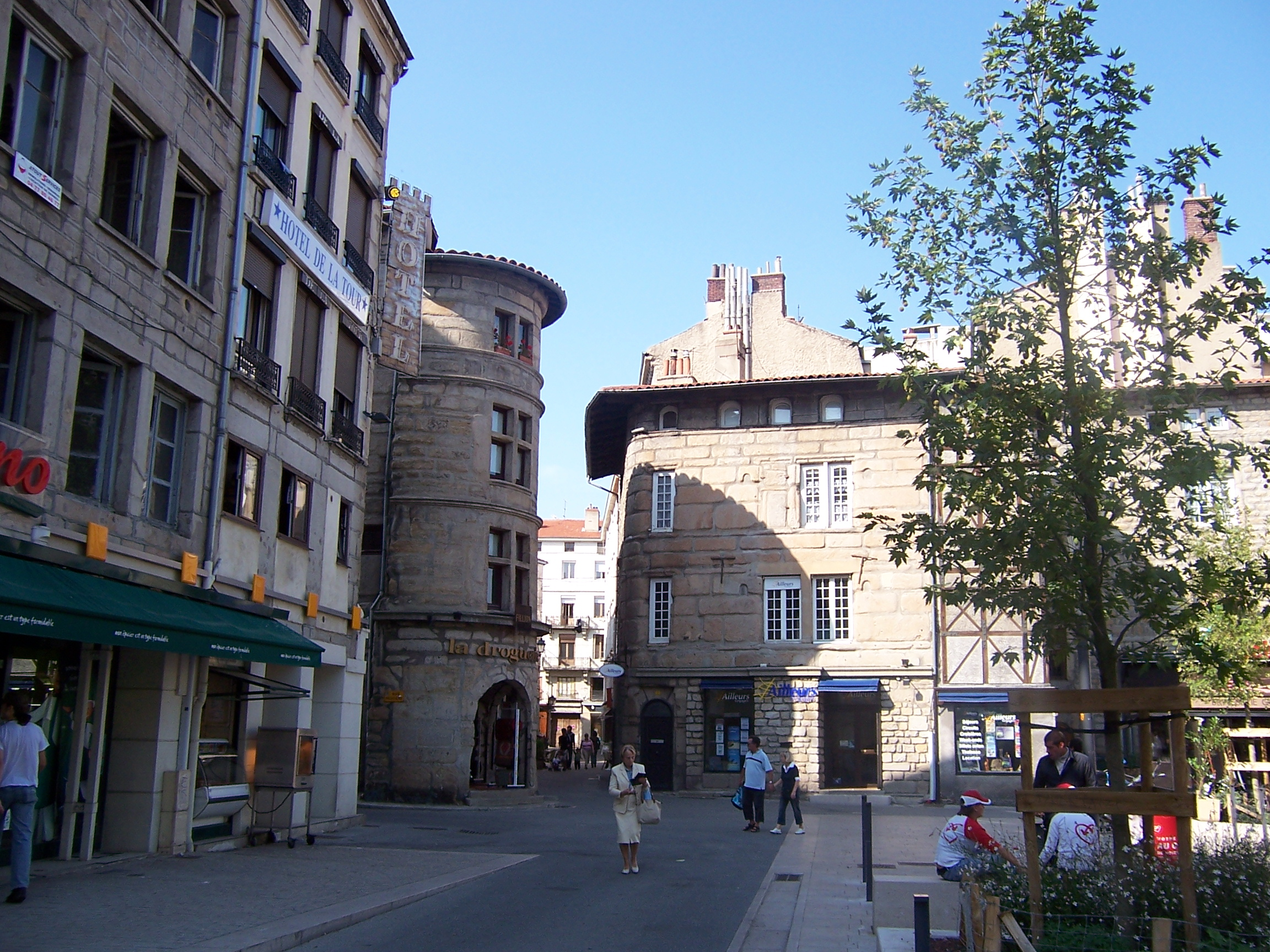
Place du Peuple
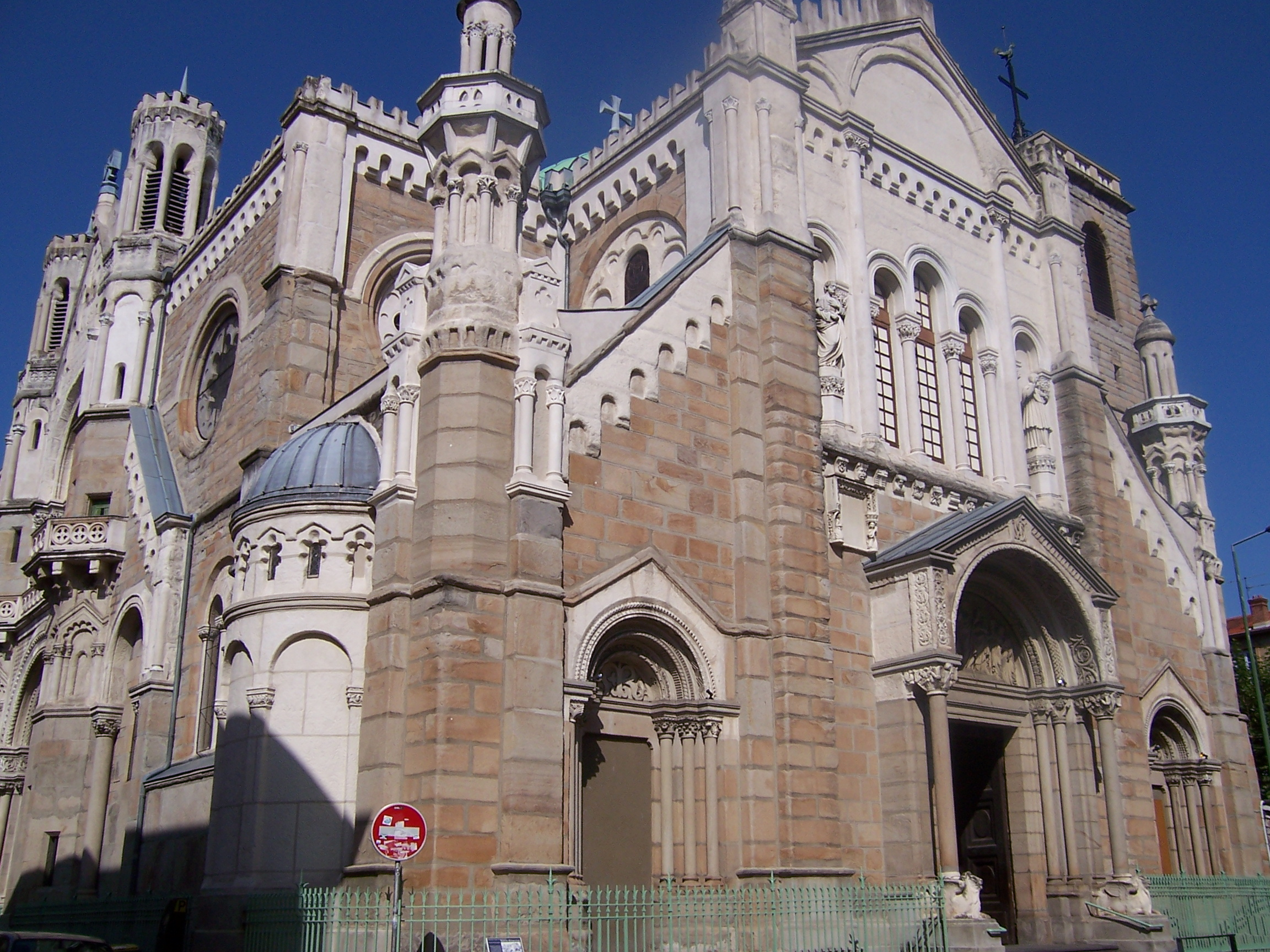
Église Sainte-Marie
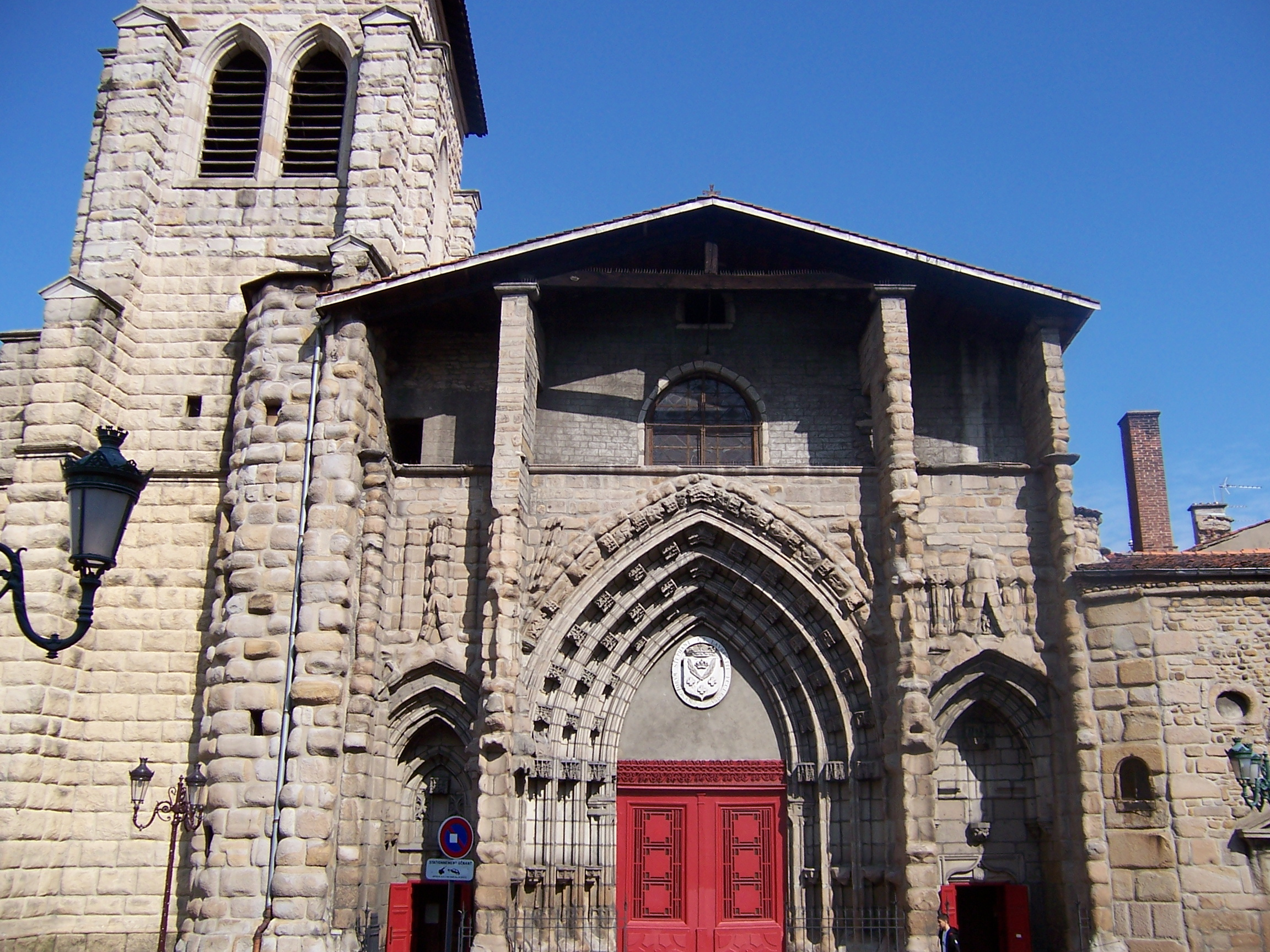
La Grand'Église
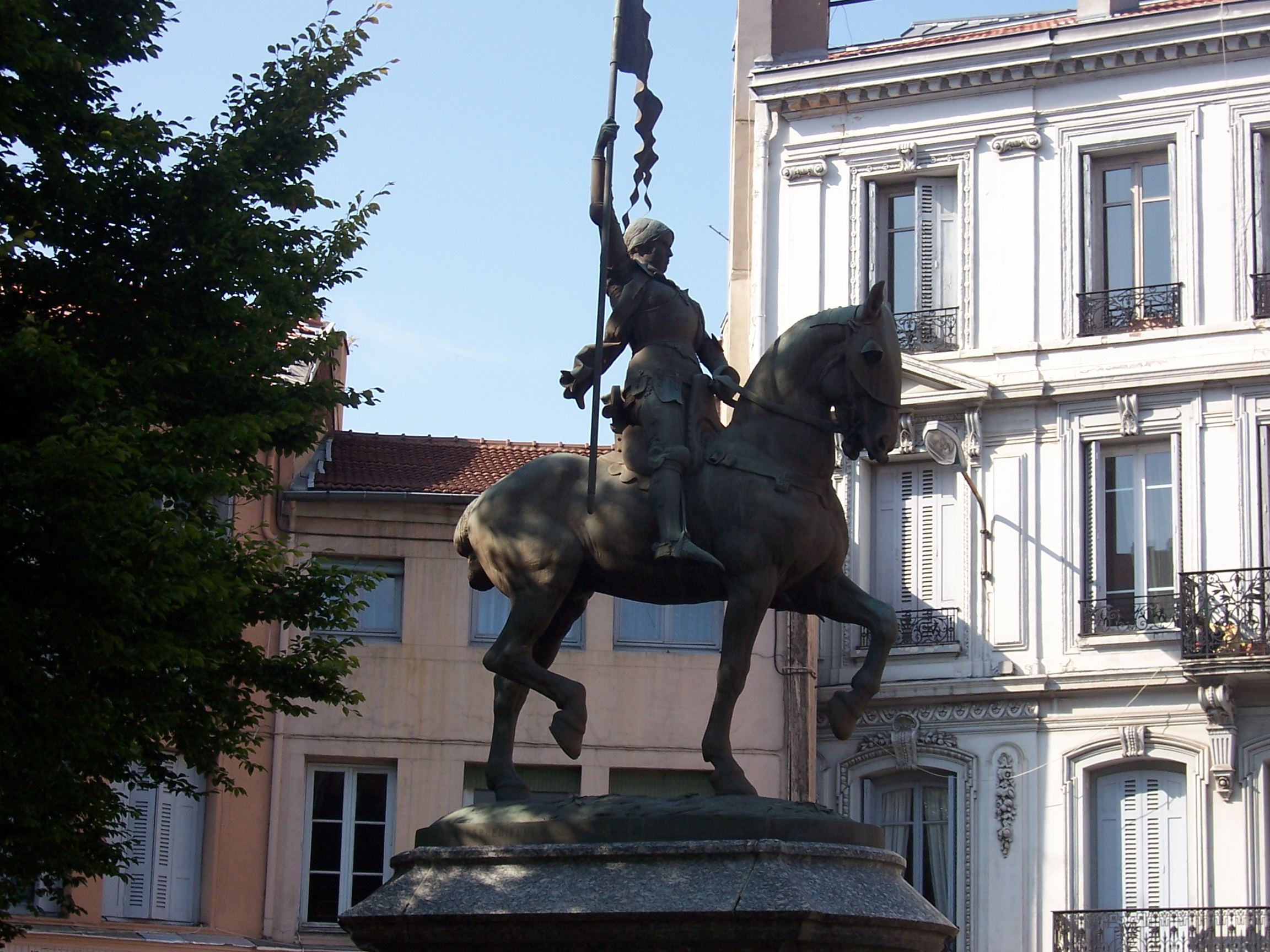
Statue de Jeanne d'Arc
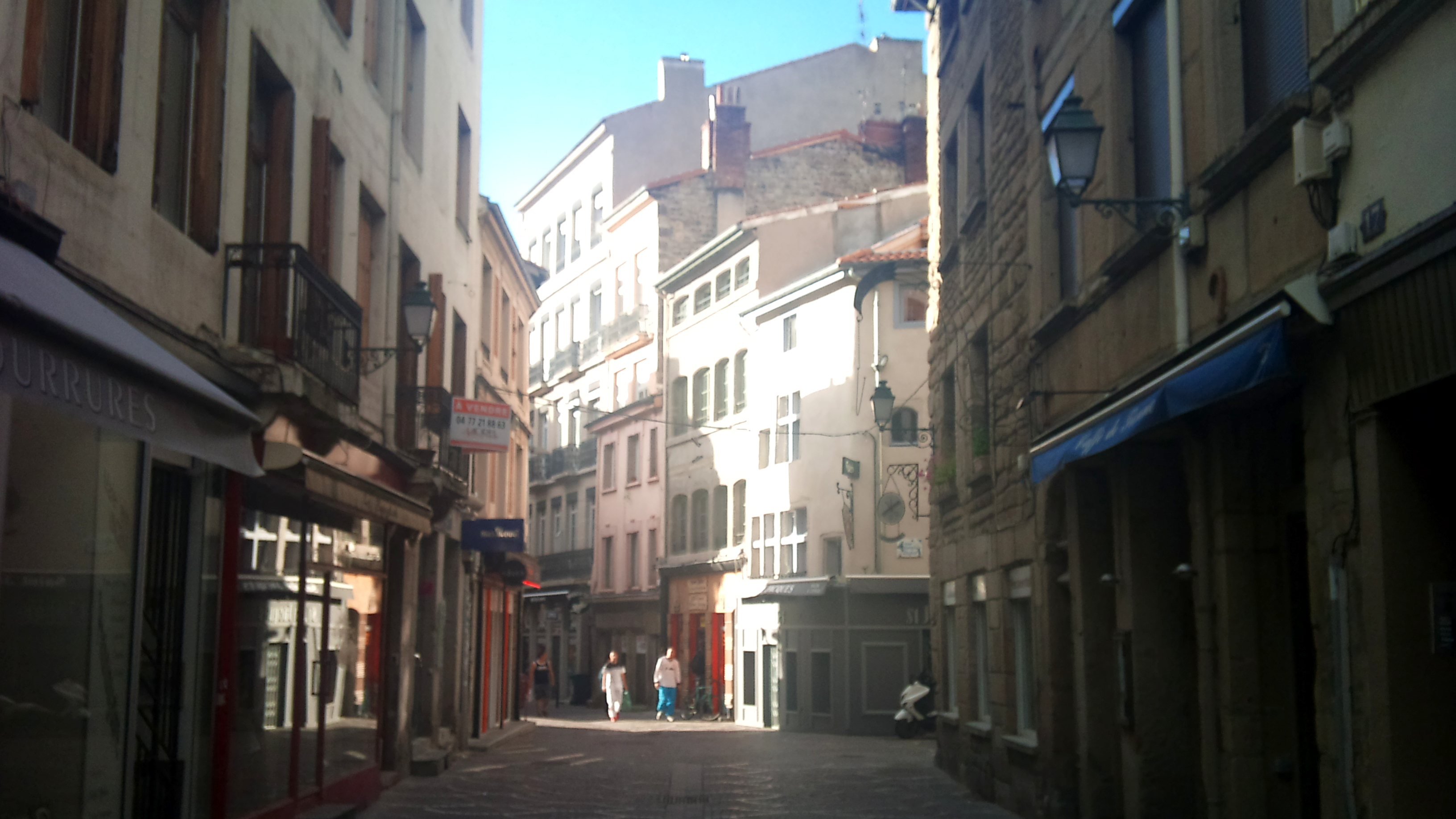
La rue des Martyrs de Vingré

### Quartier Jacquard
- Situation : Au centre-ville.
- Habitants : 7 781 .
- Axes routiers :
- Historique :

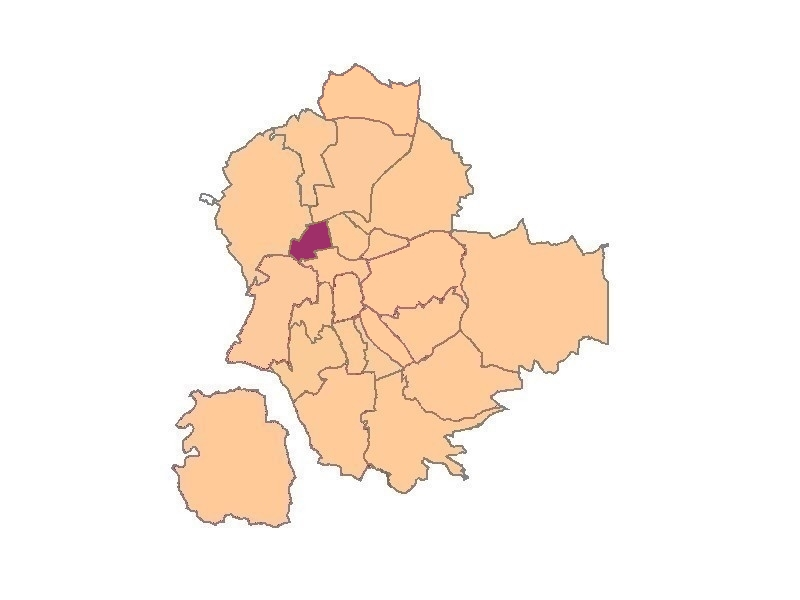
Plan de Saint-Étienne

C'est vers 1840 qu'apparaît le quartier sur les cartes. Avant 1855, l'actuelle place Jacquard était la place de Montaud. Le quartier marquait alors la frontière entre Saint-Étienne et l'ancienne commune de Montaud, la rue du Grand-Gonnet étant officiellement la limite à la fois de la ville de Saint-Étienne mais aussi la limite à partir de laquelle l'extraction du charbon était autorisée (investison). La rubanerie a contribué au développement de ce quartier au cours du XIXe siècle. De nombreux fabricants firent construire des ateliers dans ce quartier facilement reconnaissable à leurs hautes fenêtres et à la décoration de leur façade dans les espaces encore libres. C'est sous leur impulsion que le quartier fut annexé par Saint-Étienne en 1855.
- Curiosité :
  - L'immeuble de la Condition des Soies construit par Léon et Marcel Lamaiziere, en 1910. La façade est ornée des courbes de l'Art nouveau avec des motifs de la rubanerie et du mûrier.
  - Les immeubles de fabricants maisons typiques d'ateliers de rubanerie.
  - École nationale supérieure d'architecture de Saint-Étienne qui prend place dans les murs d'une ancienne usine de rubanerie.
  - Place Jacquard avec le monument du sculpteur Paul Landowski. Ancien parking, la place a été entièrement rénovée en 2011 pour accueillir le marché de Jacquard.
  - L'Amicale Laïque Chapelon réalisé par l'architecte Clément Vergely fait partie des nouveaux bâtiments emblématiques de la ville de Saint-Étienne avec son architecture design.
  - La synagogue
- Bus STAS : 13 16

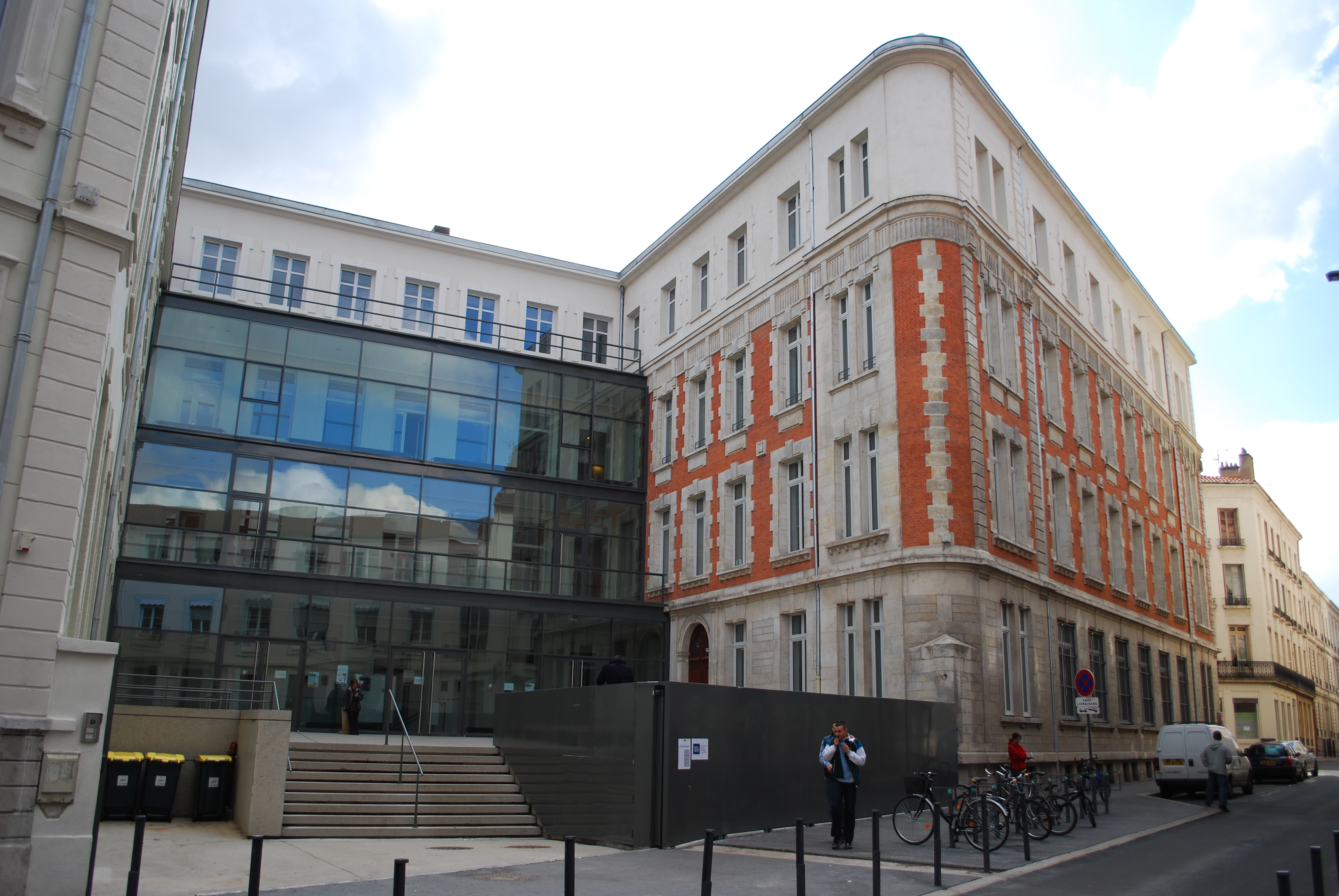
École nationale supérieure d'architecture de Saint-Étienne.
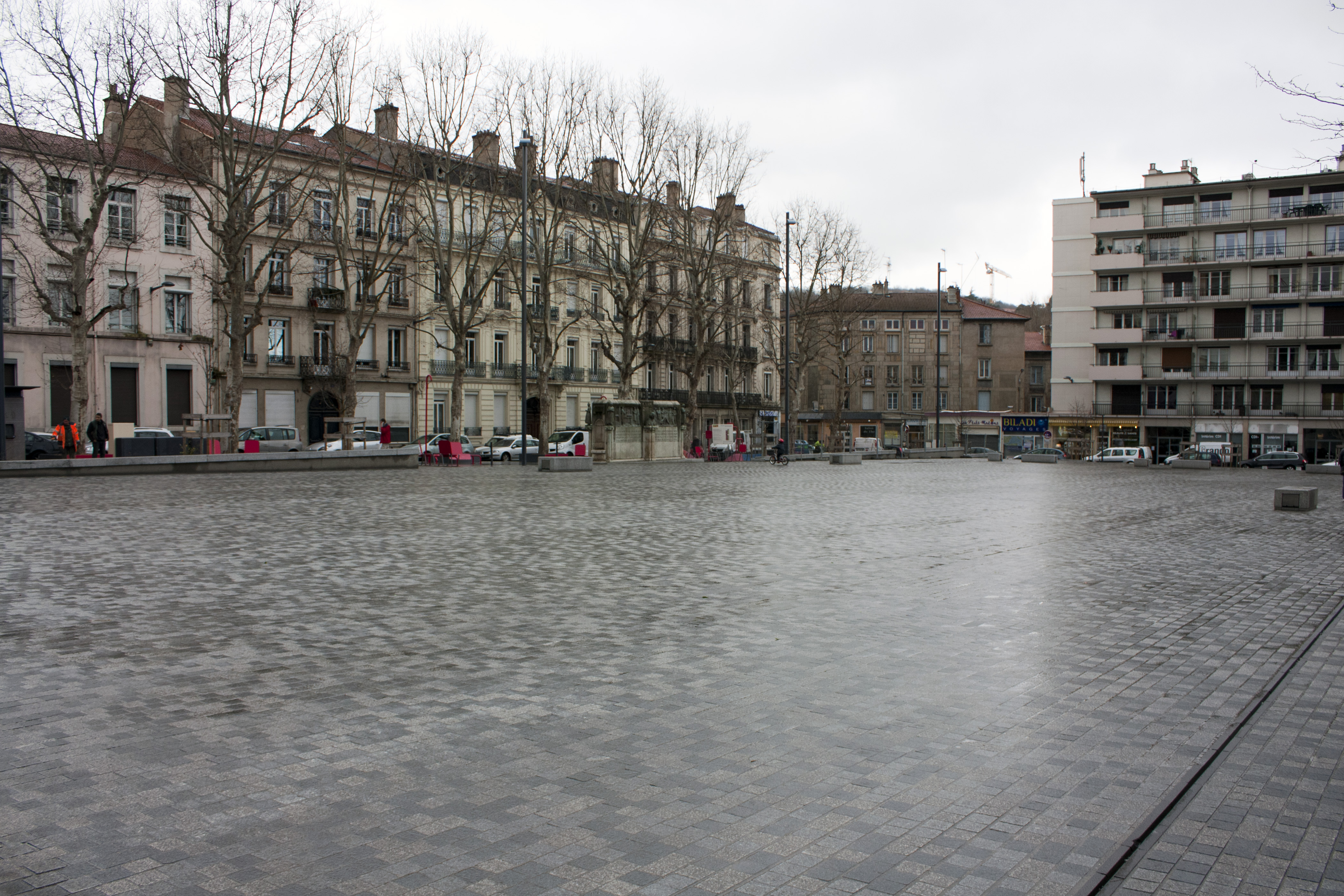
Place Jacquard.

### Quartier de Côte Chaude Montaud

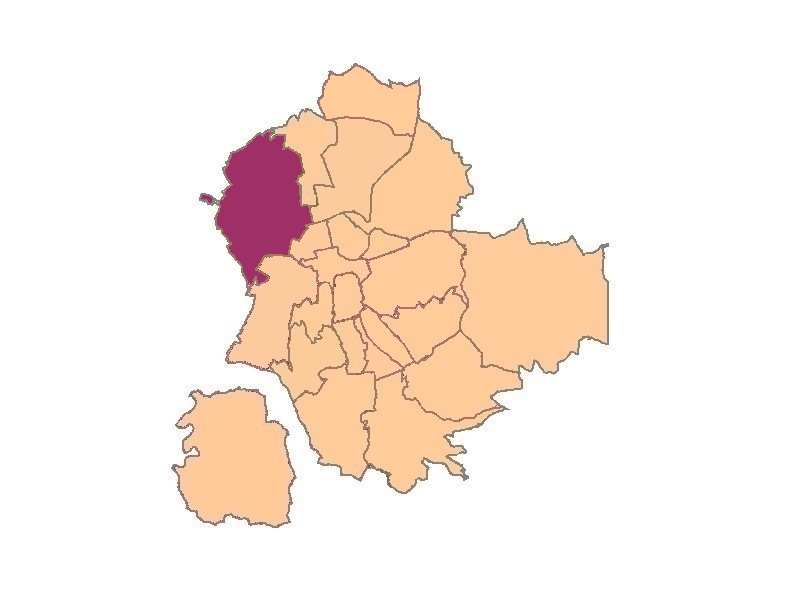
Plan de Saint-Étienne

- Situation : Au nord-ouest du centre-ville.
- Habitants : 10 954 hab.
- Axes routiers : Rocade ouest, 15 min du centre-ville.
- Curiosités :
  - Golf de Saint-Étienne
  - Parc de Montaud
- Bus STAS : M7 16 21 S7

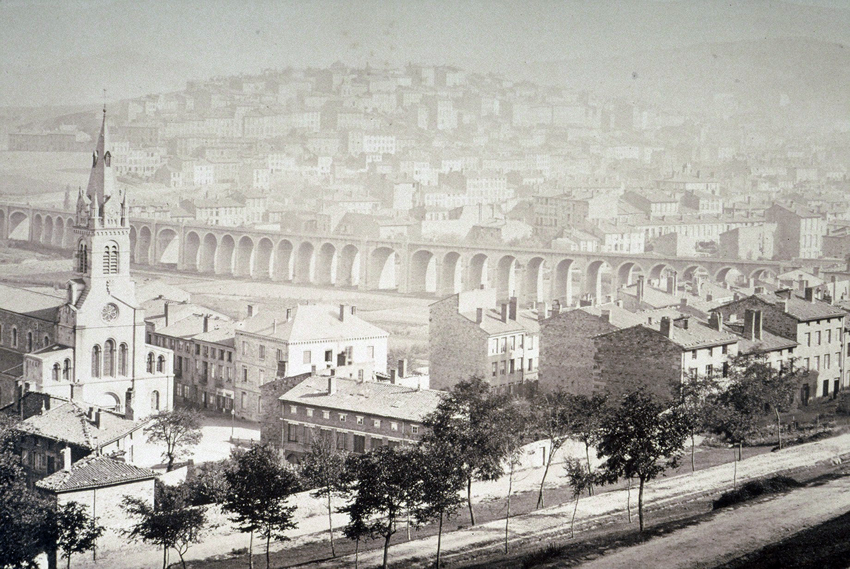
Montaud vers 1860

### Quartier de Carnot Le Marais

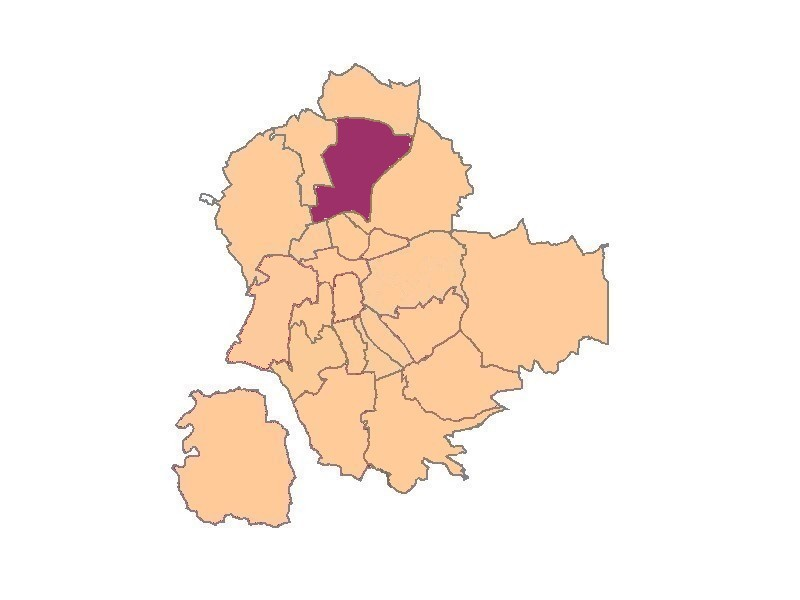
Plan de Saint-Étienne

- Situation : Au nord-est du centre-ville.
- Habitants : 3 674 hab.
- Axes routiers : A 72  , 15 min du centre-ville.
- Historique :

Situé à l'origine dans les limites de l'ancienne commune d'Outre-Furens (ou Outre-Furan), ce quartier s'est développé au cours du XIXe siècle avec l’arrivée de nombreuses industries dont la manufacture d'armes. Au plus fort de son développement, elle employait plus de 11 000 personnes.
- Curiosité :
  - Manufacture d'armes de Saint-Étienne.
  - La Cité du Design.
  - Stade Geoffroy-Guichard.
  - Stade Salif-Keita.
  - Zénith de Saint-Étienne.
  - Le Fil  La Scène de musiques actuelles (SMAC)
- Bâtiments spécifiques :
  - Campus de Carnot
  - Le pôle optique vision
  - Gare de Saint-Étienne-Carnot
  - Stade Henri-Lux
- Bus et tramways STAS : T1 T2 T3 M9 10 12 21 S9 N1
- Cars Région : Cars Région L11 L13

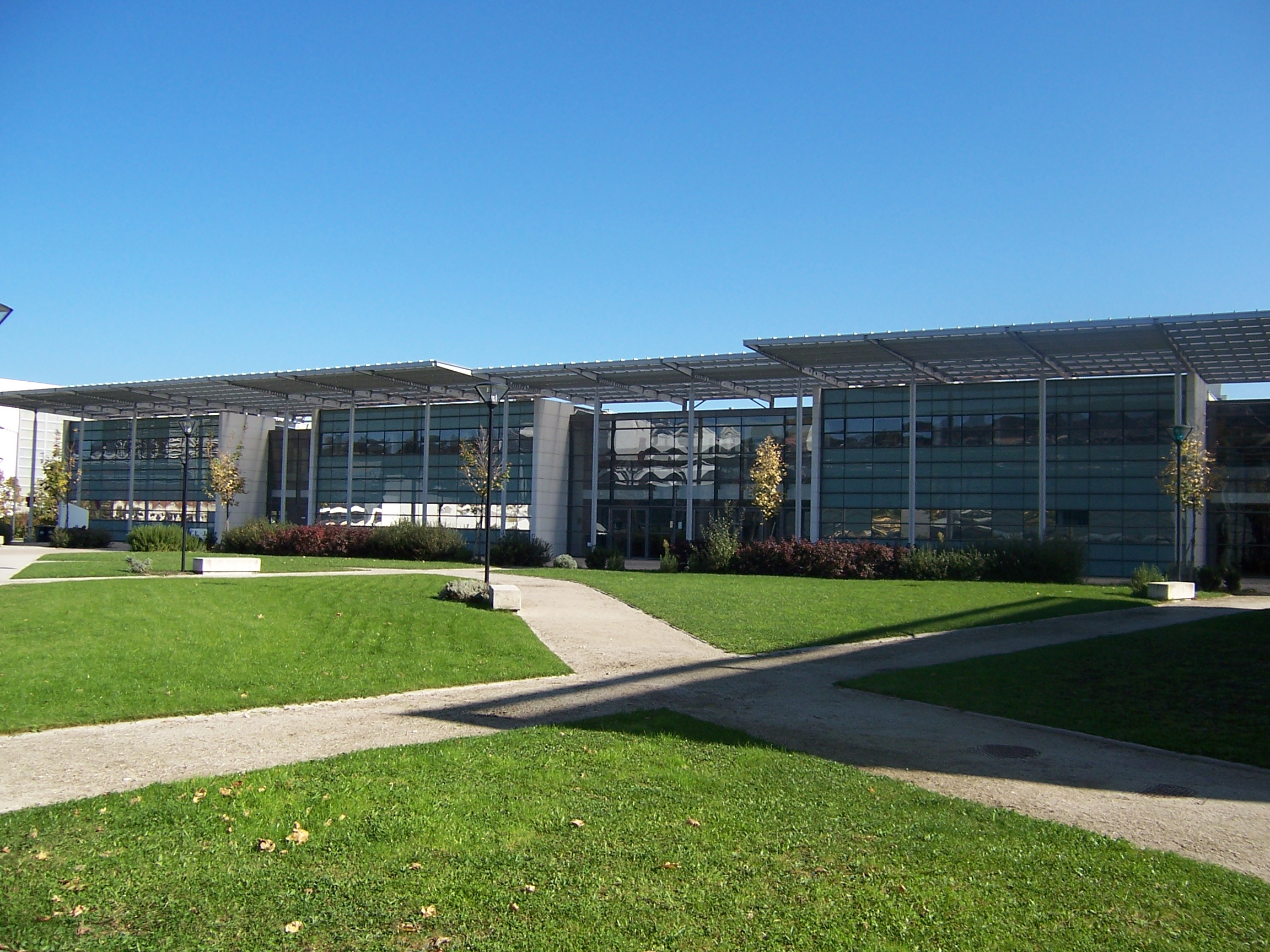
Campus de Carnot
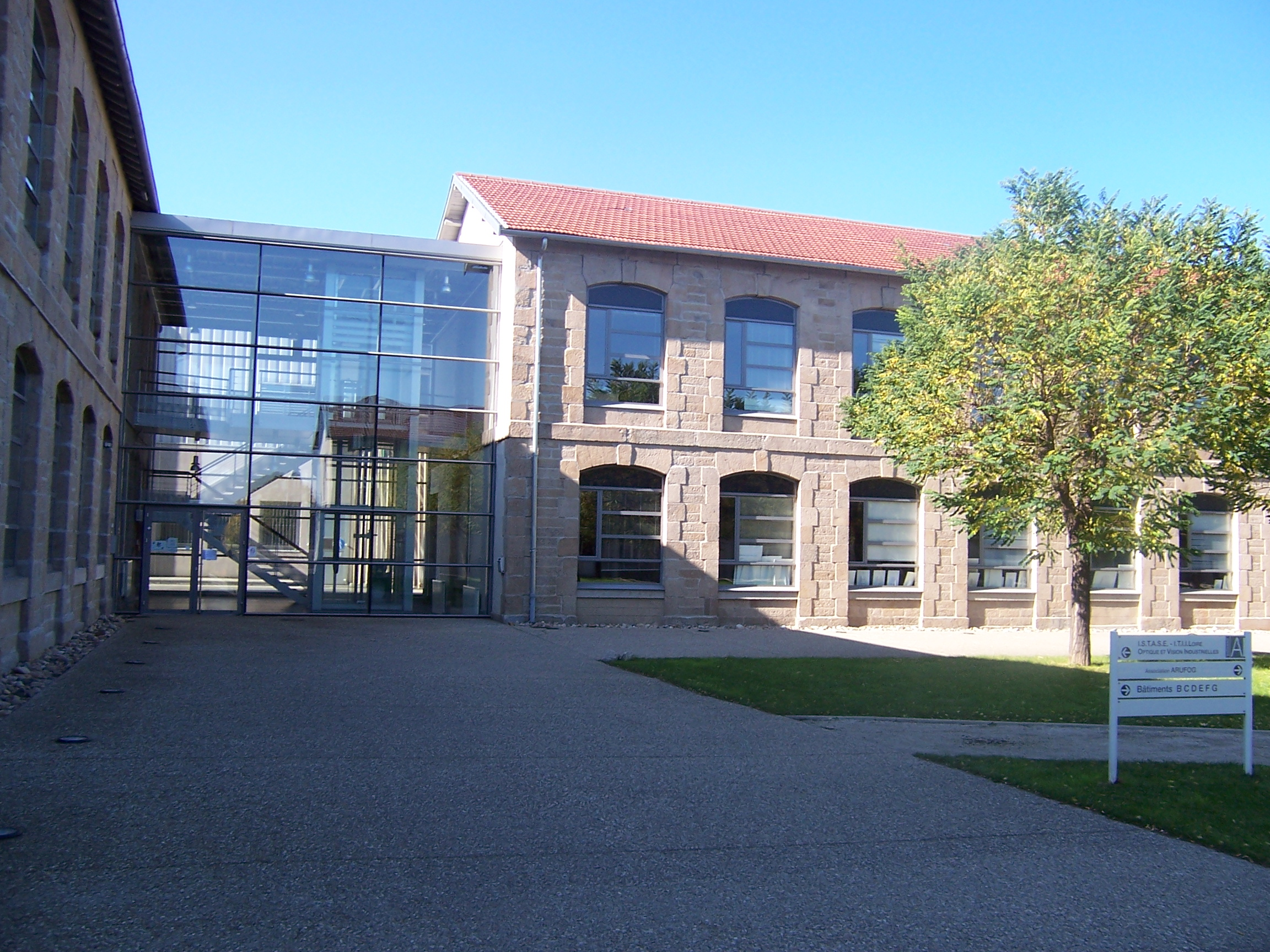
Campus de Carnot
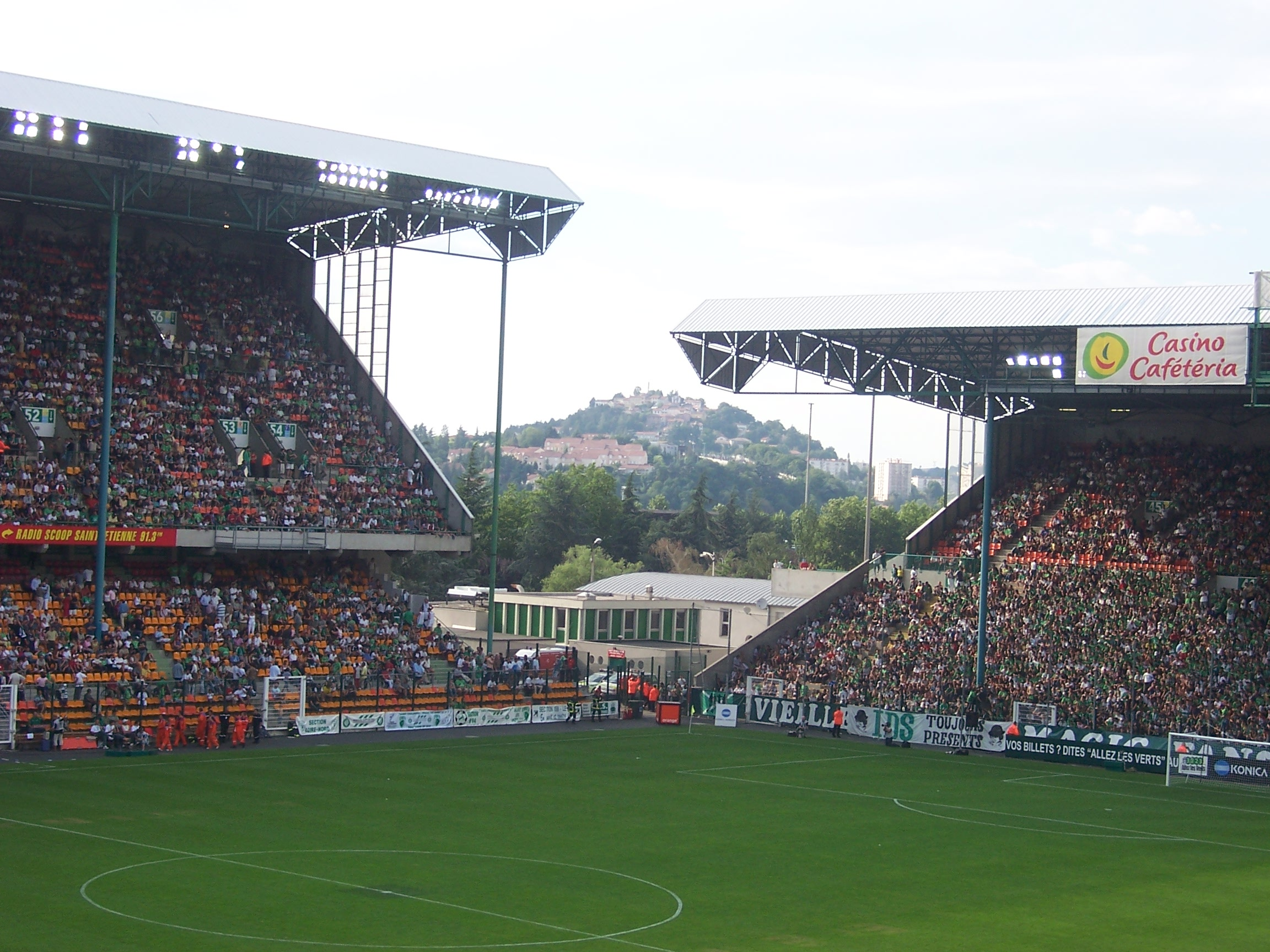
Tribune du stade Geoffroy-Guichard lors d'un match
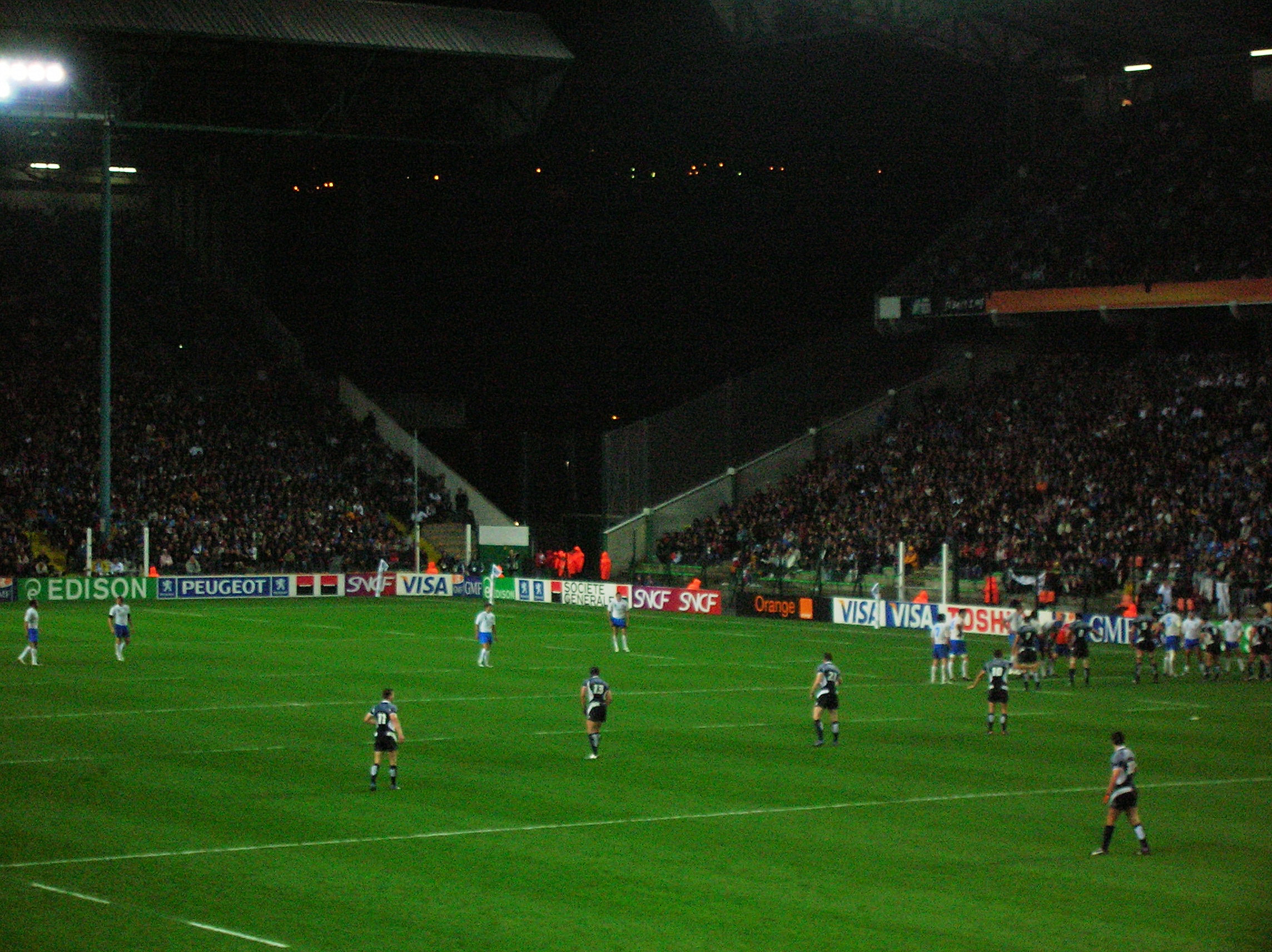
Coupe du monde de rugby 2007

### Quartier de Bergson La Terrasse

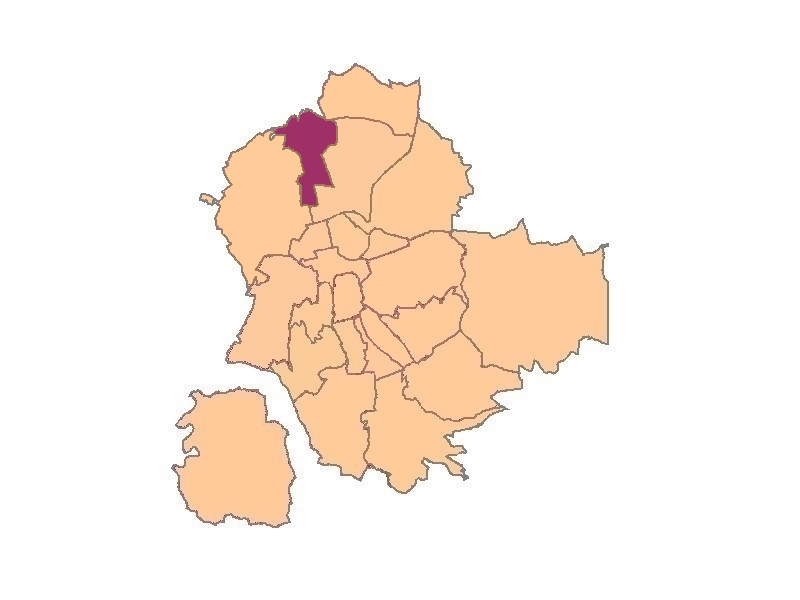
Plan de Saint-Étienne

- Situation : Au nord du centre-ville.
- Habitants : 10 180 hab.
- Axes routiers : A72, 15 min du centre-ville.
- Historique :

C'est un quartier moderne construit dans les années 1970 appelé à l'origine Centre-Trois. La rue Bergson rendant hommage à Henri Bergson, précédemment rue de Roanne jusqu'au 9 novembre 1944, a donné le nom au quartier.
- Curiosité : 
  - Musée d'art moderne de Saint-Étienne, le deuxième musée d'art contemporain de France (dans la commune de Saint-Priest-en-Jarez, plus au Nord).
  - Église du Sacré-Cœur construite au XXe siècle.
- Bâtiments spécifiques :
  - Gare de Saint-Étienne-La Terrasse d'où partit la première ligne de chemin de fer de l'Europe continentale.
- Bus et tramways STAS : T1 T3 8 17 25 27 C1 N1
- Cars Région : Cars Région L11 L13

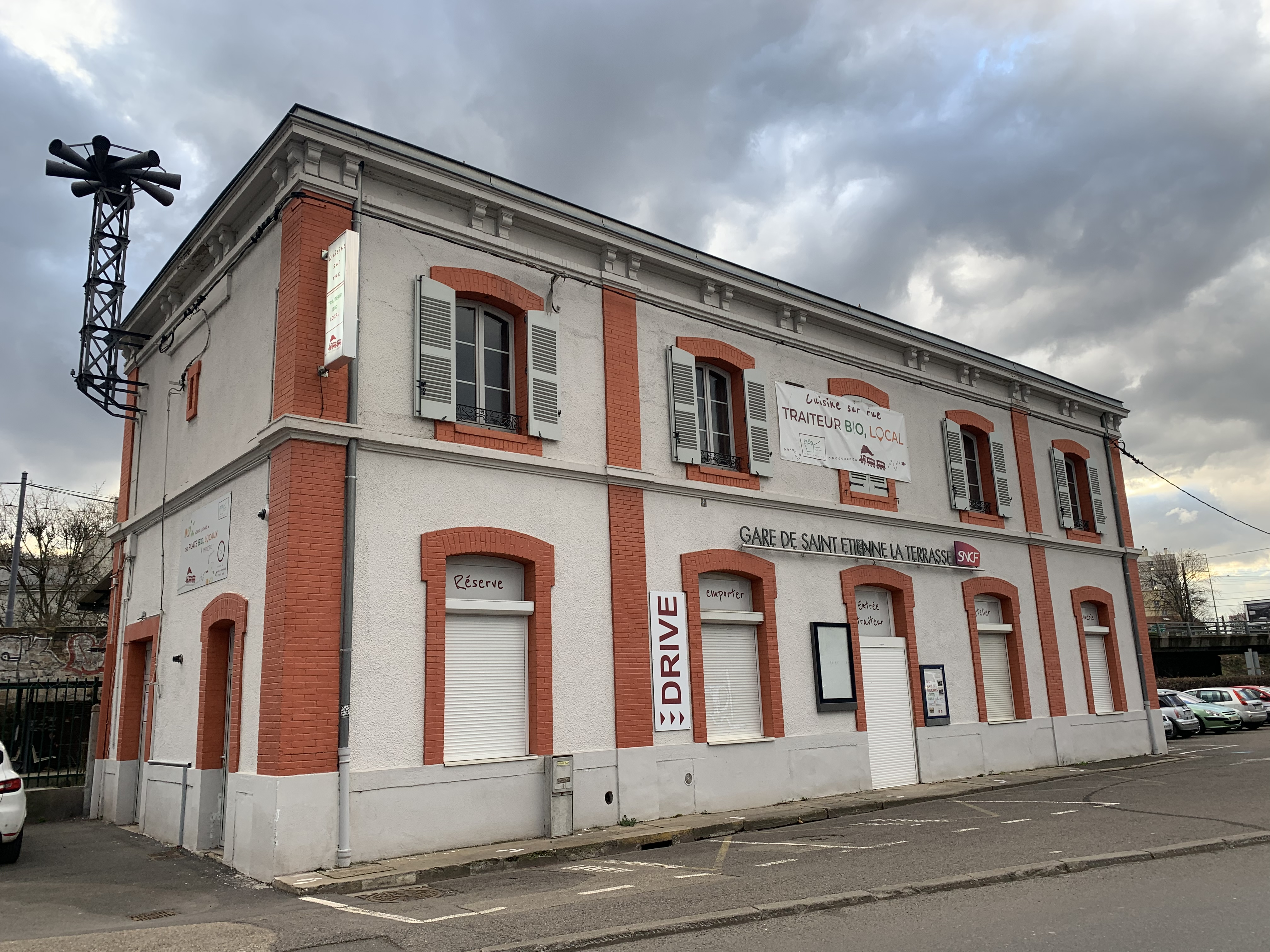
Gare de La Terrasse

### Quartier de Montreynaud

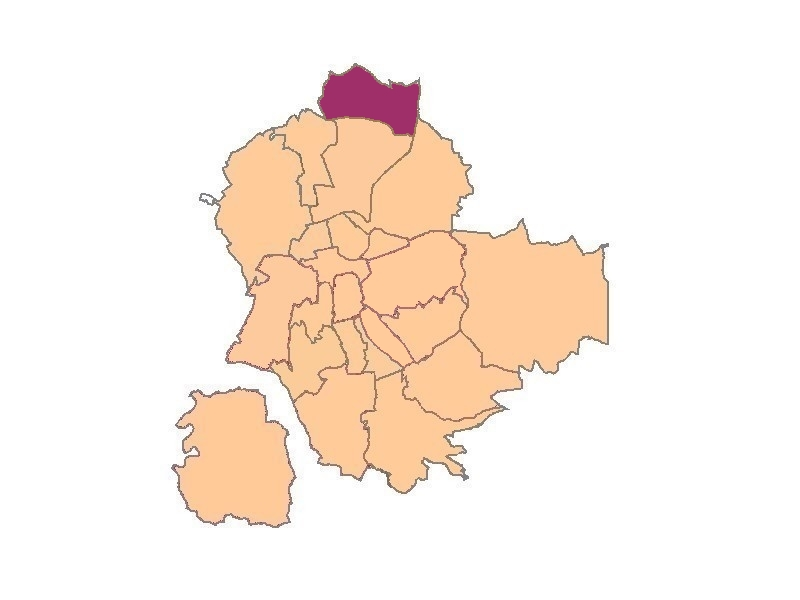
Plan de Saint-Étienne

- Situation : Au nord du centre-ville.
- Historique :

C'est un quartier des années 1960 composé de copropriétés financées par l’accession sociale.
- Habitants : 12 487 hab.
- Axes routiers : A72, 10 min du centre-ville.
- Bâtiments spécifiques :
  - La tour plein ciel, elle est surmontée d'un château d'eau en forme d'entonnoir et domine toute la ville. Elle a été détruite le 24 novembre 2011 à 10h45 par foudroyage (75 % des votes en faveur de sa démolition)[12].
- Bus STAS : 8 M9 S9 N1

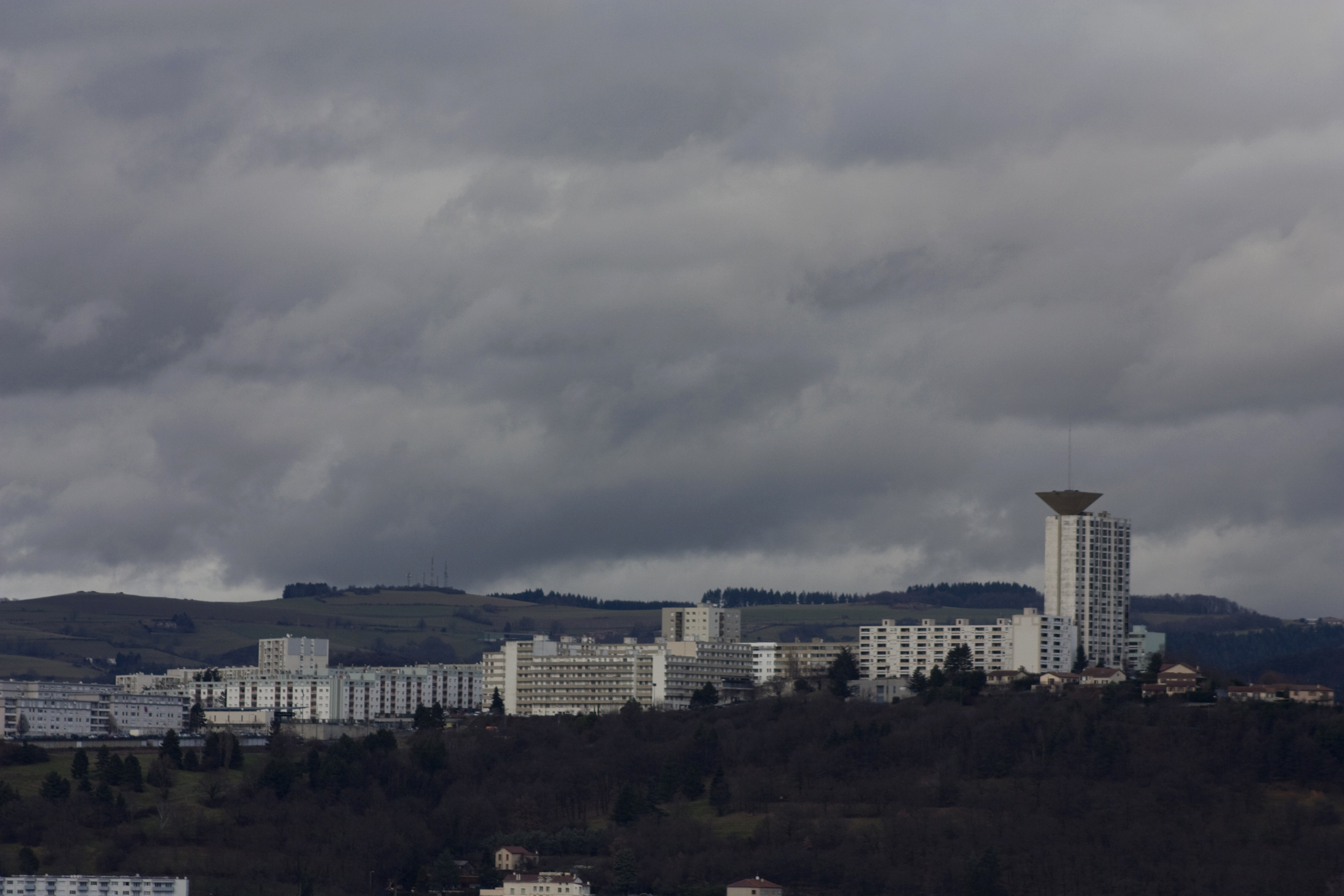
Montreynaud.
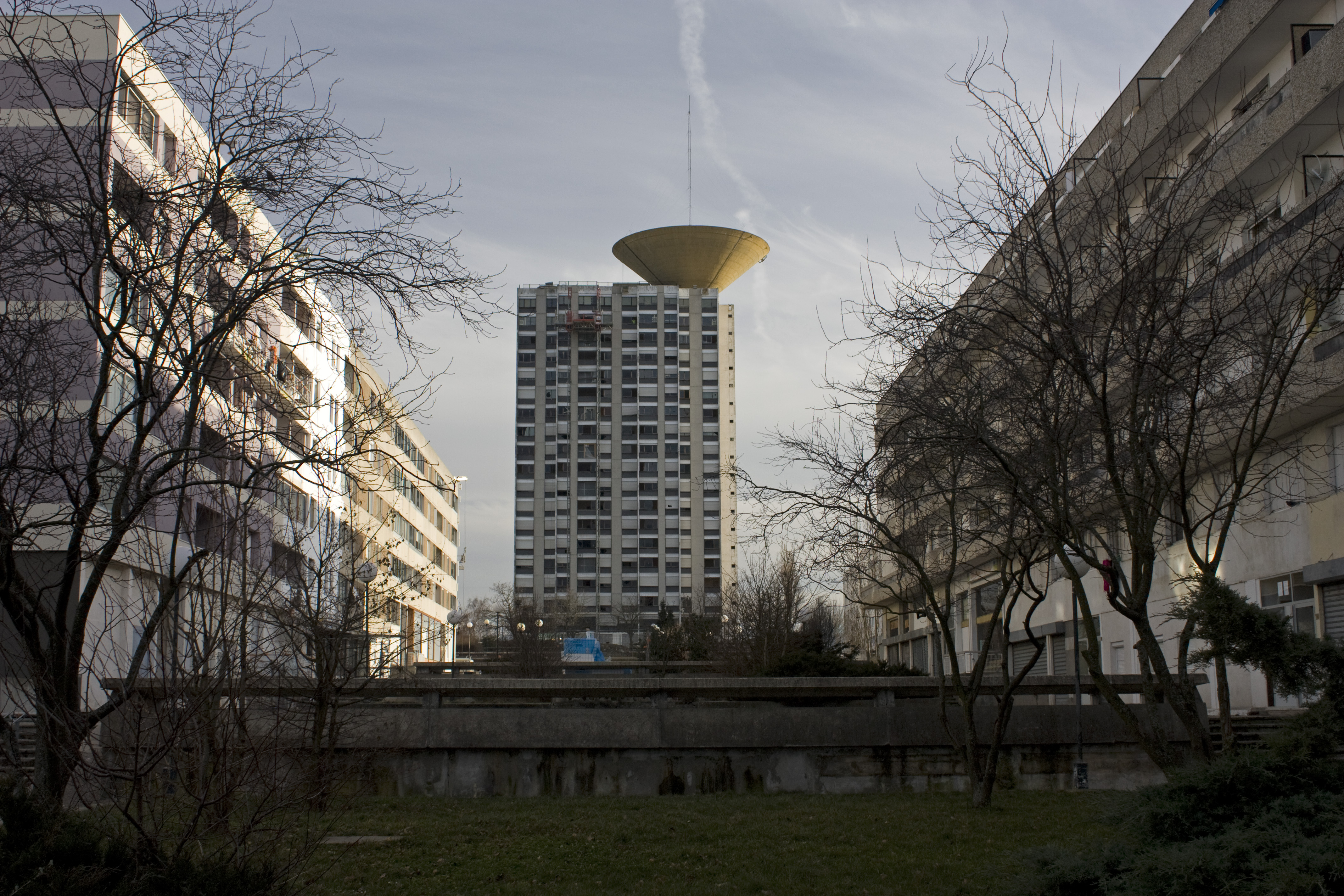
La cité.
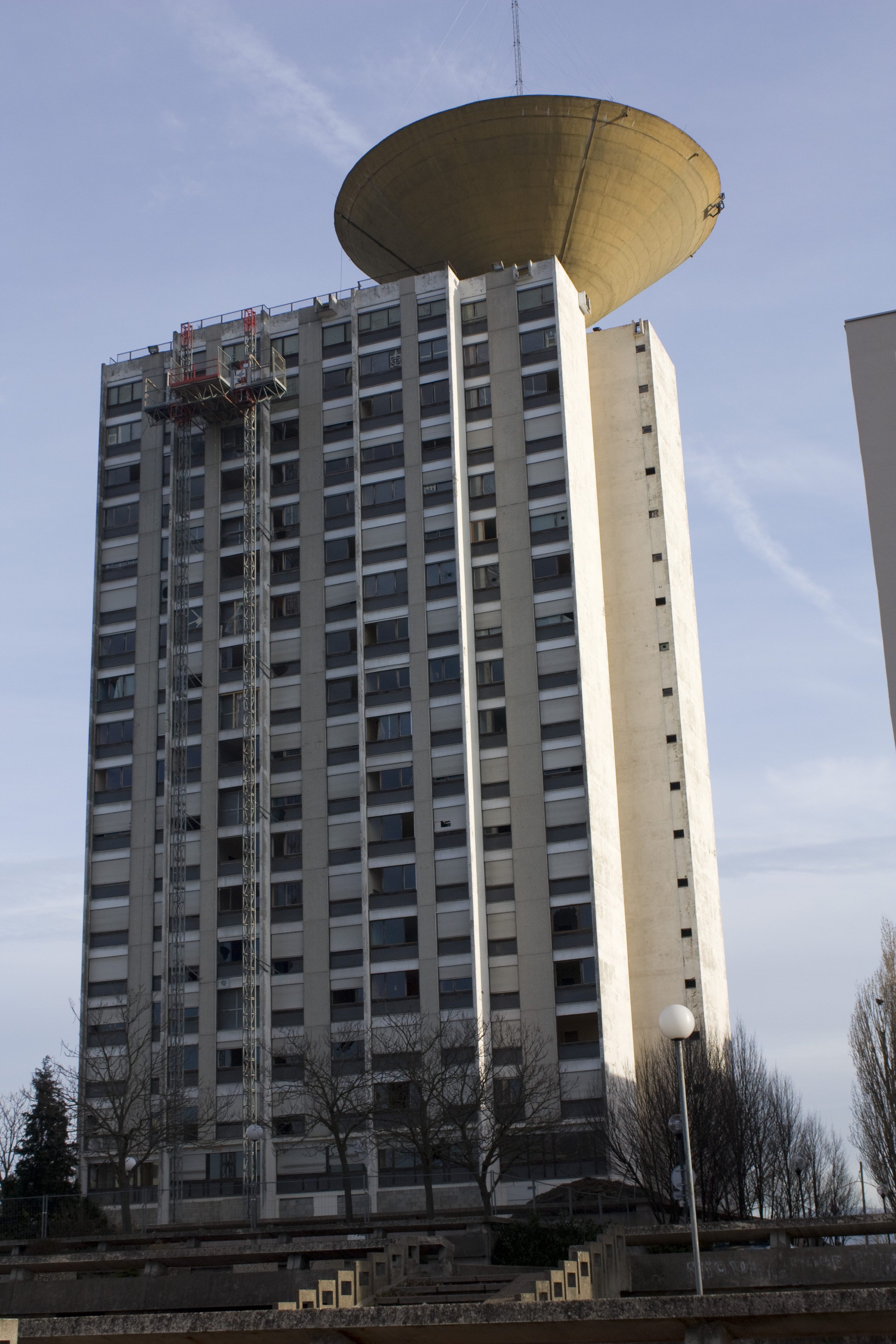
Tour Château d'eau. (n'existe plus)
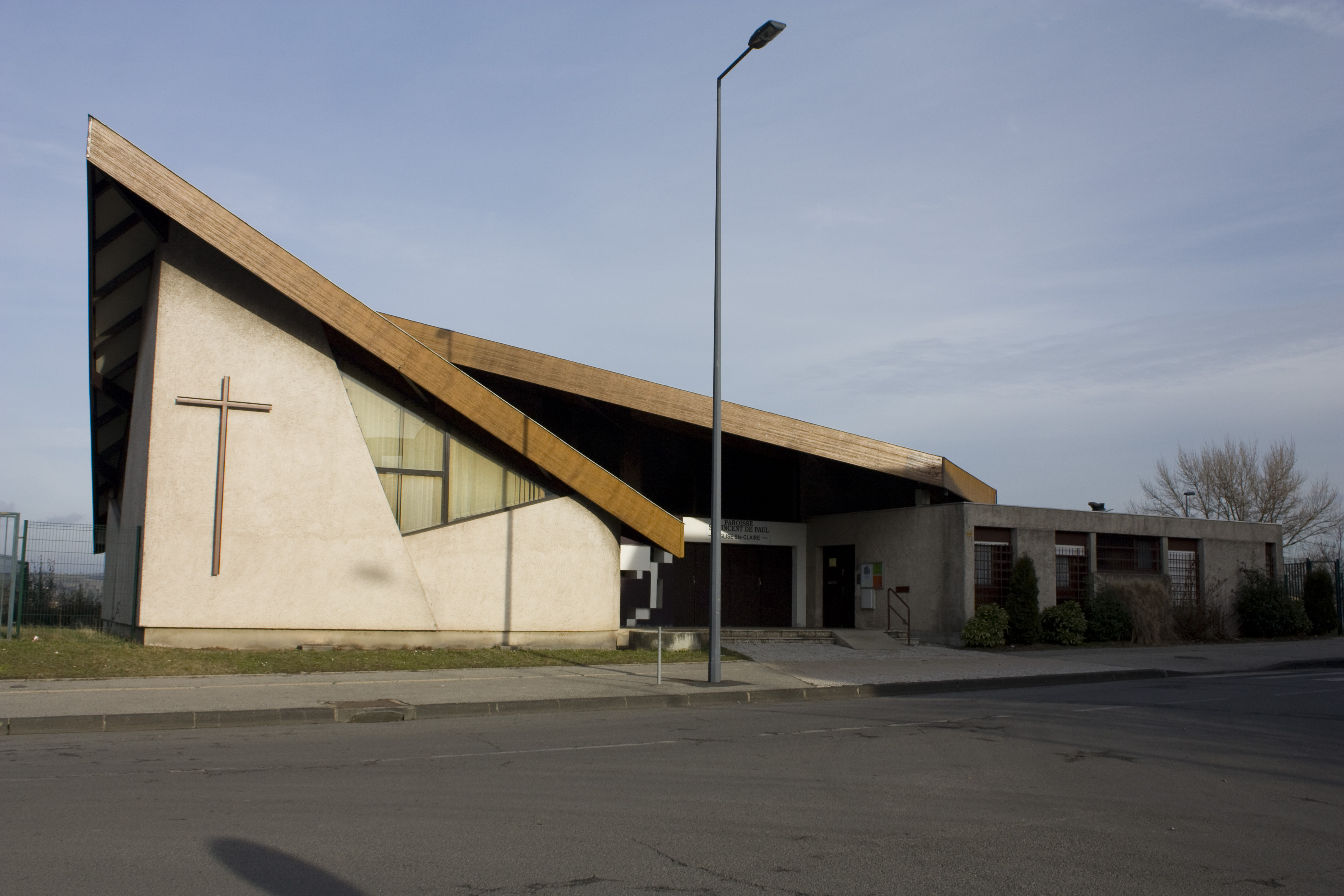
Église Ste Claire.
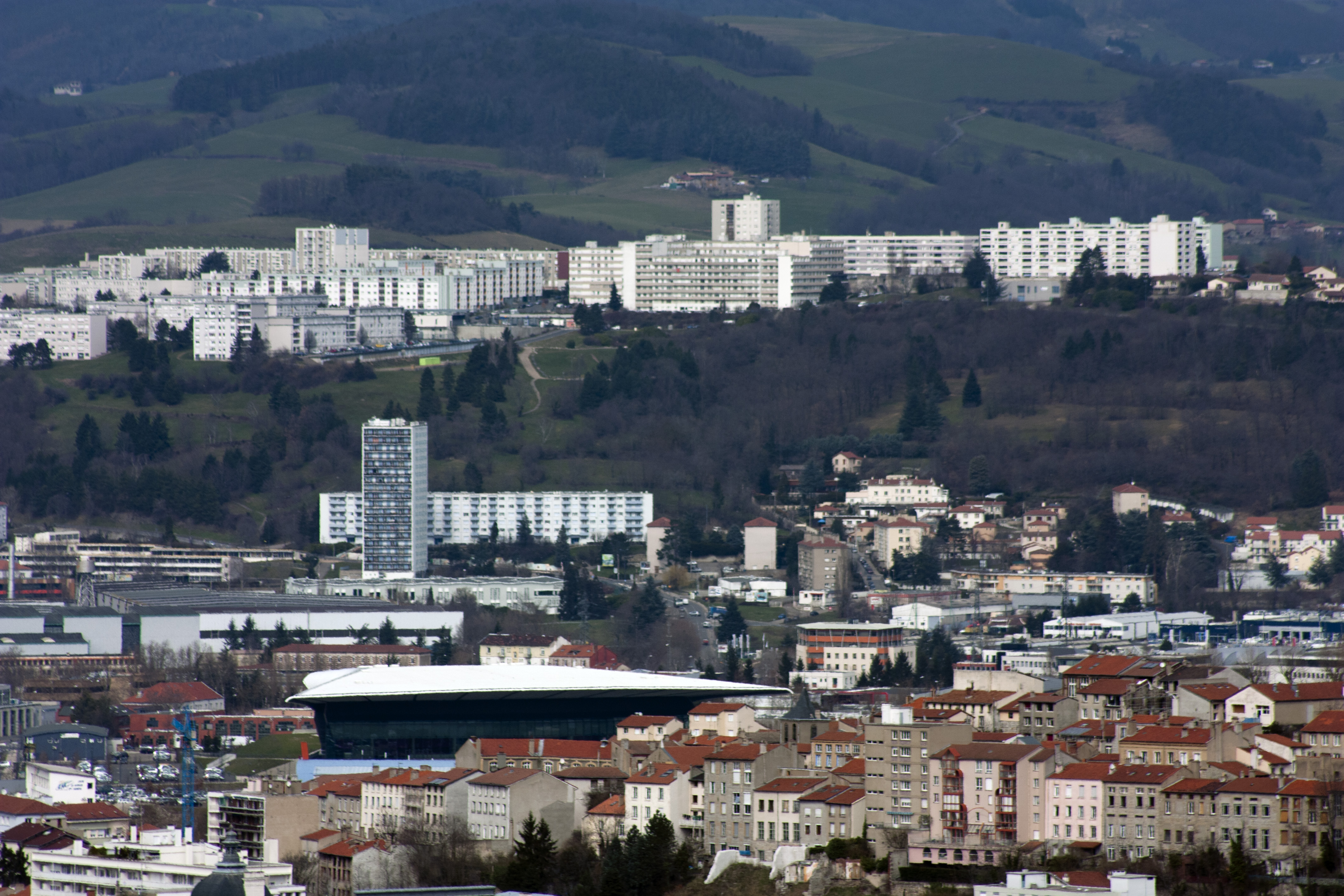
Montreynaud sans tour Plein Ciel.